# Carnaval de Paris
 (janvier 2025).
 (janvier 2025).
La mise en forme du texte ne suit pas les recommandations de Wikipédia : il faut le « wikifier ».
Les points d'amélioration suivants sont les cas les plus fréquents. Le détail des points à revoir est peut-être précisé sur la page de discussion.
- Les titres sont pré-formatés par le logiciel. Ils ne sont ni en capitales, ni en gras.
- Le texte ne doit pas être écrit en capitales (les noms de famille non plus), ni en gras, ni en italique, ni en « petit »…
- Le gras n'est utilisé que pour surligner le titre de l'article dans l'introduction, une seule fois.
- L'italique est rarement utilisé : mots en langue étrangère, titres d'œuvres, noms de bateaux, etc.
- Les citations ne sont pas en italique mais en corps de texte normal. Elles sont entourées par des guillemets français : « et ».
- Les listes à puces sont à éviter, des paragraphes rédigés étant largement préférés. Les tableaux sont à réserver à la présentation de données structurées (résultats, etc.).
- Les appels de note de bas de page (petits chiffres en exposant, introduits par l'outil «  Source ») sont à placer entre la fin de phrase et le point final[comme ça].
- Les liens internes (vers d'autres articles de Wikipédia) sont à choisir avec parcimonie. Créez des liens vers des articles approfondissant le sujet. Les termes génériques sans rapport avec le sujet sont à éviter, ainsi que les répétitions de liens vers un même terme.
- Les liens externes sont à placer uniquement dans une section « Liens externes », à la fin de l'article. Ces liens sont à choisir avec parcimonie suivant les règles définies. Si un lien sert de source à l'article, son insertion dans le texte est à faire par les notes de bas de page.
- La présentation des références doit suivre les conventions bibliographiques. Il est recommandé d'utiliser les modèles {{Ouvrage}}, {{Chapitre}}, {{Article}}, {{Lien web}} et/ou {{Bibliographie}}. Le mode d'édition visuel peut mettre en forme automatiquement les références.
- Insérer une infobox (cadre d'informations à droite) n'est pas obligatoire pour parachever la mise en page.

Pour une aide détaillée, merci de consulter Aide:Wikification.
Si vous pensez que ces points ont été résolus, vous pouvez retirer ce bandeau et améliorer la mise en forme d'un autre article.
Le Carnaval de Paris est une fête populaire parisienne. Il succède à la fête des Fous, qui prospérait depuis le XIe siècle jusqu'au XVe siècle. Il tombe en désuétude au XXe siècle après des interdictions, et connait des interruptions au sortir de la Seconde Guerre mondiale.
En 1996, l'APCP (Association pour la promotion du Carnaval de Paris) organise des actions costumées dans la rue, avec un miniboeuf roulant. Le cortège du Carnaval de Paris, Promenade du Bœuf Gras renaît en 1998. En 2009, renaît le défilé des Reines des blanchisseuses de la Mi-Carême. Entre 1904 et les années 1920, des liens existaient entre le Carnaval de Paris et des fêtes de province et de l'étranger. Les carnavals de Bagneux, Dunkerque ont été invités et ont participé au Carnaval de Paris, et, à partir de 2003, celui de Cherbourg, de villes italiennes et belges.

## Initiateurs
En 1992, Basile Pachkoff, artiste peintre et poète, et Alain Riou, président de l'association Droit à la culture, conseiller de Paris 20e, qui délivre les autorisations de défiler dans les rues de Paris, imaginent faire renaître le Carnaval de Paris.
Ils fondent avec Rafaêl Estève, l'APCP (Association pour la promotion du Carnaval de Paris) en 1994 puis la première compagnie carnavalière parisienne « Les fumantes de pantruche » en 1998.
En 2000, Catherine Poulain organise la première exposition sur la renaissance du Carnaval de Paris à la Poste du Louvre avec textes et films. Artiste et figure du Carnaval de Paris, elle crée des masques, costumes, marionnettes et chars de carnaval, des performances et des films.

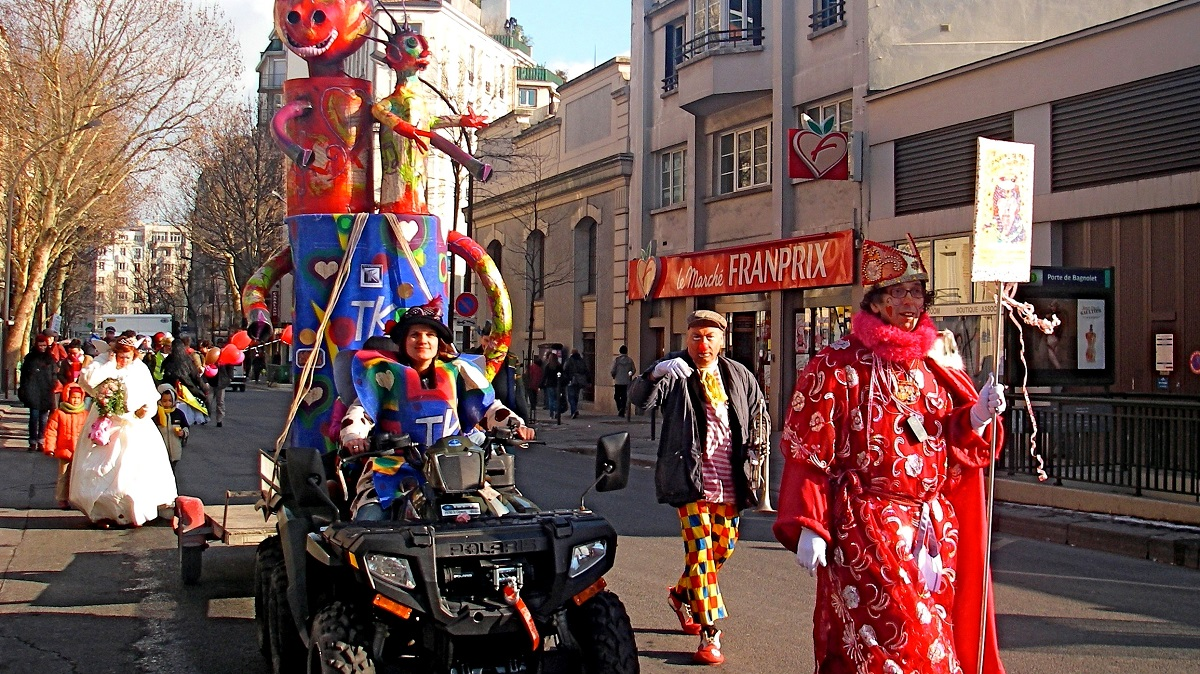
Catherine Poulain, actrice et artiste plasticienne, au départ du Carnaval de Paris en 2010 conduisant sa sculpture géante "La vache et son roi amoureux" sur un quad, avec Basile Pachkoff, Pat le clown, Alexandra Bristiel.

Après le décès d'Alain Riou en 2004, Basile Pachkoff devient historien et organisateur du Carnaval de Paris. Alexandra Bristiel et Basile Pachkoff sont à l'initiative du défilé des Reines des blanchisseuses de la Mi-Carême en 2009.
Au décès de Basile Pachkoff en 2023, Ilham MOUHID reprend la présidence du Carnaval de Paris.

## Histoire du Carnaval de Paris

### Passé prestigieux

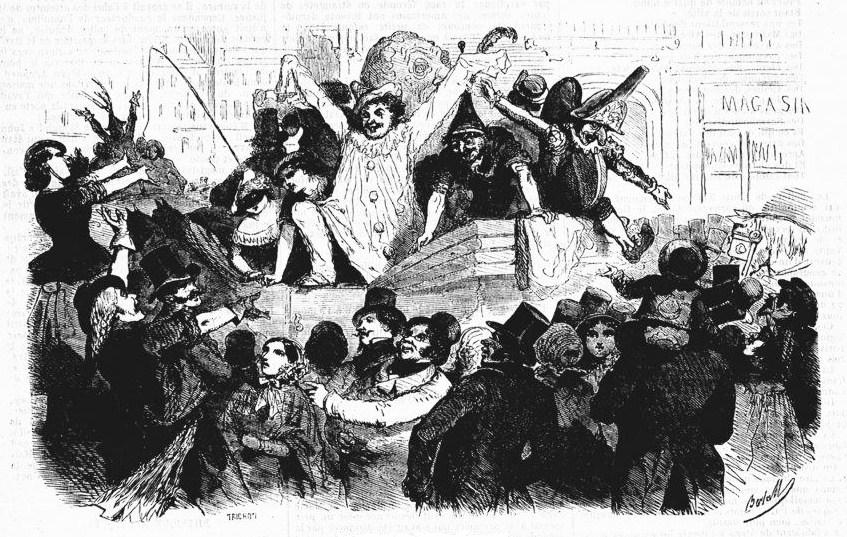
Bertall Le carnaval des boulevards en 1828.

Cette fête a longtemps porté plusieurs noms. Jusqu'au XIXe siècle, en France et à Paris, le mot Carême-Prenant était utilisé à égalité avec le mot Carnaval. Il pouvait être orthographié : « Quaresmeprenant » ou « Quarêmeprenant ».
La tradition du carnaval à Paris est multiséculaire.
Nicolas de Baye écrit dans son journal, en 1411 :

« Lundi, XXIIIe jour de fevrier
La Court, pour la reverence de la feste de caresme prenant qui sera demain, s'est levée devant l'eure. »

Le Carnaval de Paris a reposé sur une tradition ininterrompue des sociétés festives et carnavalesques  et l'implication de certaines corporations. En 1778, un poème anonyme accompagne une gravure de la fête :
De ces sortes de mascarades,

Les Artisans font leurs plaisirs,

Il faut les voir à nos parades !

C'est là qu'ils comblent leurs désirs !

Chacun retourne à son ouvrage

Quand Mardi-gras est enterré,

Tout est mangé selon l'usage

Et l'on est toujours altéré.

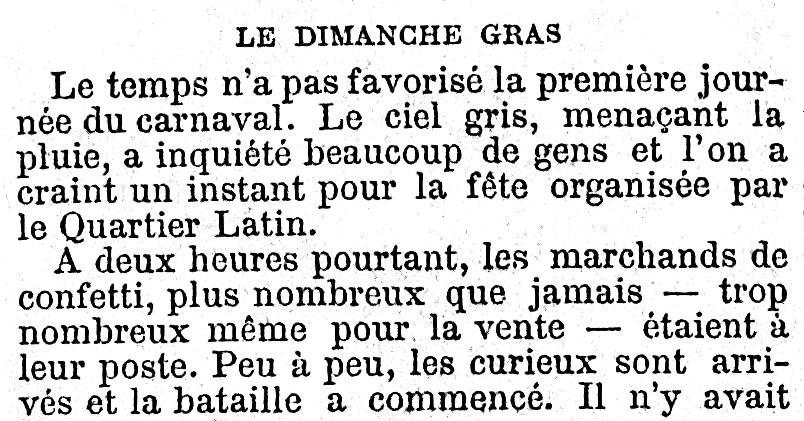
Écho du Carnaval de Paris dans Le Figaro, 23 février 1903[4].
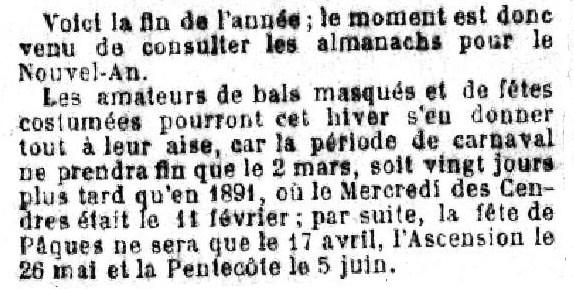
À l'origine, la période festive du Carnaval de Paris dure des mois. Ici, le 22 novembre 1891, Le Petit Parisien annonce la période 1891-1892[5].
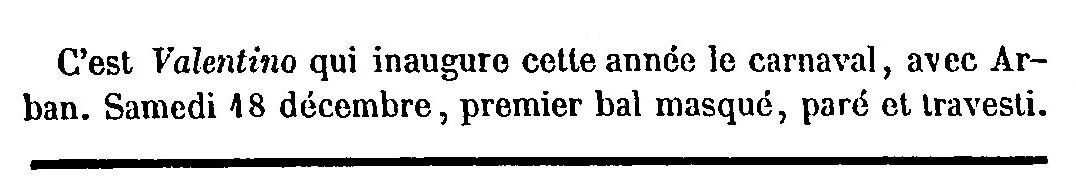
Annonce du premier bal de la période 1869 – 1870 du Carnaval de Paris, le 18 décembre 1869 salle Valentino, avec Arban[6].
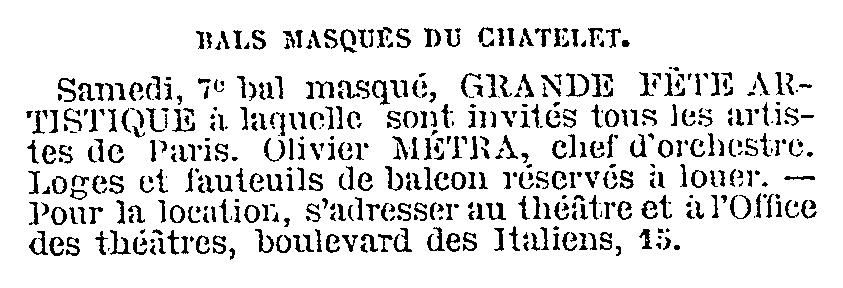
Annonce du 7e bal masqué du théâtre du Châtelet donné le 6 février 1869, avec Olivier Métra[7].
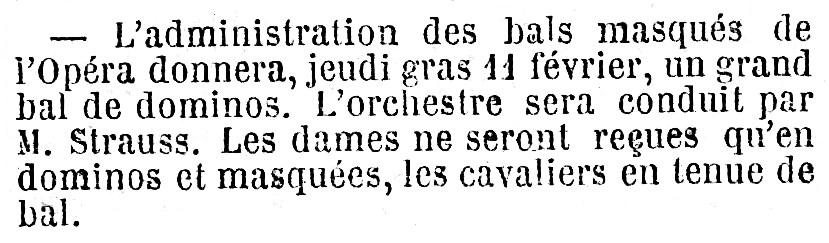
Annonce du bal de l'Opéra donné le jeudi gras 11 février 1858, avec Isaac Strauss[8].

Les artisans jouent un rôle important.
À Paris, au XVIIIe siècle, il existe aussi le régiment de la Calotte, très fameuse société festive d'origine aristocratique et militaire. Cette société rédige des textes comiques. Ce que feront plus tard les Badouillards, avec leur Grande Charte des Badouillards vers 1840.
Le Carnaval de Paris est traditionnellement la fête de la police de Paris, ainsi que la fête des gens du spectacle. Il y a des bals masqués dans les théâtres, une programmation spéciale en temps de carnaval, avec des pièces comiques comme La Foire Saint-Germain, de Jean-François Regnard et Dufresni, ou La mort de Mardi-Gras, de Fonpré de Fracansalle.
Au XIXe siècle, le bouchers, blanchisseuses, commerçants, étudiants s'impliquent dans l'animation du Carnaval, comme dans tous les carnavals, à Dunkerque ou au Brésil : la tradition, l'organisation et l'implication de certaines couches de la population sont essentielles pour la prospérité de la fête.
Une structure importante, au moins à partir de 1817, est représentée par les goguettes ou sociétés lyriques. Il en naît plusieurs centaines en 1818, année du retour de la paix après 26 années de conflits quasiment ininterrompus.

Les goguettes comptent chacune moins de vingt membres. Leurs réunions se tiennent chez les marchands de vin. Des gens de toutes origines les fréquentent, surtout populaires, comme des ouvriers et ouvrières parisiens. Ils se retrouvent chaque semaine le samedi soir, veille des dimanches-lundis alors chômés. Ils chantent des chansons connues, en créent de nouvelles sur des airs connus. En 1900, il existe encore au moins 90 goguettes à Paris.

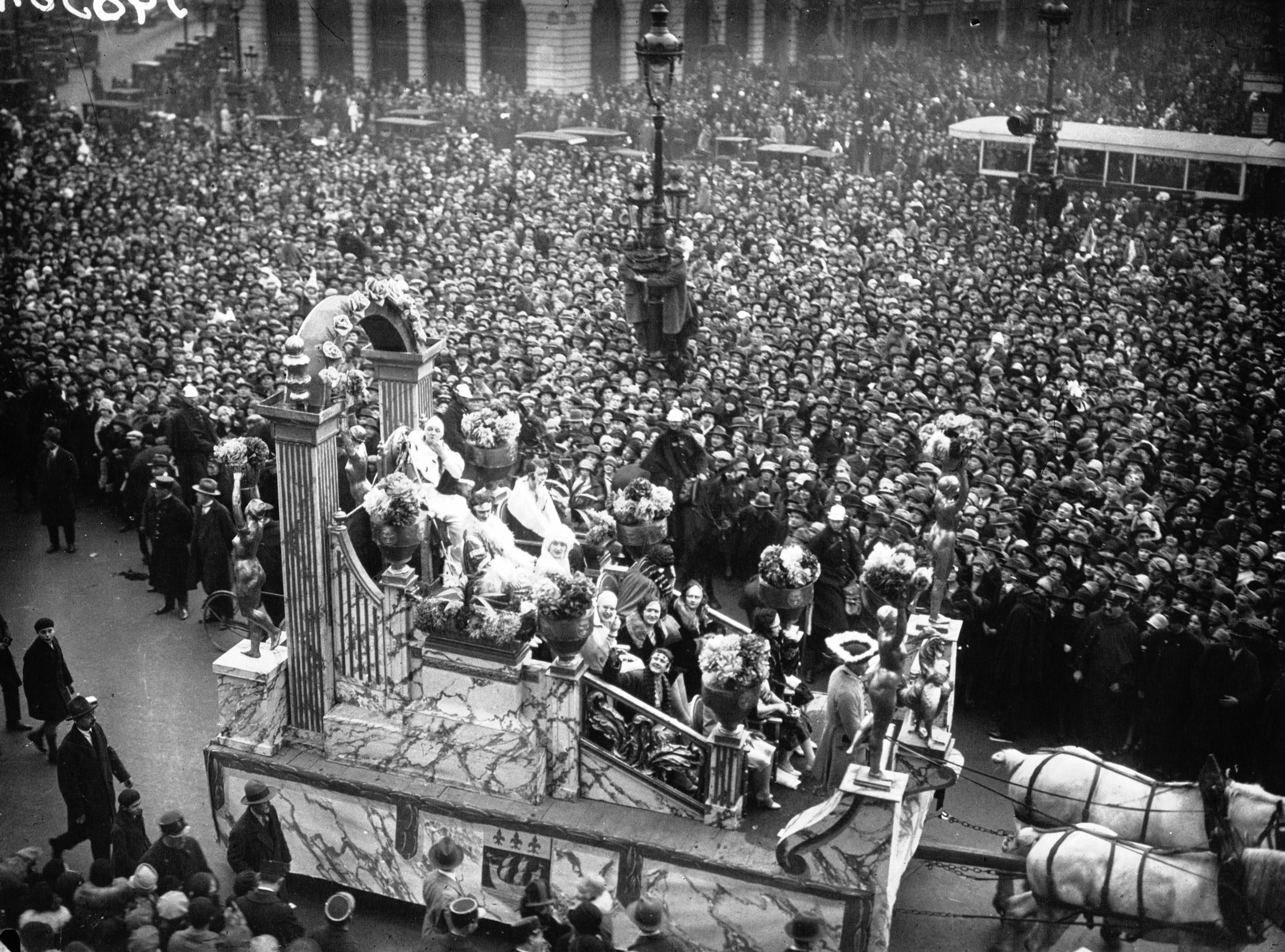
Une foule immense assiste au passage du Char de Paulette Cayet, Reine des Reines de Paris 1928, sur la place de l'Opéra le jeudi de la Mi-Carême 15 mars 1928.
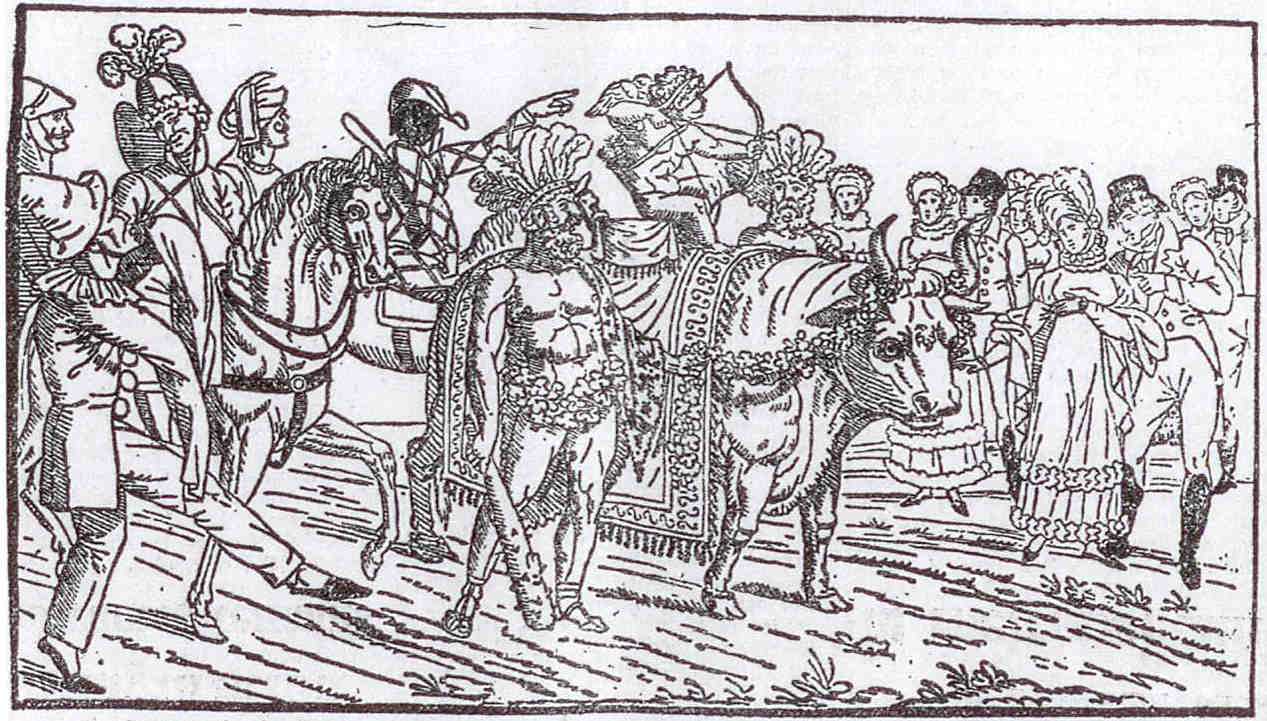
Xylographie ornant le programme de la Promenade du Bœuf Gras au Carnaval de Paris 1816[11].
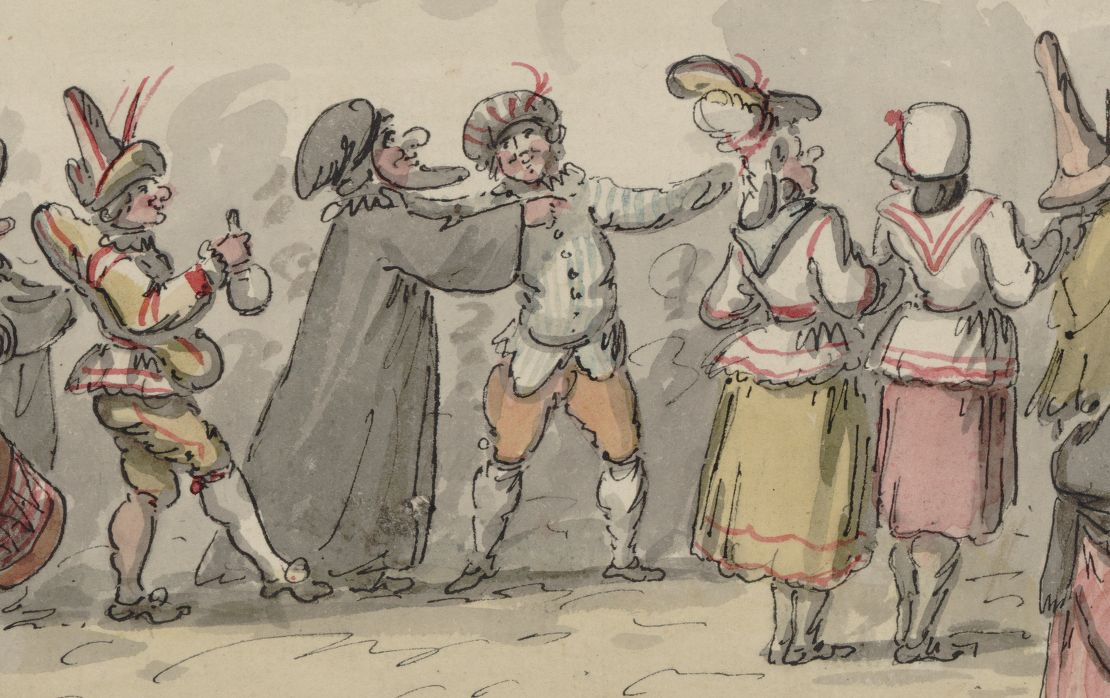
Des Parisiens en Carnaval en 1789[12].
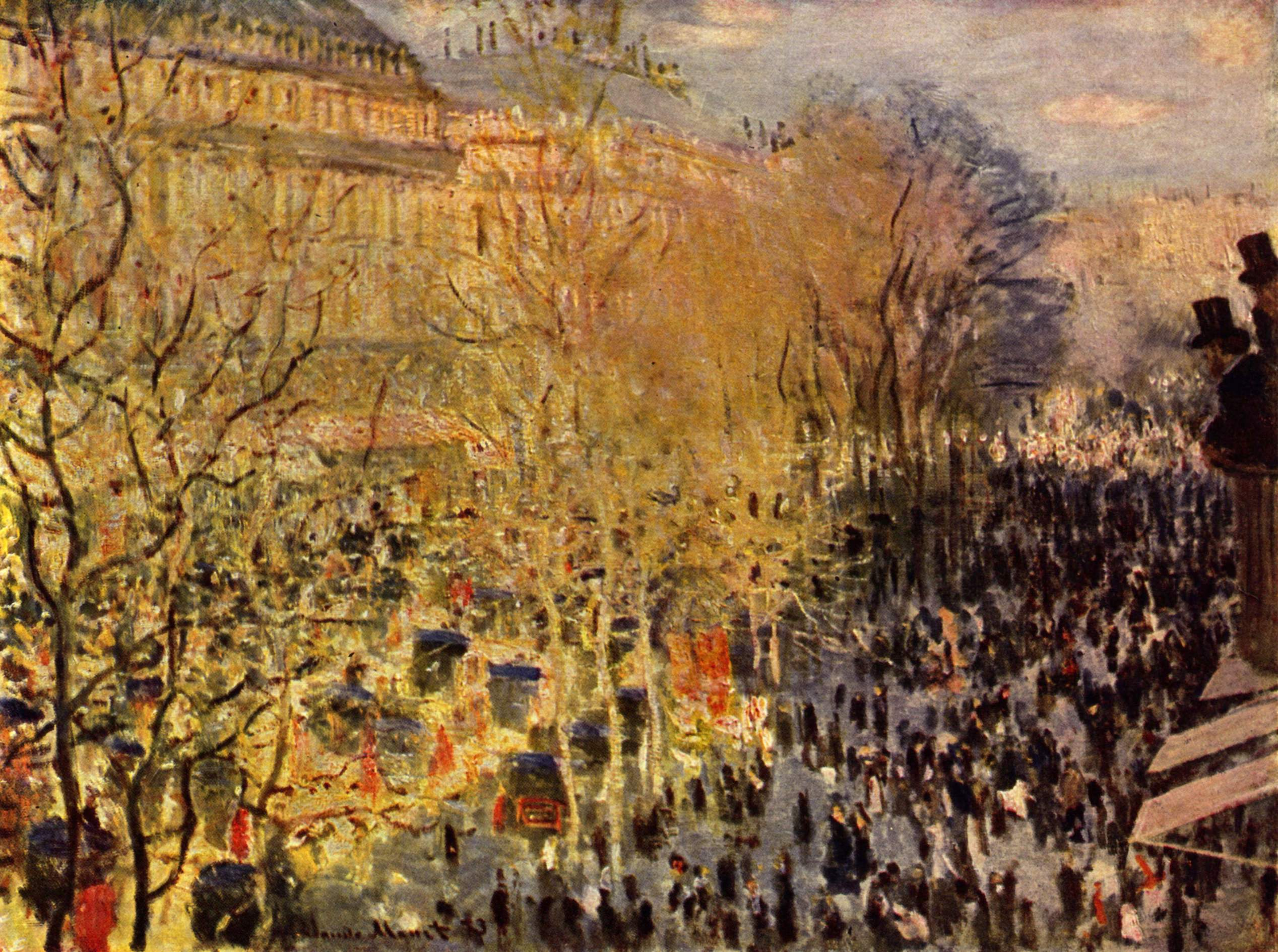
Claude Monet Carnaval boulevard des Capucines 1873

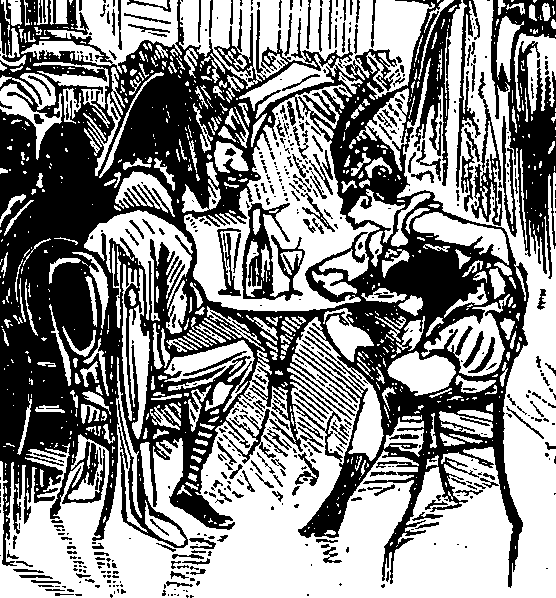
Une table au bal de l'Opéra le jeudi de la Mi-Carême 20 mars 1879. La jeune fille porte une tenue de carnaval parisienne très classique et très dénudée.

### Les adversaires
Le Carnaval de Paris est populaire et apprécié dans toutes les couches de la population ; il rencontre aussi des adversaires au nom de la morale.
Le juriste et théologien calviniste Lambert Daneau publie à Paris, en 1582, un volume in-8 intitulé : « Traicté contre les Bacchanales du Mardi gras, auquel tous les chrestiens sont exhortez de s'abstenir des banquets dudict Mardi-gras, et des masques et mommeries »
La liberté momentanée de mœurs existait au Carnaval de Paris. Le goguettier Désaugiers en parle dans sa chanson V'là c' que c'est que l' carnaval, écrite entre 1800 et 1827 :
Au lever du soleil on dort,

Au lever de la lune on sort ;

L'époux, bien calme et bien fidèle,

Laisse aller sa belle

Où l'amour l'appelle :

L'un est au lit, l'autre est au bal...

V'là c' que c'est que l' carnaval.
Critiquant les femmes de Paris qui, selon lui, « se croient en droit de faire ce qu'elles veulent » et « ne s'occupent que de plaisir et de toilette », Eugène Delacroix écrit entre 1822 et 1863 :

« L'adultère, qui dans le Code civil est un mot immense, n'est par le fait qu'une galanterie de bal masqué.
Les femmes ont besoin d'être contenues dans ce temps-ci : elles vont où elles veulent ; elles font ce qu'elles veulent ; elles ont trop d'autorité. Il y a plus de femmes qui outragent leurs maris que de maris qui outragent leurs femmes. »

De son côté, Jouslin de la Salle, en 1825, écrit dans sa chanson Le Carnaval :

« Nul mari ne songe à sa femme,
En carnaval. »

### Durée du Carnaval
Jusqu'au début du XXe siècle, le Carnaval de Paris dure plus longtemps que le seul Mardi gras. En 1690, dans son Dictionnaire universel, le Furetière, Antoine Furetière écrit :

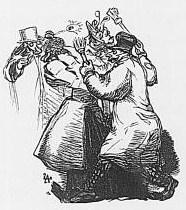
Les balais chatouilleurs en papier au Carnaval de Paris 1895.

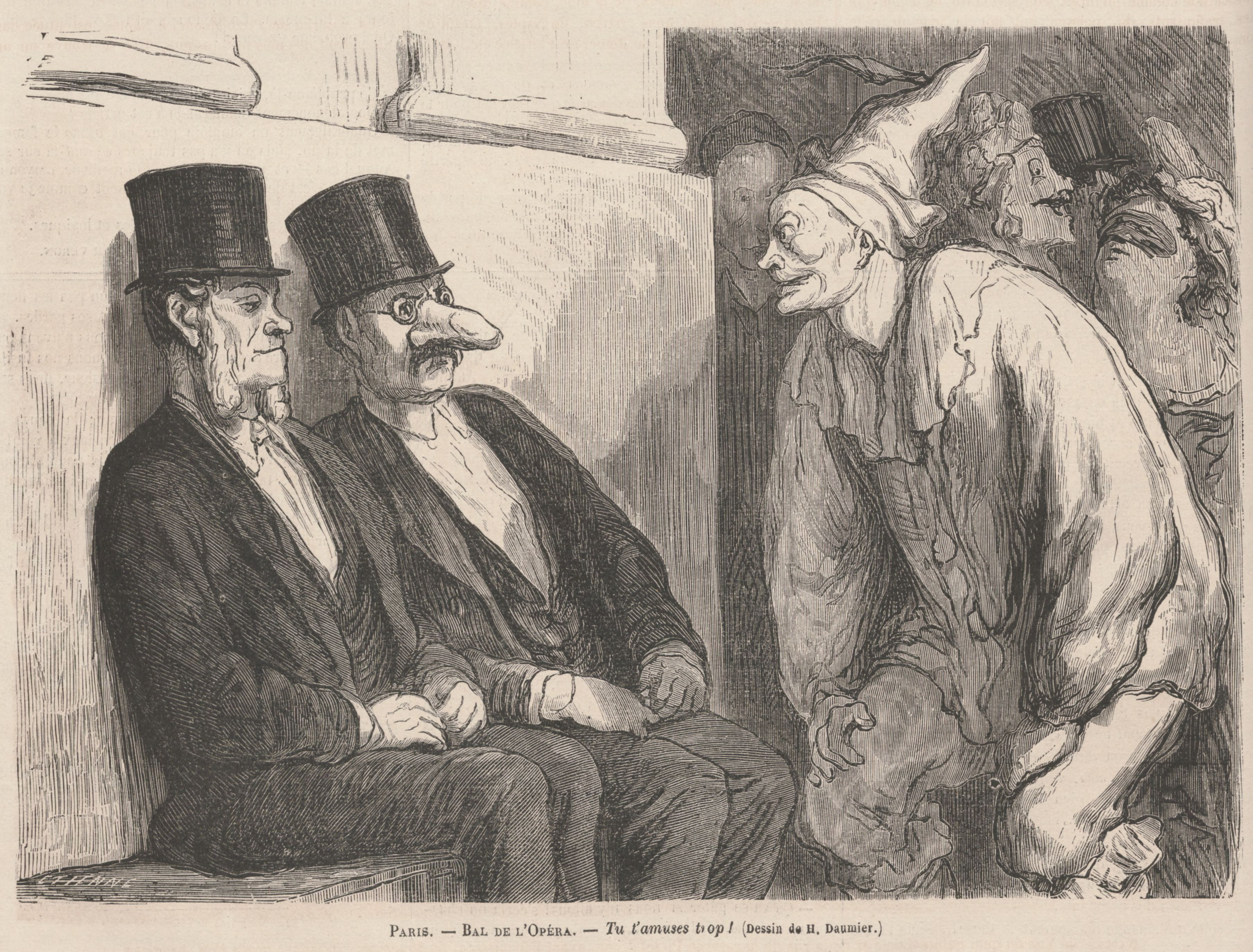
« — Tu t'amuses trop ! » Scène du Carnaval de Paris en 1868 vue par Honoré Daumier.

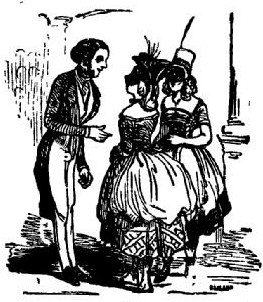
Parisiennes en Carnaval en 1869.

« CARNAVAL. s.m. Temps de réjouissance qui se compte depuis les Rois jusqu'au Carême. Les bals, les festins, les mariages, se font principalement dans le Carnaval. »
Soixante-deux ans plus tard, en 1752, l’Encyclopédie confirme :

« Le tems du carnaval commence le lendemain des Rois, ou le 7 de janvier, & dure jusqu'au carême. Les bals, les festins, les mariages, se font principalement dans le carnaval. »

La période du Carnaval de Paris durait traditionnellement des mois. La Belgique et l'Allemagne le pratiquent toujours. À un moment donné, il allait de la Saint-Martin le 11 novembre jusqu'aux jours gras. S'ajoutait une reprise de la fête au moment du jeudi de la Mi-Carême, à mi-chemin entre Mardi Gras et lundi de Pâques.
Vers 1900, c'était un temps de réjouissances, fêtes masquées, bals et festins à Paris. Il durait plusieurs mois avec les temps forts des jours gras et de la Mi-Carême. Pâques étant une date mobile se déplaçant sur une plage de 35 jours, la date du mardi gras variait, ainsi que la durée de cette période de fêtes.
En 1903, Le Figaro appelle « le carnaval » les seuls dimanche gras, lundi gras, mardi gras.

### Disparition du Carnaval de Paris
Le Carnaval de Paris a connu une éclipse durant une quarantaine d'années, du début des années 1950 jusqu'à 1993. Il n'a pas été rejeté par les Parisiens et n'a pas été interdit. Problèmes d'organisation, problèmes politiques, rivalité entre la ville et le gouvernement français ont fait disparaître la fête.
Un grand nombre de Parisiens ignorent qu'il existait un Carnaval de Paris, avec ses personnages typiques, caractérisés par leur costume, et revenant chaque année, et ses blagues carnavalesques traditionnelles appelées « attrapes en Carnaval ». Ces dernières furent pratiquées au moins depuis le XVIIe siècle jusqu'au XIXe siècle.
Des années 1950 jusqu'à 1993, les mots « Carnaval de Paris » cessèrent d'être utilisés, sauf dans des articles spécialisés et des ouvrages scientifiques à faible diffusion. Les Parisiens pouvaient fêter à Paris « Mardi Gras ». S'ils parlaient du Carnaval, il s'agissait du Carnaval de Nice ou du Carnaval de Rio.

### Le Carnaval par les artistes
Le Carnaval de Paris a inspiré beaucoup d'artistes. Certains s'en sont même fait une spécialité comme le dessinateur Gavarni. Il a lancé un jour qu'il avait inventé le Carnaval, à raison de 50 francs le dessin.
Le caricaturiste Cham a illustré le Carnaval de Paris par des centaines de caricatures et des albums entiers. Gustave Doré et Honoré Daumier ont également traité le sujet.
Giuseppe Verdi a composé en 1853 un opéra dont l'action se déroule à Paris durant le Carnaval : La traviata. On y entend Largo al quadrupede, le chœur des bouchers promenant le Bœuf Gras.
Un tableau d'Édouard Manet représente le célèbre bal masqué de l'opéra. Un tableau de Claude Monet montre le Carnaval boulevard des Capucines.
Le Carnaval de Paris a été filmé par les frères Lumière et Georges Meliès. Il apparaît dans des films de fiction dont un, américain. Plusieurs de ces films ont pour sujet un personnage célèbre du Carnaval de Paris, Milord l'Arsouille :
1912 – Milord l'Arsouille, court-métrage anonyme ;
1925 – Mylord l'Arsouille, ciné-roman français de René Leprince ;
1937 – Carnival in Paris (Carnaval à Paris) de Wilhelm Thiele ;
1945 – Les Enfants du paradis de Marcel Carné et Jacques Prévert. Le tournage des scènes de Carnaval au XIXe siècle sur le boulevard du Crime a impliqué 2 000 figurants.
1955 – Milord l'Arsouille de André Haguet.
1978 – Molière de Ariane Mnouchkine. On y voit le Carnaval de Paris au XVIIe siècle.

### Événements principaux

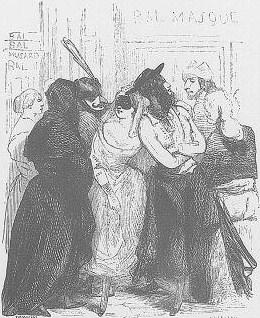
La cohue à l'entrée d'un bal masqué rue Vivienne en 1843.

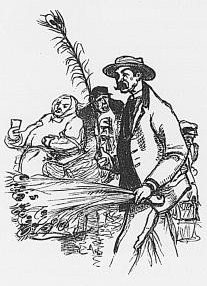
Marchand de plumes de paon pour chatouiller au Carnaval de Paris 1895.

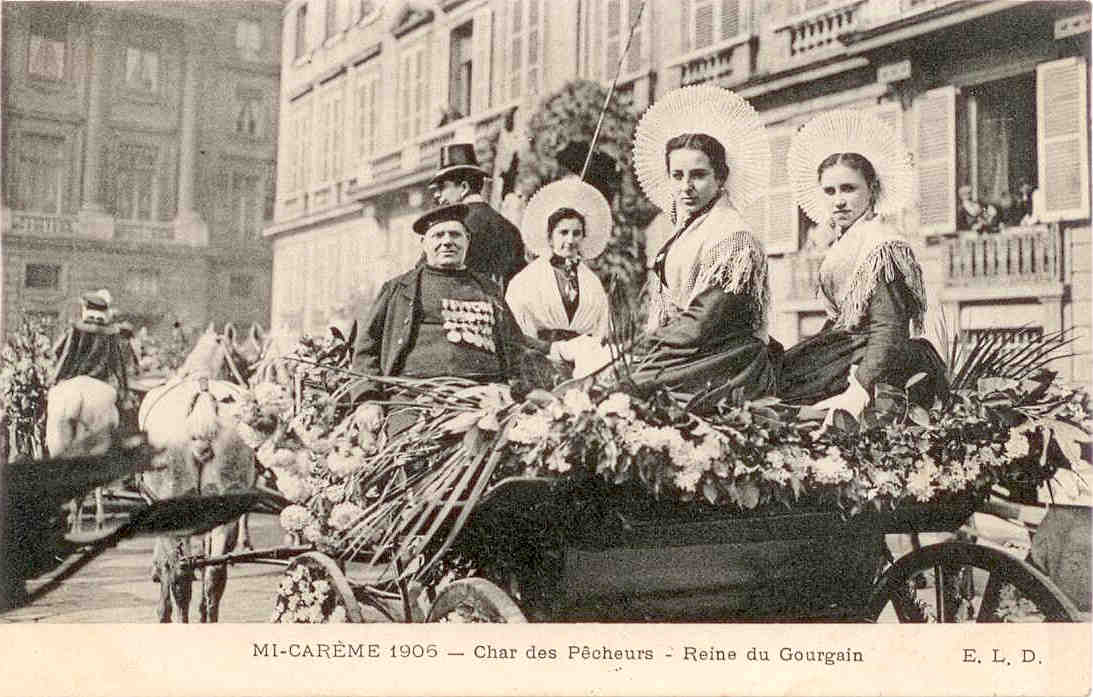
Des délégués de Calais à la Mi-Carême 1906 avec la Reine du Courgain, quartier maritime de Calais.

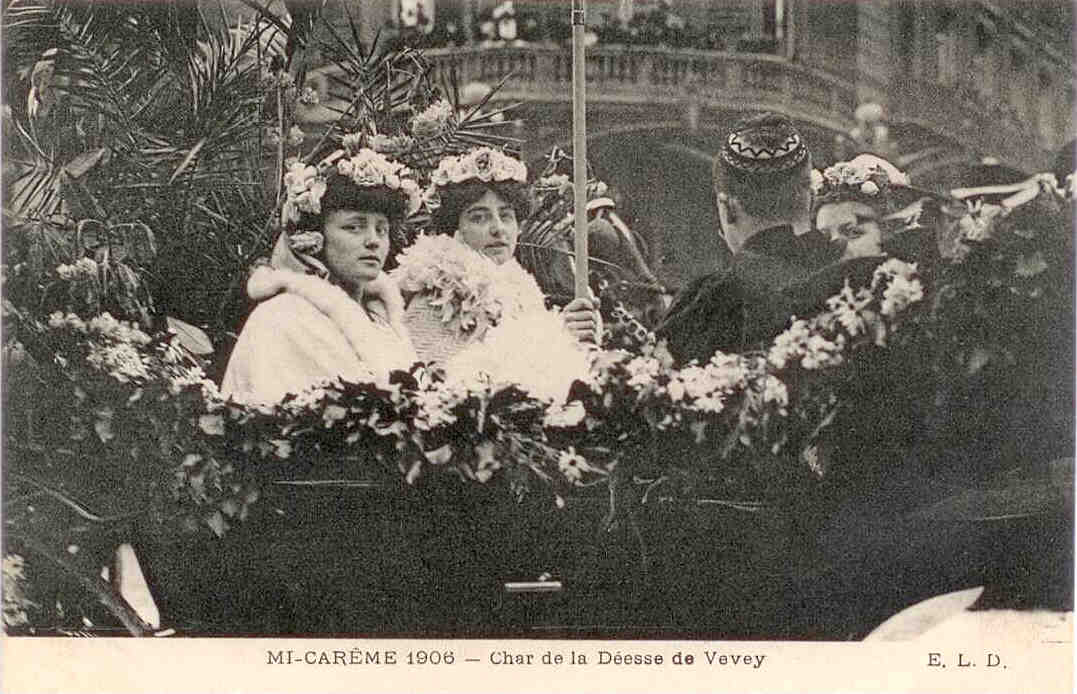
Des délégués suisses à la Mi-Carême 1906, dont Mademoiselle Hermance Taverney, Palès déesse du Printemps de la Fête des Vignerons de Vevey 1905 et ses deux demoiselles d'honneur.

Dans la rue, deux événements  marquent le Carnaval de Paris : la promenade de masques et les cortèges.

#### La promenade de masques
Les masques, c'est-à-dire les personnes déguisées, se retrouvent en grand nombre, avec les curieux et admirateurs venus les voir.
Dulaure la décrit en 1787 :

« Rue Saint-Antoine, elle est fameuse pour le concours prodigieux des masques qui tous les ans, les derniers jours du carnaval, attirent un grand nombre de curieux. »

Parlant du mardi gras 19 février 1822, le Journal des débats rapporte le lendemain :

« – Les rues Saint-Honoré, de Richelieu, et les boulevards étaient, cette après-midi, remplis d'une foule immense qui venait voir les masques, qui, cette année, n'ont pas été nombreux, mais il y avait beaucoup d'équipages brillants. »

Parlant du dimanche gras 9 février 1834, le Journal des débats écrit :

« Aujourd'hui, par un très beau temps, les boulevards et la rue Saint-Honoré étaient parcourus dans toute leur étendue par une foule immense qui venait voir les mascarades du dimanche gras. Une double file de voitures de toute espèce circulait au pas dans ce long espace, au nombre de plusieurs milliers. »

L'affluence suscite des règlementations. Une circulaire du 18 février 1819, aux Commissaires de police, les invite à veiller à ce qu'il n'y ait pas plus de deux personnes sur l'impériale d'une voiture conduisant des masques.

#### Les cortèges
Les moments traditionnels de sorties de cortèges du Carnaval de Paris sont les jours gras, « les derniers jours du carnaval » dont parle Dulaure. Ils commencent au XVIIIe siècle le jeudi gras et finissent le mardi gras. Au XIXe siècle, ils vont se restreindre aux seuls dimanche-lundi-mardi gras. C'est le moment de la Promenade du Bœuf Gras.

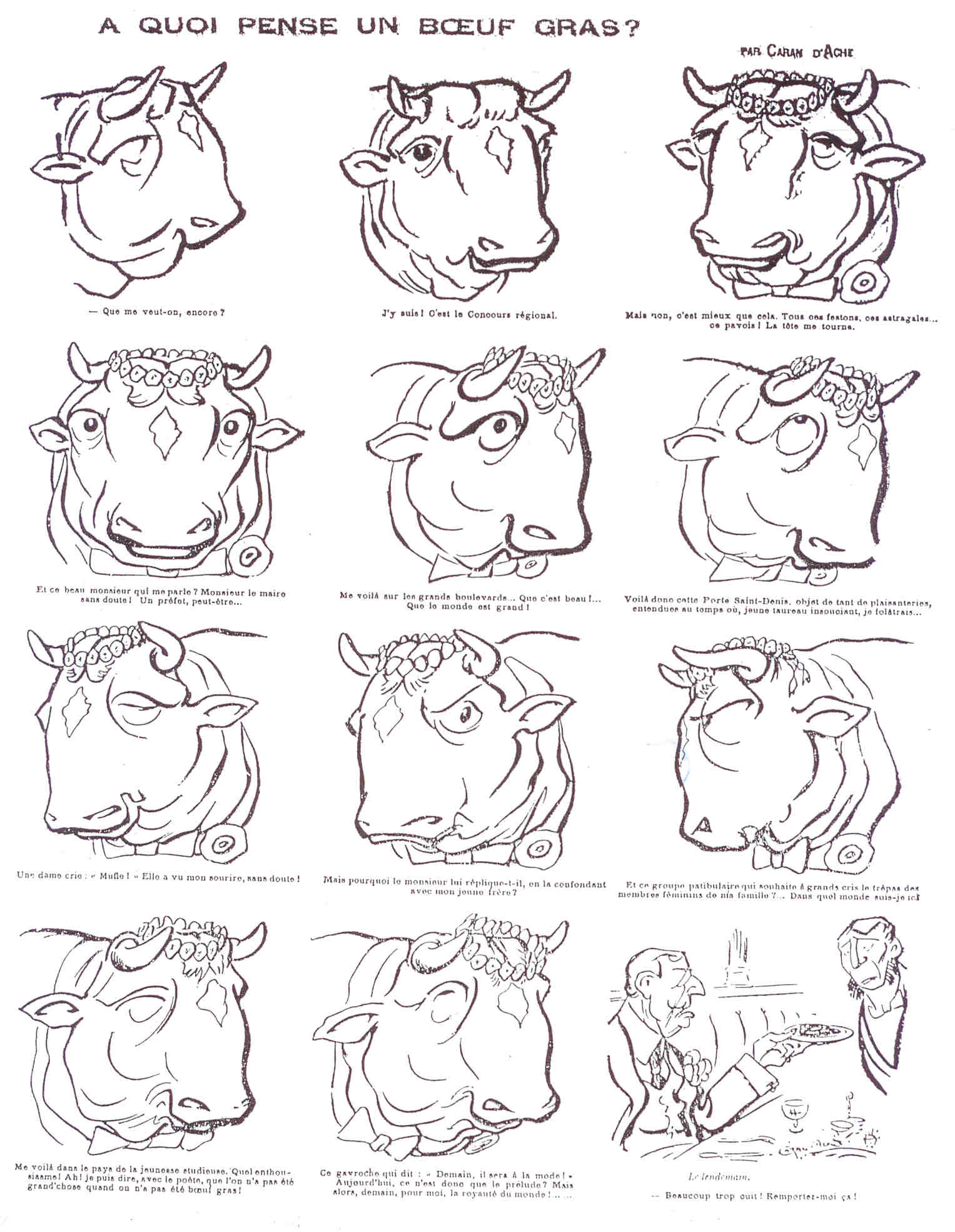
Le Bœuf Gras caricaturé par Caran d'Ache dans Le Figaro en 1903.

Vingt-et-un jours après Mardi Gras, c'est le jeudi de la Mi-Carême. Il est aussi appelé la Fête des blanchisseuses, car c'est le jour de leur fête et du défilé de leurs reines et de la reine des blanchisseuses. À celles-ci, succèdent à partir des dernières années du XIXe siècle, les reines d'autres corporations.
Le cortège du Bœuf Gras est mentionné à Paris en 1274. Sa première description connue date de 1712. Elle apparaît dans un passage du texte d'une pièce de théâtre à écriteaux donnée à l'occasion du Carnaval : Écriteaux des fêtes parisiennes données au public par la grande troupe des danseurs de corde du Jeu de paume d'Orléans, à la foire Saint-Germain, au mois de février 1712..
Une autre description du Bœuf Gras, connue durant presque trois siècles comme la plus ancienne, date de 1739. Cette fête traditionnelle parisienne prend de l'ampleur au XIXe siècle devenant de facto la Fête de Paris, dans le cadre du Carnaval de Paris.
À Paris, vers 1860, quand un personnage illustre du monde musical ou littéraire a l'honneur de voir un des bœufs gras de la fête baptisé du nom d'une de ses œuvres, on dit qu'il est bœuf gras ou est entré à l'abattoir.
Après 1870, le cortège du Bœuf Gras disparaît durant 25 ans, à cause de l'affaire Mathurin Couder, crise interne du syndicat des bouchers parisiens qui l'organisait.
Les cortèges de reines de la Mi-Carême existent au moins depuis le XVIIIe siècle. La Mi-Carême est déjà alors la Fête des femmes de Paris.
Le cortège de la Reine de toutes les blanchisseuses de Paris existe au moins depuis 1830.
En 1891, à l'initiative de Morel, président de la Chambre Syndicale des Maîtres de Lavoirs, ces cortèges sont utilisés ou remplacés par le cortège de la Reine des Reines de Paris.
À cette occasion, les étudiants des Beaux-arts rallient la fête avec un « char du lavoir des Beaux-Arts », en chantant l'hymne de leur école : Le Pompier.
En 1893, l'ensemble des étudiants parisiens, avec leur « armée du chahut », se joint au cortège des blanchisseuses de la Mi-Carême. La participation massive des jeunes gens et jeunes filles des écoles est très appréciée ; elle se poursuit au moins jusqu'en 1946. Elle fait de la Mi-Carême la fête des étudiants parisiens. L'Association générale des étudiants de Paris-AGEP, appelée familièrement « l'A », s'y implique activement. Les étudiants sont présents en 1936 et 1946. Le Figaro rapporte comment ils se joignent au grand cortège du Bœuf Gras de la Mi-Carême du jeudi 19 mars 1936, avec leur char appelé Et voilà le printemps. Le grand cortège de la Mi-Carême du jeudi 28 mars 1946 est essentiellement l'œuvre des étudiants, alliés aux Forts des Halles et soutenus par les grands journaux parisiens.
Un troisième grand cortège a existé au Carnaval de Paris, mais seulement de 1822 jusque vers 1860. Il sortait le matin du Mercredi des Cendres : la descente de la Courtille.

### Fête de masse
Les cortèges centraux du Carnaval de Paris attirent des foules énormes. Fin XIXe-début XXe siècle, on est obligé d'interrompre la circulation sur les grands boulevards durant les jours gras (dimanche, lundi et mardi gras) et le jeudi de la Mi-Carême.
Ces moments de liesse étaient favorisés par les congés. En 1932, le personnel de la Préfecture du département de la Seine bénéficie encore d'une demi-journée de congé le Mardi gras et le Jeudi de la Mi-Carême.
En mars 1895, on lit dans le compte-rendu du défilé de la Mi-Carême paru dans le Journal des débats : « Sur la place de l'Hôtel-de-Ville, comme sur tous les autres points du parcours, une foule considérable, difficilement maintenue sur les terre-pleins et les trottoirs, attendait longtemps à l'avance l'arrivée du cortège. Trois vastes estrades étaient dressées devant le monument, et plus de quatre mille invités y avaient pris place. »

### Confettis et serpentins

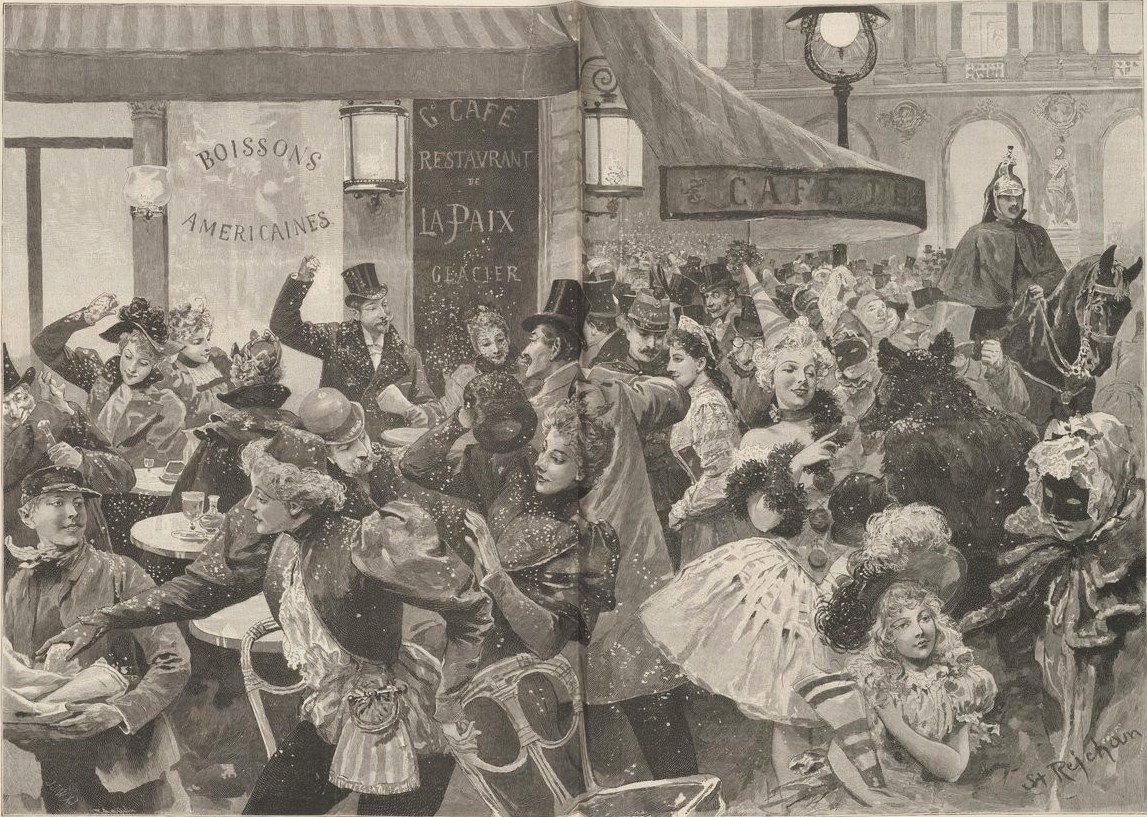
La bataille de confettis sur les Grands Boulevards au Carnaval de Paris 1894.

Le premier confetti était fait de dragées, puis de boulettes de plâtre, et enfin, en papier. Inventé en Italie, son apparition au Carnaval de Paris, en 1891, lui assura sa vogue mondiale.
Initialement chutes de papier perforé utilisé pour l'élevage du ver à soie, le premier confetti en papier était blanc. Le Monde illustré du 26 mars 1892 commente ainsi un dessin figurant la bataille de confettis de la journée de la Mi-Carême 1892 :
« C'est aux bals de l'Opéra que le jeu a commencé, et par une innovation heureuse, au lieu de ces horribles bonbons de plâtre en vogue à Nice et en Italie et qui nécessitent un masque pour préserver le visage, et une housse pour garantir les costumes de leur éclaboussure, imaginez des centaines, des milliers de tout petits pains à cacheter, non collants, enfermés dans un sac, et qui, le sac ouvert, se répandent en neige voltigeante et planent dans l'air comme d'innombrables essaims de papillons blancs. »
Des journaux parisiens du début des années 1890 rapportent que le lancement du confetti dans la capitale eut lieu au Casino de Paris, en décembre 1891, à l'initiative de son administrateur, Monsieur Lué. Son père, ingénieur à Modane, lui avait fait parvenir les chutes de papier utilisées à cette occasion.
Le confetti en papier apparut au Carnaval de Nice vers 1892 sous le nom de confetti parisiens.
Le confetti commença à être fabriqué en France. Dès les premières années de leur apparition, la fabrication, le transport et la vente de confettis et serpentins concernent des quantités considérables. Une note, adressée, début 1896, aux compagnies de chemins de fer par le Syndicat des Marchands de papiers en gros, indique que confettis et serpentins peuvent remplir des wagons de marchandises entiers pour un poids total de cinq à huit tonnes.
Paris exportait des confettis, y compris à l'étranger. Les commandes comprenaient les couleurs souhaitées, y compris du confetti doré.

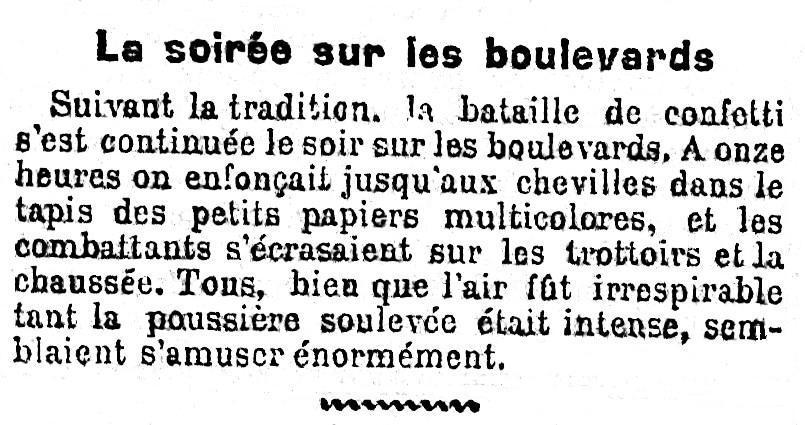
Le Petit Journal, 26 mars 1897, lendemain de la Mi-Carême à Paris.

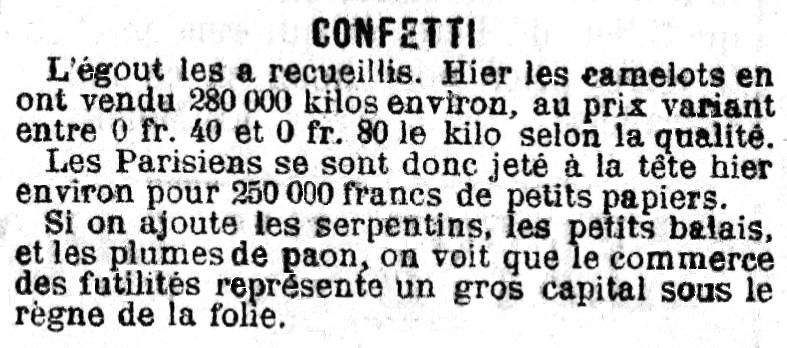
La Croix, 19 mars 1898, lendemain de la Mi-Carême à Paris.

L'emploi du confetti en papier et du serpentin durant la période 1891-1914 des confettis et serpentins au Carnaval de Paris est considérable. Pour la journée de la Mi-Carême à Paris, Le Petit Journal écrit que, le 21 mars 1895 place de l'Opéra : « On ne songeait qu'à se lancer des confettis par poignées ; le sol en était jonché, à ce point qu'on enfonçait dedans jusqu'aux chevilles. »
Le serpentin, apparu au Carnaval de Paris en 1892, s'est appelé à ses débuts spirale ou spirale-opéra. Dans une ordonnance de police du 7 juillet 1922 il est appelé : serpentin-spirale. À l'origine, on utilise les fins de bobines des bandes de signaux morse en papier. Puis ils sont fabriqués spécialement et font cinquante à deux cents mètres de long.
Admirant le Carnaval de Paris, Georges Clemenceau écrit, en 1895, dans Le Grand Pan :

« Jusqu'à deux heures du matin, dans la nuit tiède et grise, sous les fantastiques reflets de l'électricité, une foule joyeuse, aimablement riante, promenait sa belle humeur au long de nos boulevards, assourdis d'un épais tapis de haute lisse aux pointillés multicolores, entre deux rangées d'arbres follement enrubannés, festonnés, pelotés de banderoles flottantes agitant au vent tous les rayons de lumière enchevêtrées à plaisir. »

Les serpentins furent interdits dès les années 1890. Les confettis depuis 1919 jusqu'à 1932.

### Au théâtre

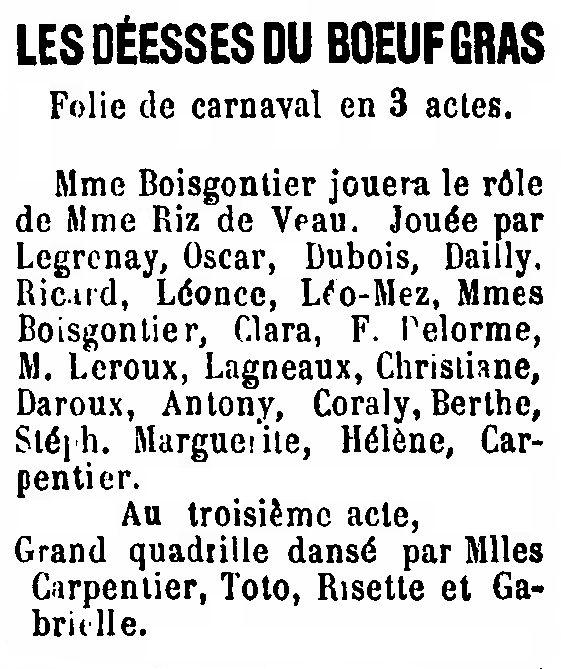
Annonce d'un spectacle au théâtre Déjazet, parue en 1866 dans L'Orchestre.

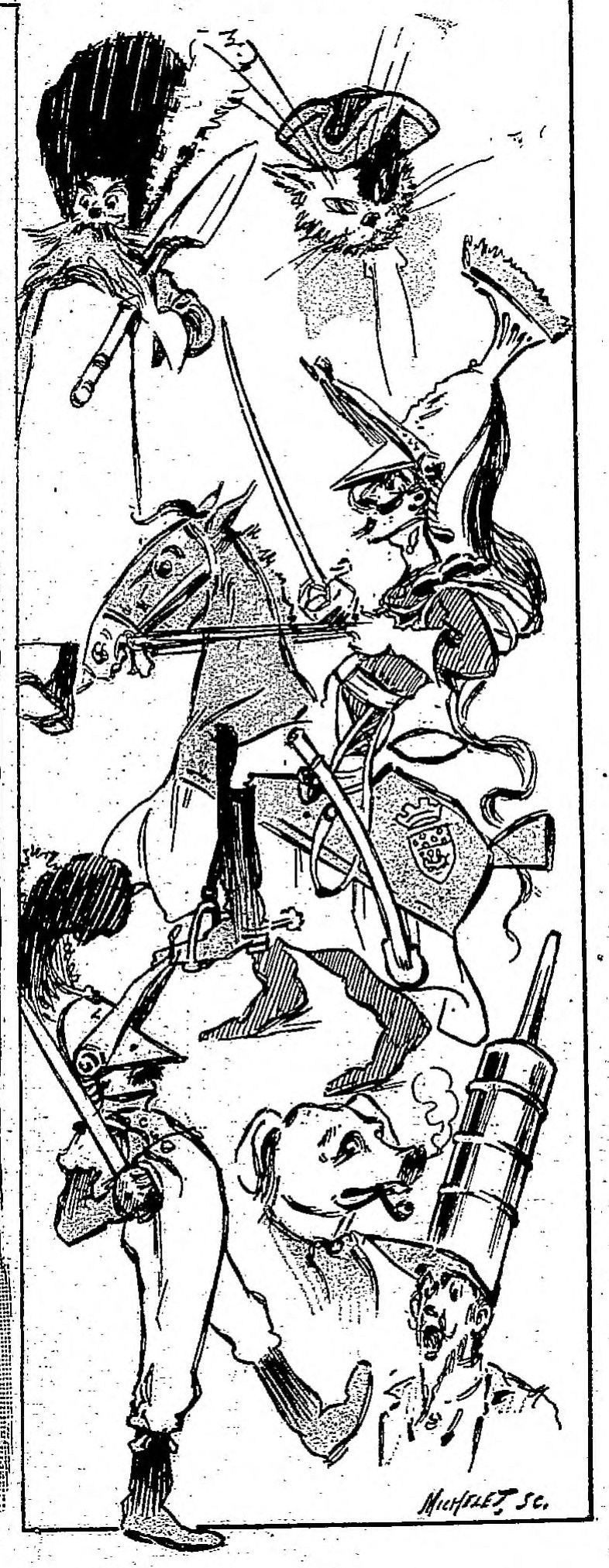
Quelques costumes portés à la Mi-Carême 1894, croqués par Georges Redon.

Le théâtre est ouvert au Carnaval de Paris. Durant les jours gras, on donne des bals masqués à la fin de la dernière représentation de la journée.
Le Ménestrel écrit, le 4 février 1838 :
Le carnaval règne depuis un mois dans nos salles de théâtres et de concerts. Chaque semaine offre ses nuits de déguisements et de folies, auxquelles une entraînante musique de danse donne un certain attrait.
Au bal du théâtre de la Renaissance, au Carnaval de Paris de 1839, le Galop des tambours est créé, composé et dirigé par Jean-Baptiste-Joseph Tolbecque, chef d'orchestre des bals du théâtre de la Renaissance. Il a un grand succès. Il est repris en 1840.
Des pièces sont écrites et jouées pour le Carnaval. En 1818, on lit à propos d'une pièce écrite et jouée pour le Carnaval : « Les Variétés ont donné une folie-carnaval pleine d'entrain et de gaité ».
La programmation est adaptée. En 1819, un chroniqueur mentionne qu'il est d'usage de ne jouer Molière à la Comédie-Française que durant les jours gras. Un temps oubliée, cette tradition est reprise plus tard.
Le théâtre influence aussi le Carnaval dans la rue. Certains personnages typiques du Carnaval de Paris, comme Robert Macaire et Bertrand, vers 1830, en sont directement inspirées.
Les théâtres parisiens sont pleins. Le 21 février 1904, Julius écrit à ce propos dans La Revue diplomatique, faisant un jeu de mots avec la « crue de la Seine » :
Comme d'usage, les matinées des « jours gras » ont fait couler dans les caisses directoriales les flots du Pactole... la véritable et bienheureuse « crue de la scène ».

### Bals institutionnels

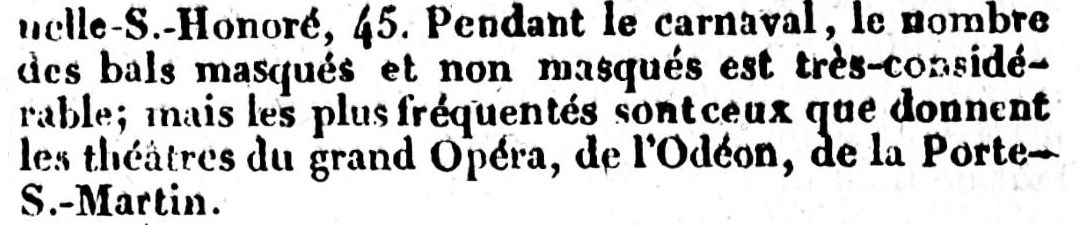
Almanach du commerce de Paris 1827.

Durant les festivités du Carnaval de Paris, les institutions officielles s'impliquent. Des bals masqués sont donnés au palais des Tuileries, à l'Hôtel de ville, dans les ministères.
Durant la Commune de Paris en 1871, le communard Maxime Vuillaume dort un soir au ministère de la Justice place Vendôme. Son récit autobiographique sera publié par la suite ; il se fait l'écho des bals masqués dans ce ministère :
« Un soir que j'étais resté fort tard, je ne me rappelle plus pourquoi, au ministère on m'avait préparé une chambre pour y passer la nuit. Une chambre grande comme une cathédrale, avec un lit à colonnes qui ressemblait à un autel. Sur la cheminée, des flambeaux allumés. Allais-je grimper sur ce lit ? Je saisis un des flambeaux, j'ouvre une porte, je traverse une deuxième chambre, puis une autre et une autre encore. J'ouvre une dernière porte. Suis-je halluciné ? Le flambeau oscille dans ma main. Devant moi, pendus aux murs, des personnages revêtus de costumes, étincelants ou modestes. Des seigneurs aux pourpoints brodés d’or, des femmes aux corsages plaqués de velours, de longs manteaux couleur de muraille. Tous pendus par le cou... Je m'approche... Ce sont des costumes de bal masqué... Les bals du ministre de l'Empire... J'en ris encore... Je regagnai mon lit à colonnes et ma cathédrale. »

### Danse et musique

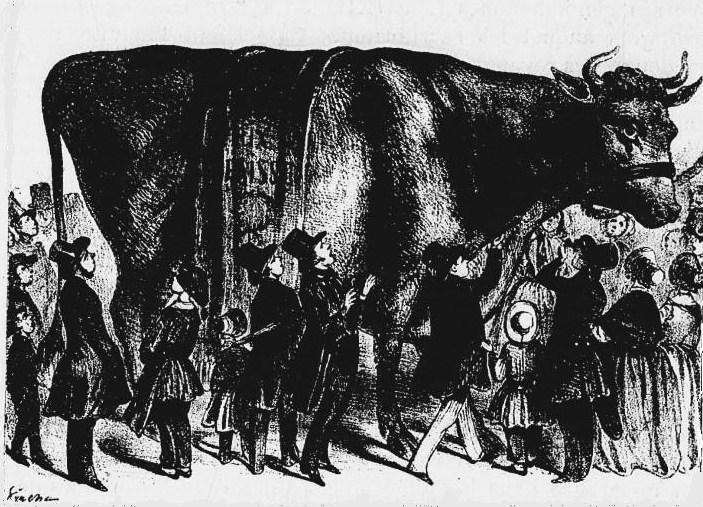
« Quelle prodigieuse bête !!! Si nous pouvions être un jour de cette force-là !! » (Le Bœuf Gras parisien caricaturé par Pruche en 1843).

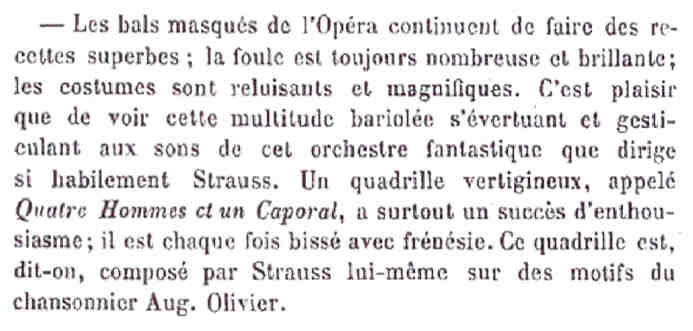
Échos des célèbres bals masqués de l'Opéra en 1863, dansants au son de la musique festive de danses de Paris au XIXe siècle. Le Strauss dont il s'agit ici est Isaac Strauss de Paris, alors plus célèbre dans la capitale française que les Strauss de Vienne.

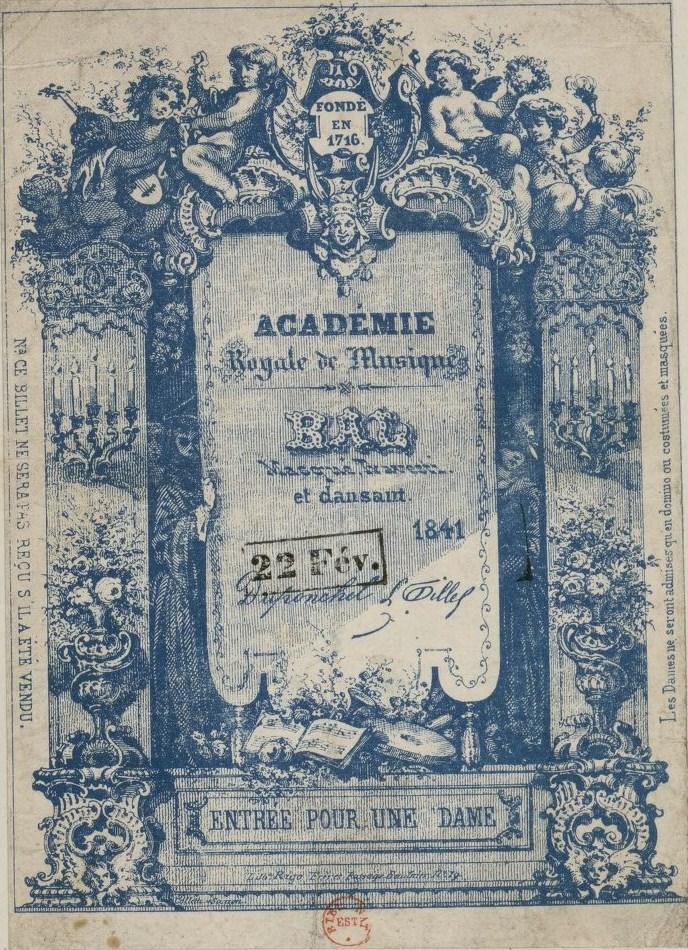
Billet d'entrée au bal de l'Opéra le lundi gras 22 février 1841.

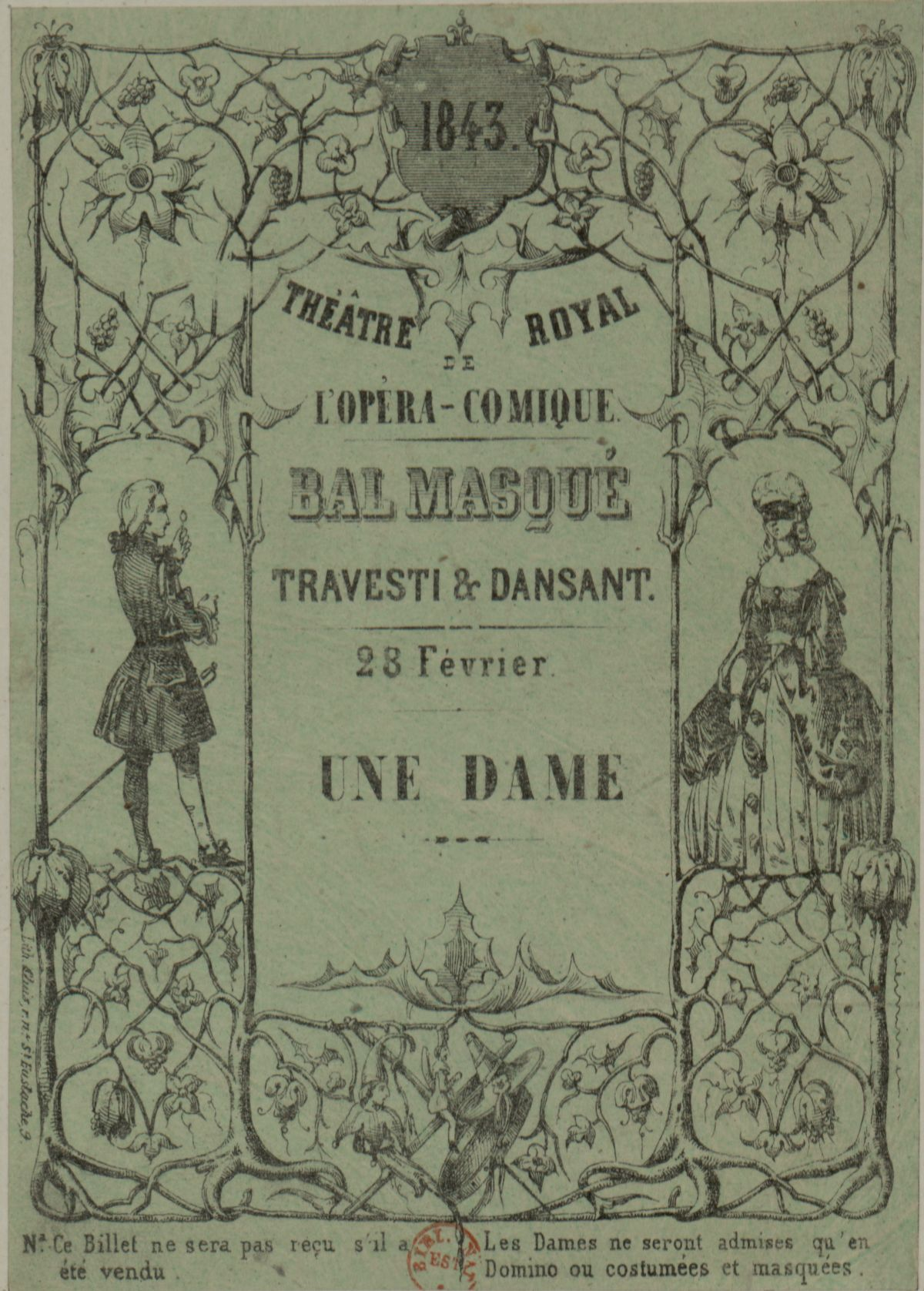
Billet d'entrée au bal masqué de l'Opéra-Comique le mardi gras 28 février 1843.

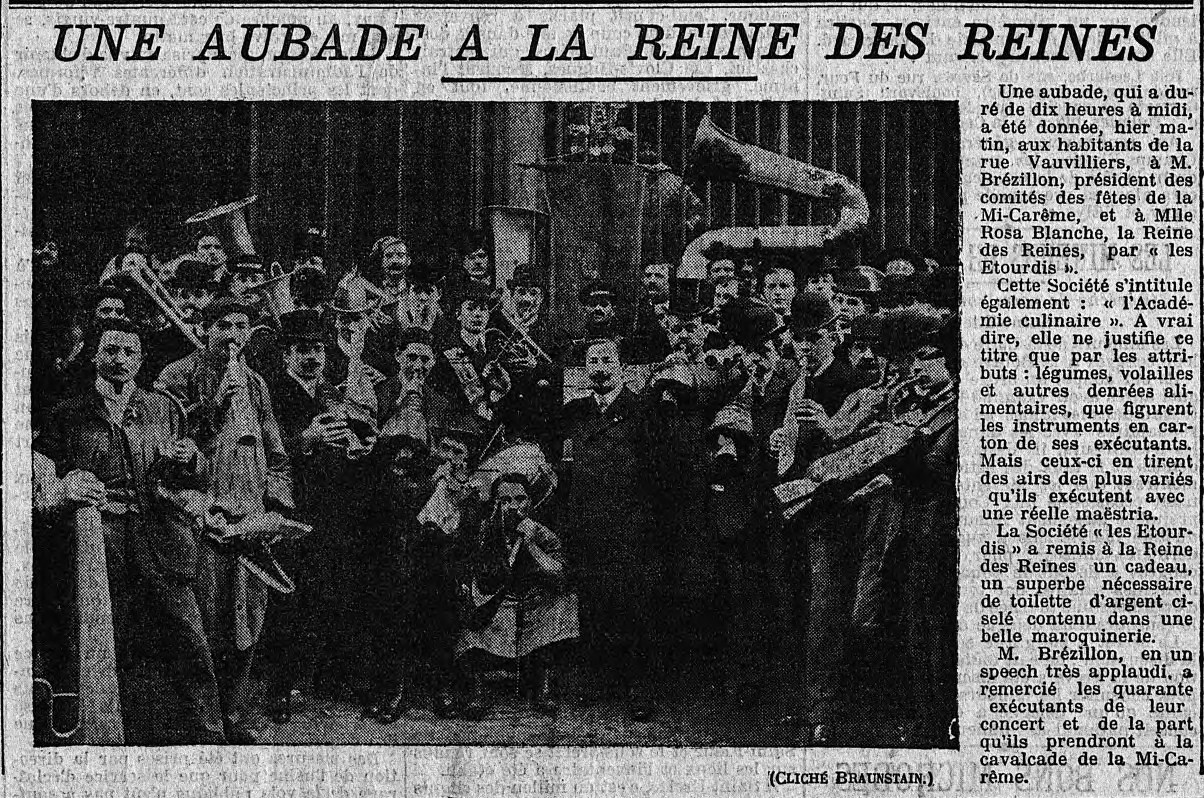
« L'Académie culinaire » ou « les Étourdis », une société bigophonique parisienne aux instruments en formes de denrées alimentaires, aux fêtes de la Mi-Carême 1906.

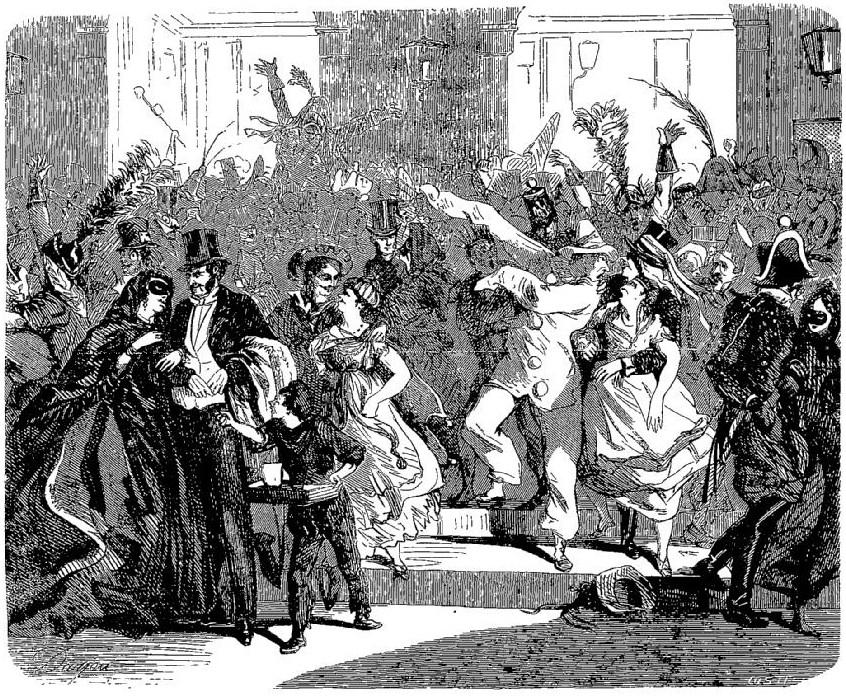
La sortie du bal masqué de l'Opéra en 1860.

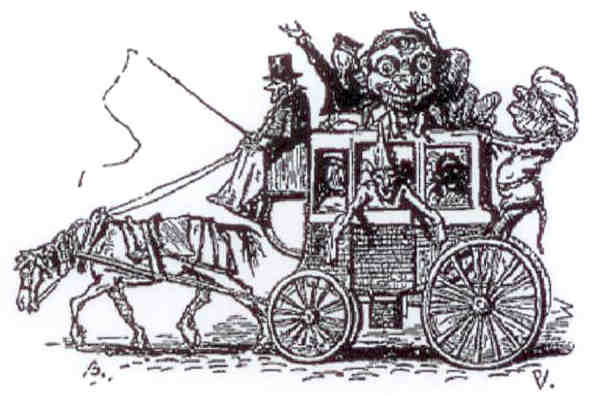
L'équipage en Carnaval du Jockey Club sur les boulevards en 1845-1846, caricature de Bertall.

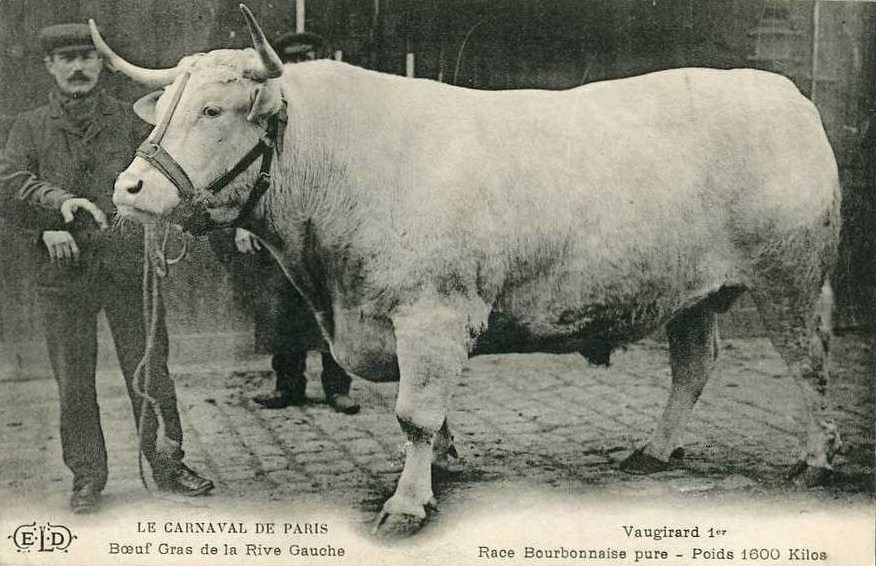
Vaugirard 1er, le Bœuf Gras de la Rive Gauche (abattoirs de Vaugirard), vedette du défilé du dimanche gras 10 février 1907.

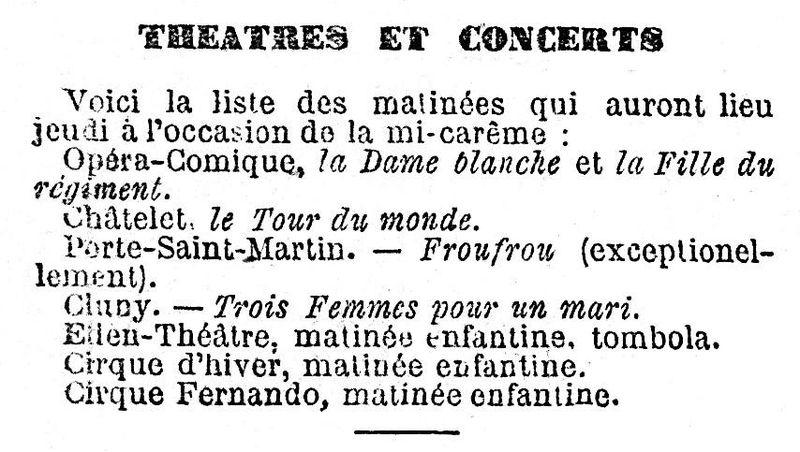
Programmation pour la Mi-Carême 1884, Journal des débats, 19 mars 1884.

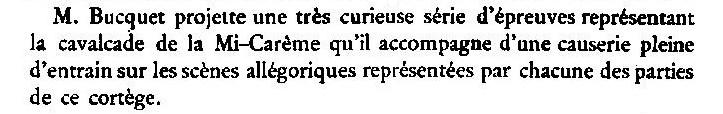
Bulletin du Photo-club de Paris 1894.

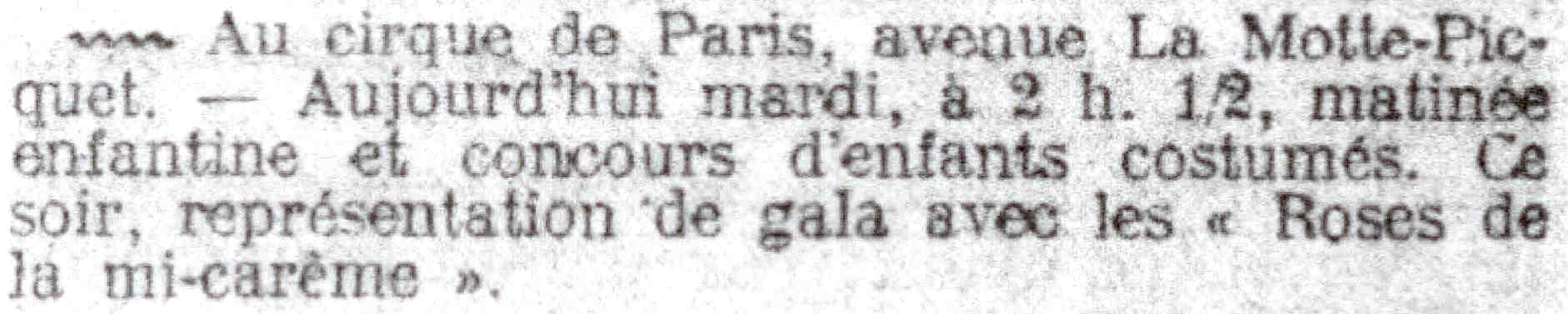
Annonce d'un programme pour les enfants le mardi gras 20 février 1912.

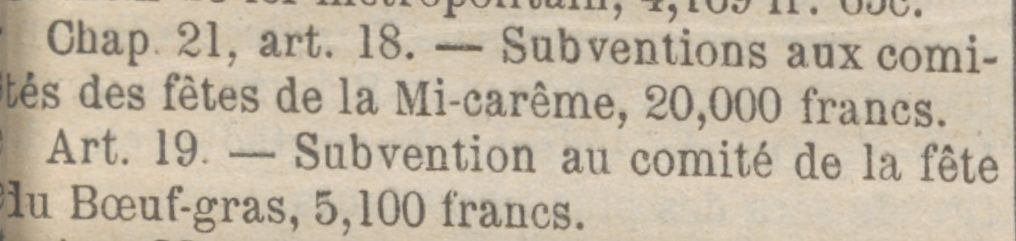
Subventions municipales parisiennes allouées au Carnaval de Paris en 1910 : le Bœuf Gras reçoit quatre fois moins que la Mi-Carême.

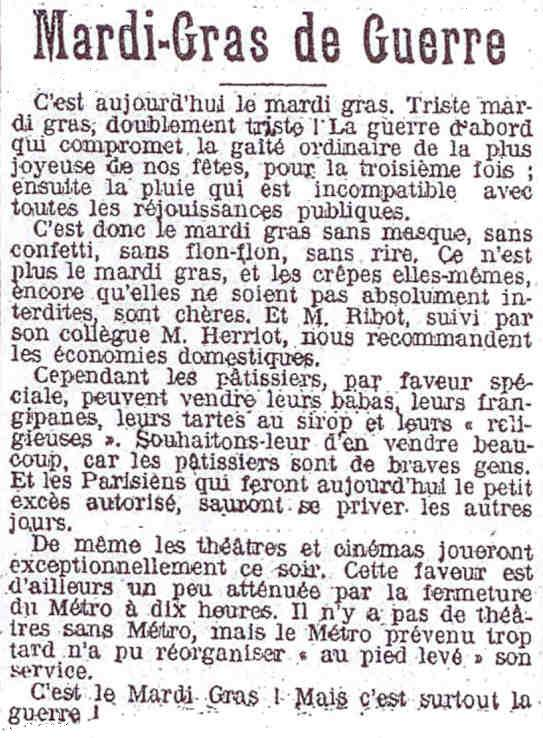
Le Mardi Gras 21 février 1917.

La danse et la musique sont indissociables du Carnaval de Paris. L'Almanach du Commerce de Paris pour l'année 1827 note :
« Pendant le carnaval, le nombre des bals masqués et non masqués est très-considérable ; mais les plus fréquentés sont ceux que donnent les théâtres du grand Opéra, de l'Odéon, de la Porte-Saint-Martin. »
Chaque année, le Bal de l'Opéra est un événement marquant. Il apparaît en janvier 1716 et existe encore en 1927. Il est créé par une ordonnance royale du Régent, en date du 31 décembre 1715. il attire une grande foule.
Au début du XIXe siècle, la police de Paris voit dans la recette du bal de l'Opéra l'indice de la santé du Carnaval de Paris. Vers 1840, dans ce bal, Philippe Musard introduit le cancan ou « coincoin » ; cette danse « scandaleuse » fut inventée par les blanchisseuses dans leurs fêtes.
Elle se pratique alors en couple, et est provocante car les femmes portent des culottes fendues. Parlant de Jane avril et pour stigmatiser le cancan, Joyant écrit : « Elle ne se commettait pas avec les danseuses du quadrille, la Goulue, Grille d'Égout, Rayon d'Or, la môme Tonkin ou la môme Fromage[source insuffisante]. » Elle est illustrée par Toulouse-Lautrec. Une des plus célèbres interprètes de cancan, la Goulue, était la fille de la patronne d'un lavoir de Clichy. Le cancan montré au cinéma (ou son héritier touristique le french cancan), avec ses culottes fermées, diffère beaucoup de son modèle d'origine.
Pour les bals du Carnaval de Paris, des centaines de partitions sont créés au XIXe siècle. Ce sont généralement des quadrilles. Elles existent toujours, en réduction pour musique de salon, pianoforte ou piano et aussi pour musiques militaires.
Le département de la musique de la Bibliothèque nationale de France conserve des dizaines de partitions complètes pour orchestre d'Auguste Desblins. Elles ne sont plus jouées depuis cent-cinquante ans. La musique festive de danses de Paris au XIXe siècle était célèbre à l'égal des valses de Vienne.
D'autres compositeurs de musique festive de danses de Paris au XIXe siècle, sont Philippe Musard « le roi (ou le Napoléon) du quadrille », Louis-Antoine Jullien, Isaac Strauss, et des Belges : les frères Tolbecque, etc.
Dans les années 1830-1850, certains danseurs des bals du Carnaval de Paris comme Chicard, Balochard, Pritchard, la Reine Pomaré ou Céleste Mogador sont célèbres. Ils créent des sociétés festives et carnavalesques, des « chicards » et « balochards », au côté d'autres sociétés comme les « badouillards », « flambards » et « braillards ».
La liesse était générale dans la rue. Jean Frollo, dans Le Petit Parisien, parle des premiers orphéons au début des années 1830 : « Ils étaient la gaieté de Paris, ces libres chanteurs qui se réunissaient pour faire la conduite aux camarades pris par la conscription ou qui animaient de leurs harmonieux refrains les fêtes du carnaval parisien. »

### Événements divers
En 1589, le Carnaval de Paris tourne à l'orgie. La nuit du mardi gras au mercredi des cendres, des Parisiens et Parisiennes défilent nus, avec actes sexuels. Arnold Van Gennep, en 1947, dans son Manuel de folklore français contemporain, écrit : « comme les romanciers l'ont observé souvent, le Carnaval, au milieu du XIXe siècle permettait à une honnête femme parisienne d'agir en fille entretenue, ou pire. »
Le Carnaval de Paris sous Louis XVI, et notamment celui de 1789, est décrit par le journal de Siméon-Prosper Hardy. En 1831, la fête et l'émeute se juxtaposent.
Le Mardi Gras 1878, l'Estudiantina espagnola, une troupe musicale espagnole composée de 64 étudiants costumés, défile dans Paris, avec guitares et tambourins, devant 600 étudiants parisiens et une foule immense.
En 1881, Romain Bigot invente à Paris un instrument de musique : le bigotphone. Il peut être pratiqué par tous. Des goguettes s'en emparent et forment des sociétés bigophoniques. La première naît en 1885. Elles seront une trentaine en région parisienne en 1898. Leur présence est remarquée au Carnaval de Paris, la presse en parle : la société bigophonique des Étourdis ou de l'Académie culinaire voit sa photo publiée dans Le Petit Journal à l'occasion d'une aubade qu'elle donne à Rosa Blanche, Reine des Reines de Paris élue pour la Mi-Carême 1906[source insuffisante].
En 1891, est lancé le confetti moderne en papier. Il est alors vendu au verre ou au kilo.
En 1892, est lancé le serpentin. Ils font alors 50 à 200 mètres de longueur sur un centimètre de largeur.
Leur usage est massif. La Seine, à la sortie des égouts de Paris, le lendemain des grandes batailles de confetti, prend l'apparence d'une « immense banquise multicolore ». Les serpentins rendent les arbres dénudés des grands boulevards « tout chevelus et multicolores ». Confetti et serpentins seront interdits à plusieurs reprises et disparaîtront.
Certaines salles de bal instituent un bal costumé, toute l'année, une fois par semaine, comme le bal du Moulin rouge.
À l'Hospice de la Salpêtrière, chaque année au moment de la Mi-Carême, existe à la fin du XIXe siècle un bal des folles, ainsi qu'un bal des enfants épileptiques. De nombreuses personnalités y assistent.
En 1896 et 1897, les artistes et les montmartrois veulent se moquer du cortège du Bœuf Gras, qui ressort en grande pompe après 25 années d'interruption. Ils organisent une Promenade de la Vache enragée ou Vachalcade. Cette fête sera sans lendemain.
Des animations sont destinées aux enfants, comme ce 17 février 1885. Le Petit Parisien écrit :

« Beaucoup d'enfants étaient costumés en pierrettes, en marquises poudrées, en laitières et surtout en incroyables... Le bal d'enfants qui a eu lieu à l'Opéra a été très gai : on y a remarqué de très jolis travestissements... Une masse de curieux s'était portée sur la Place pour voir passer les petits déguisés : un cordon de gardiens de la paix frayait un passage aux chers enfants, qui s'en allaient au bal tout joyeux, tout pimpants !... Le succès a dépassé toute attente : il y a eu plus de six mille entrées... Du couloir des loges, le coup d'œil était féerique. Au son de l'orchestre d'Arban, les bébés dansaient, encouragés par les jeunes mères, qui se mêlaient aux rondes enfantines. Dès deux heures et demie, il était impossible de circuler... À cause de la représentation du soir, on n'avait pu livrer aux danseurs qu'une partie de la scène : au prochain bal, que l'on annonce pour la Mi-Carême, il n'en sera pas ainsi... Dans une loge, Victor Hugo, celui qui connait si bien « l'art d'être grand-père », suivait les évolutions des groupes joyeux et bruyants. »

De 1904 à 1914, le Carnaval de Paris exporte ses reines parisiennes de la Mi-Carême à Turin, Milan, Rome, Naples, Prague... Des délégations italiennes, espagnole, portugaise, suisse participent aux cortèges de la Mi-Carême, ainsi que des délégations d'autres villes françaises.
En 1905, la troupe du cirque de Buffalo Bill défile à Paris pour la Mi-Carême.
Le Carnaval de Paris prospère jusqu'en 1914. À partir de 1915, et durant toute la durée de la guerre, il sera interdit.

### Influence internationale
Le 20 février 1847, L'Illustration publie :

« Il n'y a qu'un carnaval à Paris, mais on en tire une infinité de copies. Ce n'est plus de Venise ou de Naples que part la fusée du rire durant les jours gras. L'Europe nous emprunte jusqu'à nos contorsions et nos grimaces. Si les cris et les ohé de nos titis et de nos chicards ont échos dans toutes les bourgades du vieux continent, sommes-nous bien assurés de trouver du neuf en le demandant au nouveau monde ? Lima ou Buenos-Ayres, par exemple, n'ont-elles pas aussi dans ces jours de liesse, leurs niches éclatantes, bâties de carton peint, inondés de lumière, où se retrouvent les figures, les silhouettes et les fantaisies de nos bals masqués ? »

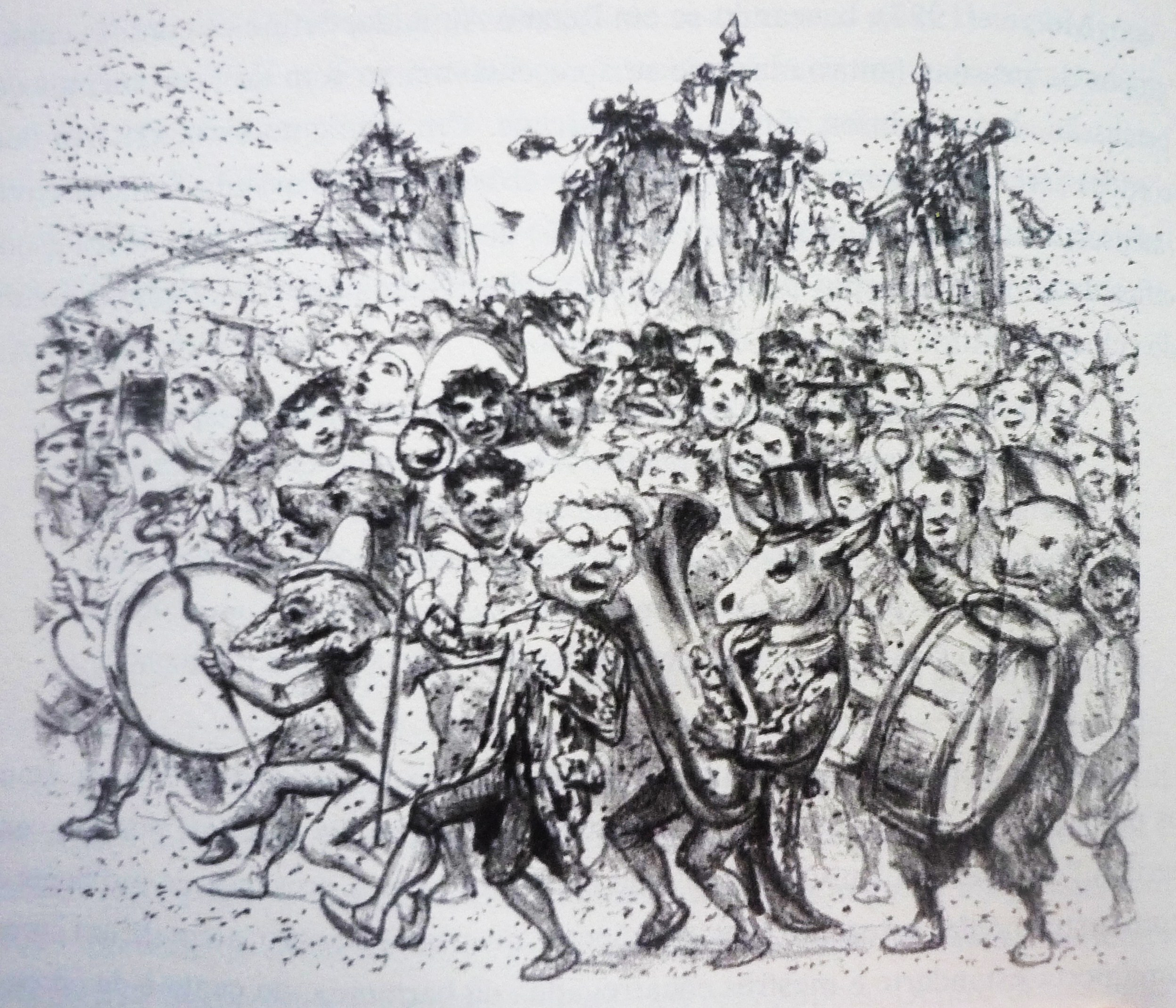
Différent du défilé des écoles de samba d'aujourd'hui, le Carnaval de Rio prend au XIXe siècle pour modèle les traditions du Carnaval de Paris. Comme avec le défilé du Carnaval de Rio en 1907.

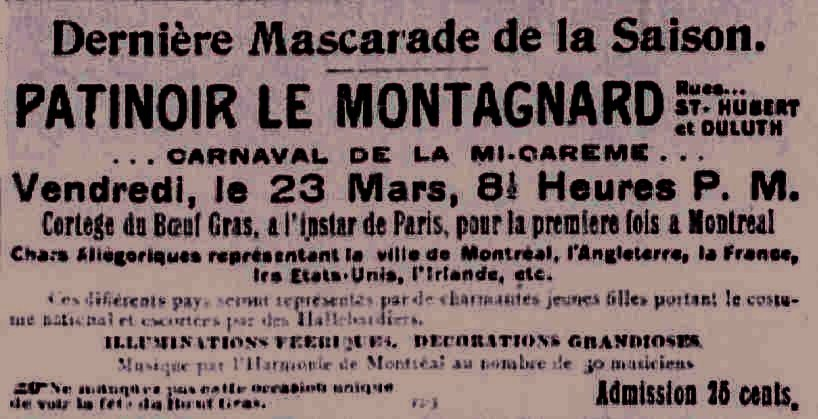
Le cortège du Bœuf Gras de Montréal inspiré par le Bœuf Gras parisien en 1900.

Dans sa nouvelle intitulée Z. Marcas, publiée en 1840, Honoré de Balzac écrit :

« Puis vint le carnaval, ce carnaval parisien qui, désormais, effacera l'ancien carnaval de Venise, et qui, dans quelques années, attirera l'Europe à Paris, si de malencontreux préfets de police ne s'y opposent. »

Son roman La Fausse Maîtresse, paru en 1841 dans le journal Le Siècle, mentionne :

« Chacun sait que depuis 1830 le carnaval a pris à Paris un développement prodigieux qui le rend européen et bien autrement burlesque, bien autrement animé que le feu carnaval de Venise. »

Le Carnaval de Paris aurait influencé le Carnaval de Rio. Spécialiste de l'histoire de ce carnaval, Felipe Ferreira, professeur de culture et arts populaires à l'Université d'État de Rio de Janeiro, l'écrit :

« L'idée de mouvement se joint au concept de diversion et influence la manière dont le Parisien occupe son temps libre (après 1830). Le carnaval de la capitale française va incorporer ce concept de déplacement dans les promenades effectuées pendant la période carnavalesque. Et c'est ainsi que se promener à pied ou en voiture sur les grands boulevards, revêtus de costumes élégants, occupera les après-midi froides du carnaval de Paris.
C'est ce modèle d'occupation festive des rues que l'élite carioca décide d'importer et d'adapter au carnaval de Rio de Janeiro. Après leur implantation, les bals masqués sortent peu à peu dans les rues sous forme de mascarades. »

Felipe Ferreira, dans son livre L'Invention du Carnaval au XIXe siècle, Paris, Nice, Rio de Janeiro, avance que les bals masqués du Carnaval de Rio ont été importés de Paris en réaction contre les vieilles traditions carnavalesques populaires lusitaniennes de l'entrudo dont la bourgeoisie carioca voulait se débarrasser. Cette importation s'est faite jusque dans les détails des costumes. La Semana Ilustrada, en date du 7 février 1864, relève qu'au moment du Carnaval :

« Même les dénominations se francisent complètement, et les pierrots, les débardeurs, les zouaves apparaissent dans la société brésilienne comme s'ils avaient droit de cité. »

L'importation des traditions parisiennes à Rio est vue par la bourgeoisie au XIXe siècle comme un élément d'ordre et de civilisation contre le carnaval populaire traditionnel. Français présent à Rio, Richard Cortambert écrit dans L'Illustration, en décembre 1868, à propos du Carnaval de Rio et ses traditions :

« Pendant que les blancs s'abandonnent aux distractions mondaines, les nègres se livrent avec une sorte de furie bestiale à tous les excès de la danse. »

Les cariocas adopteront la mode des confettis en papier. Le Jornal do Commercio du 23 février 1906 rapporte :

« À 10 heures du soir une énorme masse de gens sur l'avenue Central, ont commencé avec enthousiasme à s'adonner au jeu des confetti. »

Le Carnaval de Paris influence aussi l'Amérique française. Fondée en 1710, une des premières sociétés de carnaval de Mobile (Alabama) porte le nom de : « Boeuf Gras Society ». Elle défile durant 150 ans au Mardi Gras, depuis 1711 jusqu'à 1861. En tête de son cortège, le Bœuf Gras est représenté par la tête d'un énorme taureau, poussée seule sur roues par seize hommes. Plus tard, une autre société de Carnaval, Rex, défile avec un véritable taureau, drapé de blanc.
Au Carnaval de La Nouvelle-Orléans, en 1873, dans la parade de Mardi Gras de la société Rex, un sacrificateur marche devant le Bœuf Gras, armé d'une massue. C'est inspiré de son homologue dans le cortège du Bœuf Gras parisien.
Depuis 1909, le Bœuf Gras de la société Rex défile au Carnaval de la Nouvelle Orléans, symbolisé par une figure sculptée géante sur un char.
Au XIXe siècle, la figure centrale du Carnaval de la Martinique, le Papa Diab, était un impressionnant diable rouge traînant derrière lui un bœuf de Carnaval : le Bœuf Mardi Gras.
En 1900, un cortège du Bœuf Gras, à Montréal, défile dans le bâtiment d'une grande patinoire, évoquant celui de Paris.

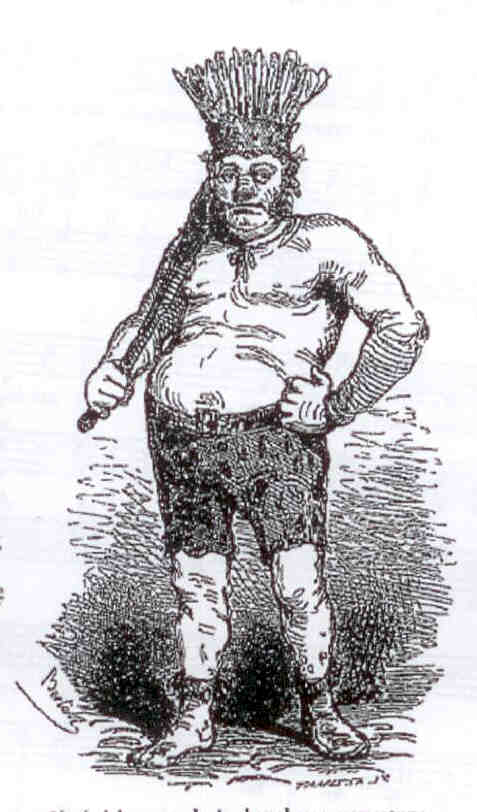
Un Sacrificateur, escortant le Bœuf Gras vers 1845[90].
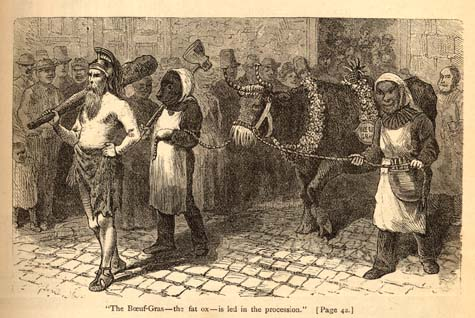
Le Bœuf Gras de la société Rex à la Nouvelle Orléans en 1873, en tête marche le sacrificateur inspiré par Paris
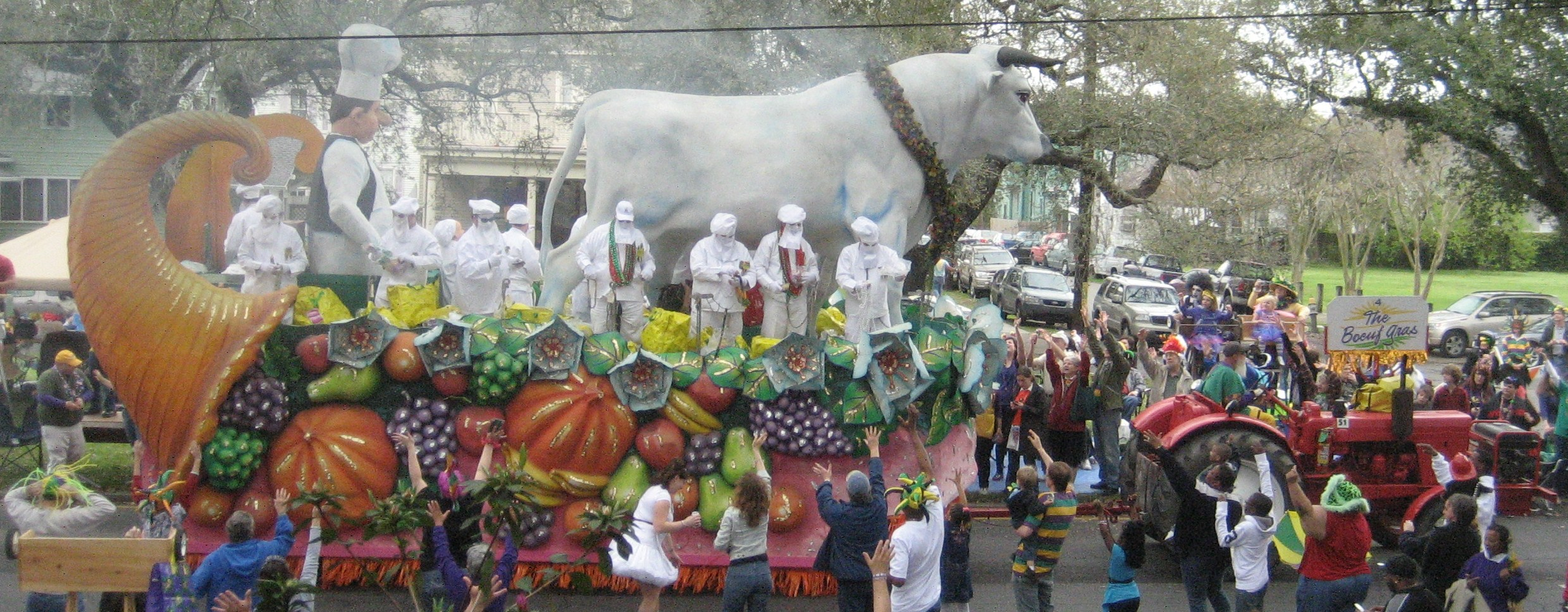
Le char du Bœuf Gras de la société Rex au Carnaval de la Nouvelle Orléans en 2011.

### Place du rire dans le Carnaval de Paris
A. Rolet dans La Presse littéraire, le 5 mars 1861 : « …jamais on n'entendit raconter dans Paris (au moment du Carnaval en 1861) plus d'histoires bouffonnes, désopilantes, incroyables sur les farces du carnaval ».

### Carnaval de Paris et philanthropie
Faire du Carnaval l'occasion de récolter des fonds est une tradition. À Dunkerque et dans les villes alentour, les sociétés philanthropiques et carnavalesques récoltent des fonds via le prix d'entrée de leurs bals costumés. Des démarches similaires existaient à Paris.
Le Petit Journal, fidèle du Carnaval de Paris, reçoit des dons au moment de la fête. Ils sont mentionnés dans ses colonnes et destinés à une Caisse de secours immédiat. De l'argent est collecté sur le parcours des cortèges. Dans le compte-rendu du bal masqué de l'Opéra organisé le 16 février 1830, Le National écrit, :

« Nous avons vu les étrangers partager ce saisissement à la vue de notre France, si riche et si belle. Un sentiment vrai se joignait au plaisir causé par ce spectacle, c'était la certitude d'un bienfait considérable, car on savait que la recette était de plus de cent mille francs. Notre France est vive, mobile mais elle est bonne, compatissante, elle fait le bien aussi volontiers qu'elle s'amuse. »

Trois peintures de Camille Pissarro montrant le Carnaval de Paris en 1897 :
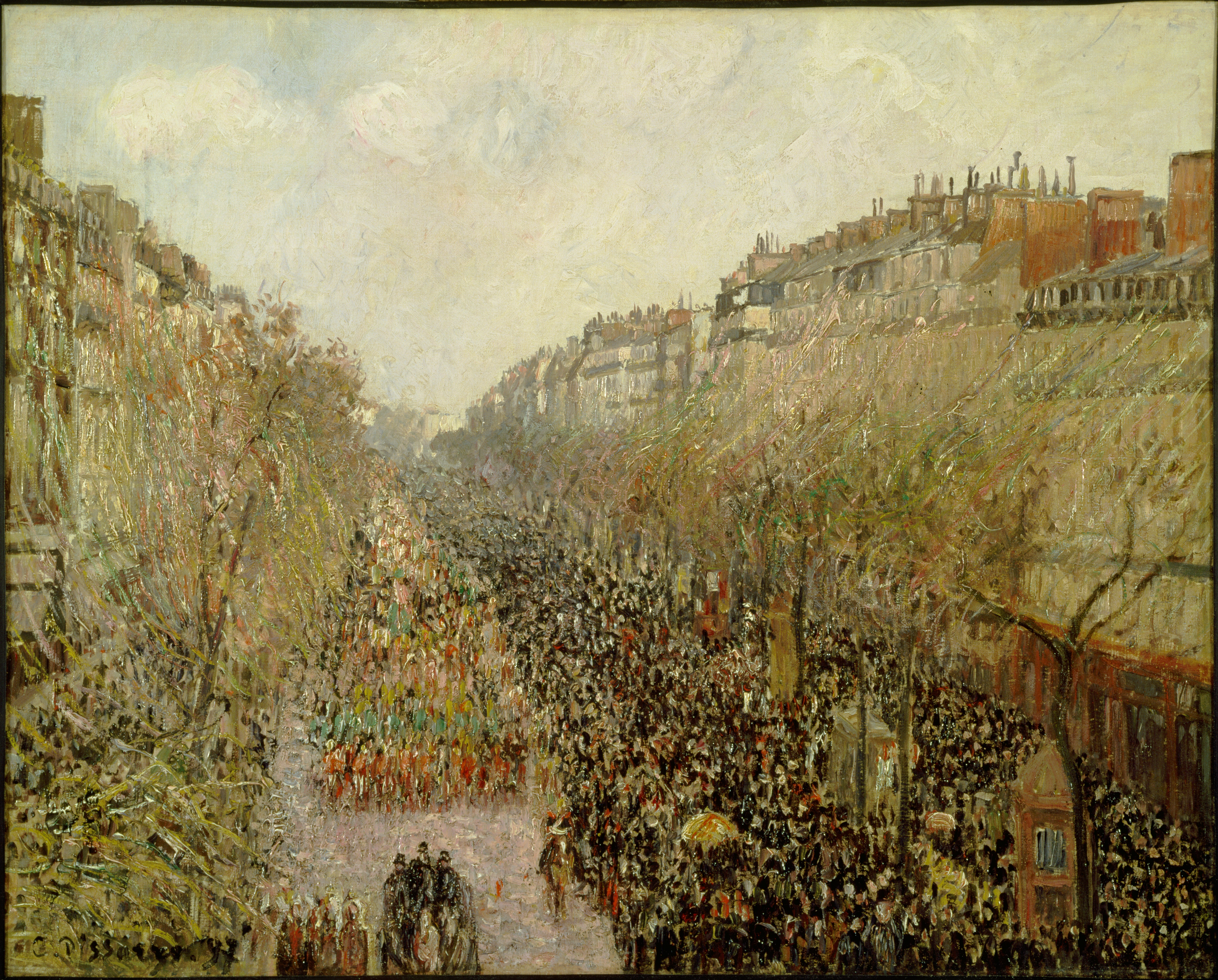
Boulevard Montmartre - Mardi Gras
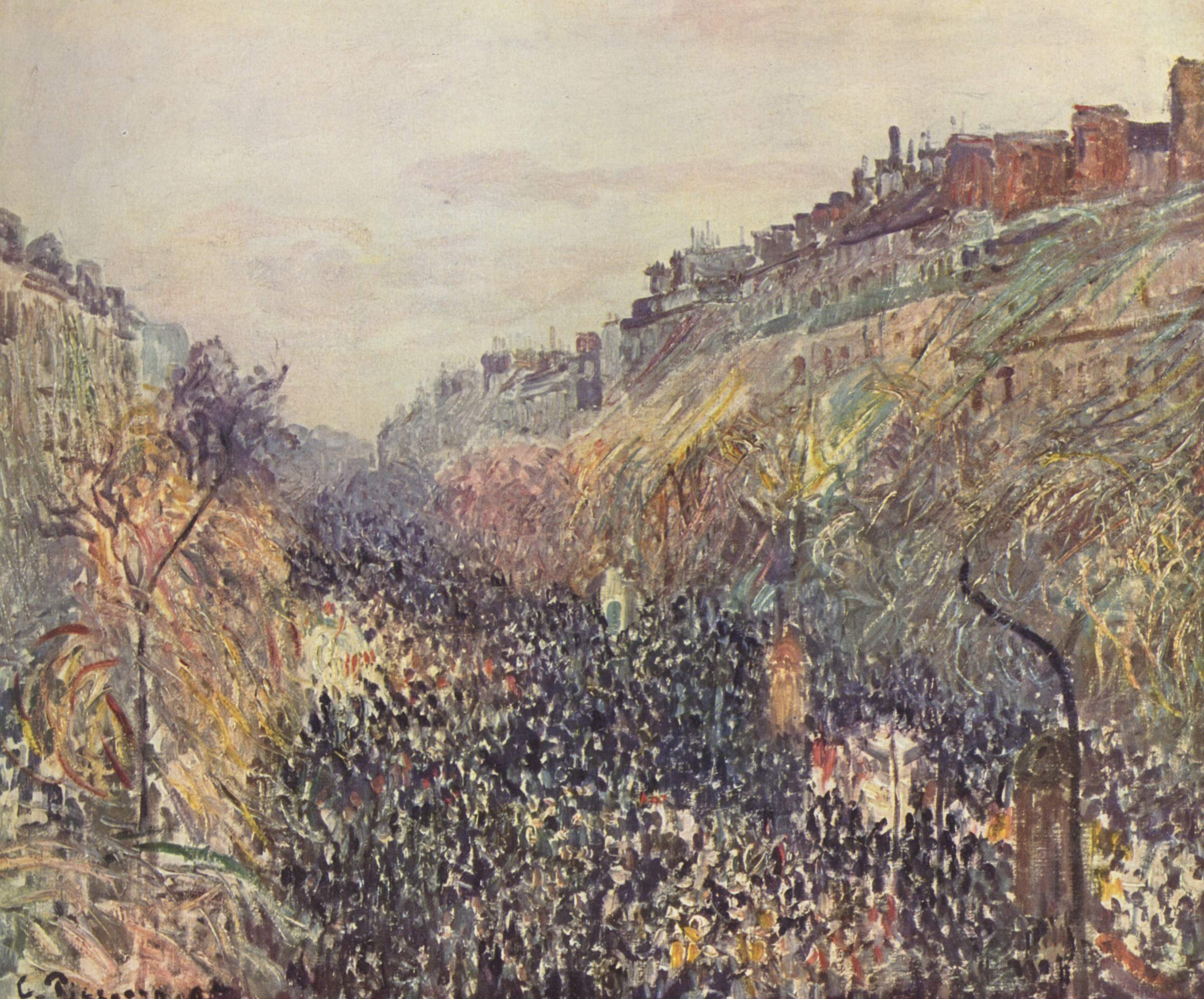
Boulevard Montmartre, Mardi Gras, au coucher du soleil
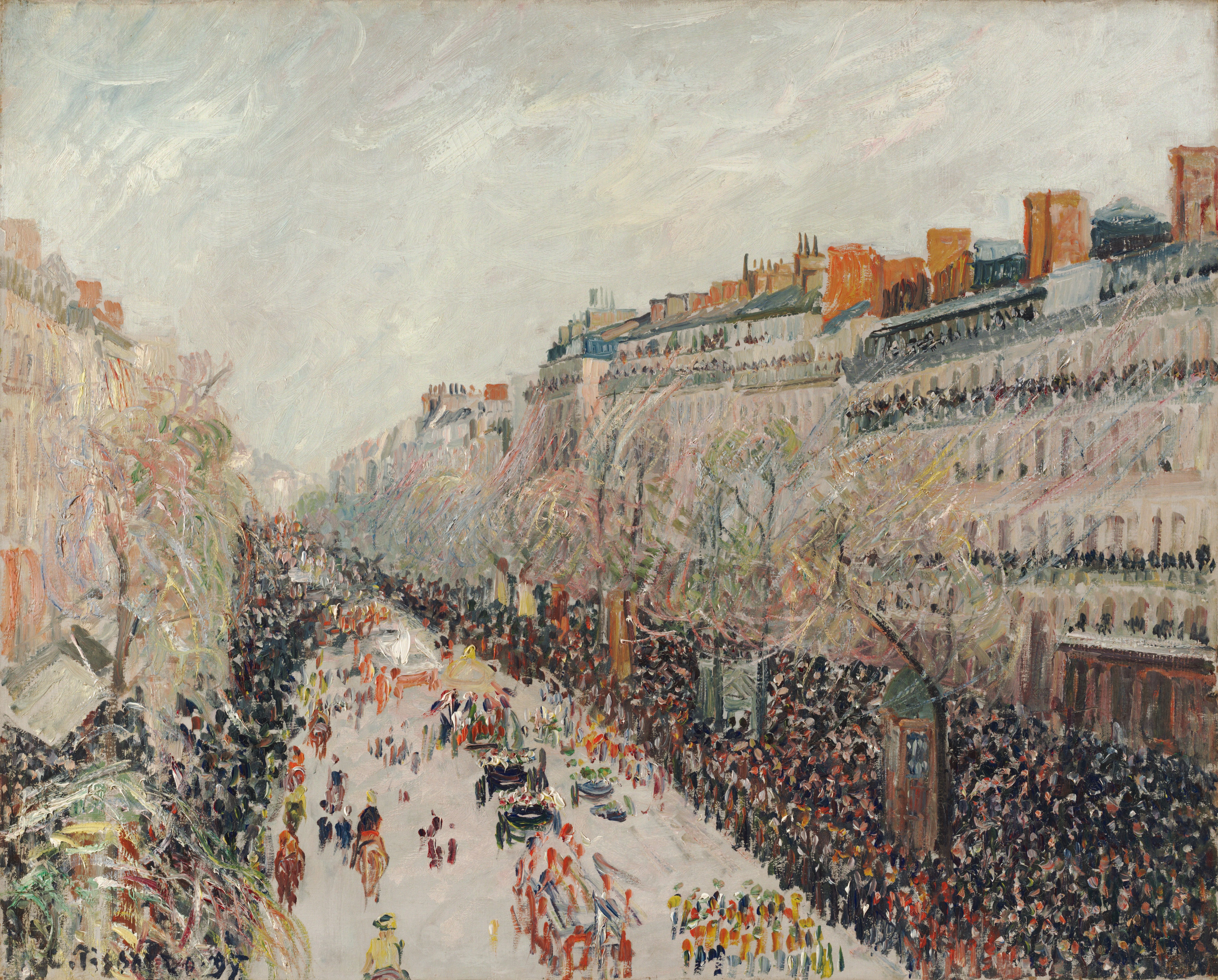
La Mi-Carême sur les Boulevards

### Oubli du Carnaval de Paris

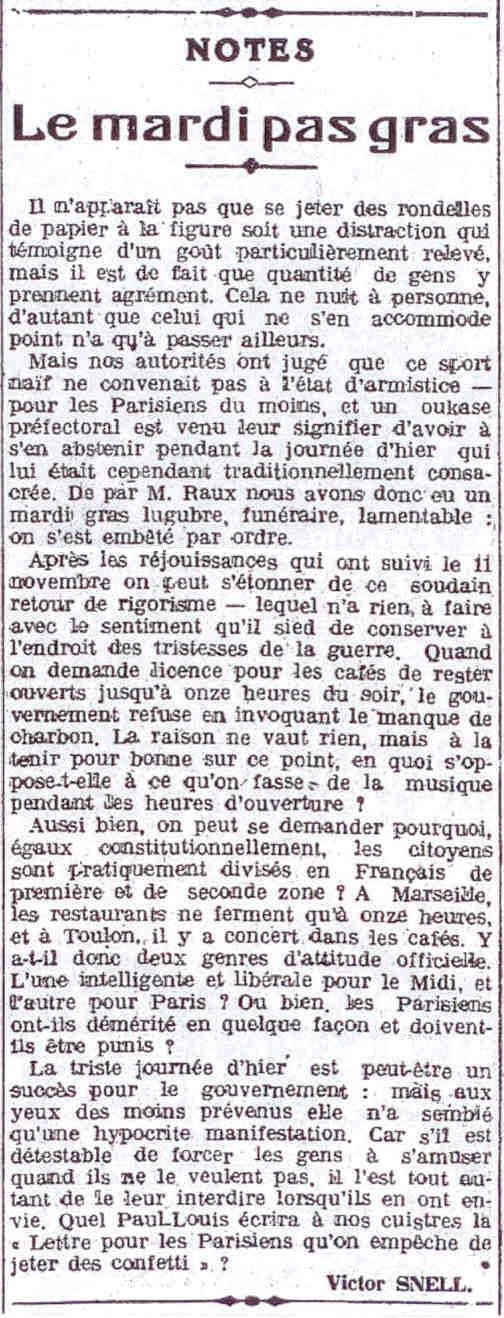
Le 5 mars 1919, lendemain du mardi gras, dans L'Humanité, Victor Snell proteste contre l'interdiction des confettis à Paris et d'autres mesures empêchant les Parisiens de s'amuser. Le nommé Raux cité ici est Fernand Raux, Préfet de police de Paris à l'époque. Le Paul-Louis auquel il est fait référence à la fin est Paul-Louis Courier auteur d'une brochure intitulée : Pétition pour des villageois qu'on empêche de danser, publiée en 1822 et adressée à la Chambre des Députés.

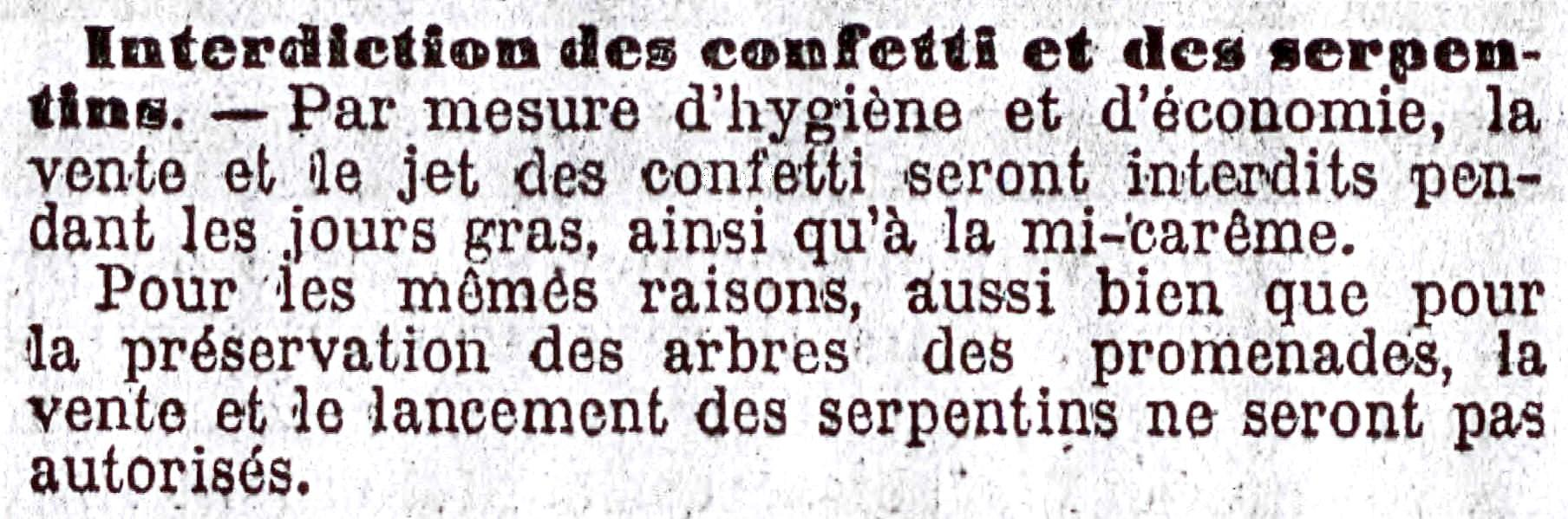
Excepté en 1922 pour les confetti, de 1919 à 1932 inclus, confetti et serpentins sont interdits à Paris.

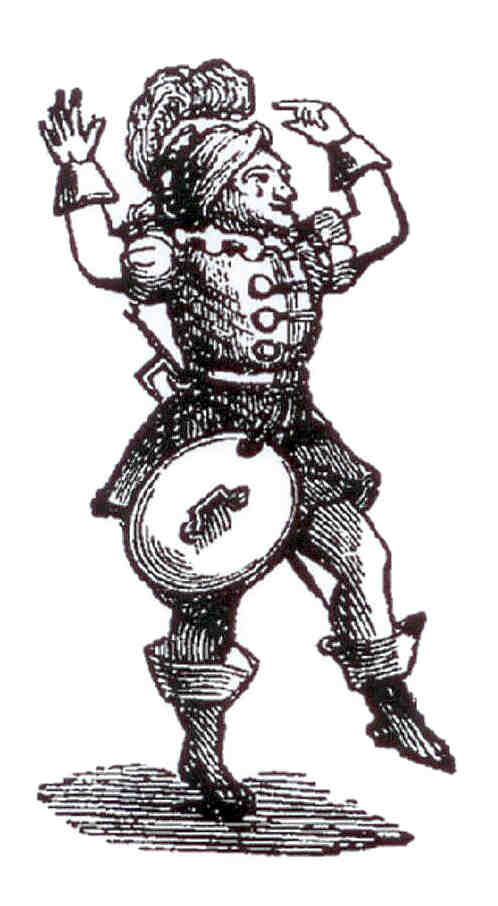
Carnavaleux parisien 1856.

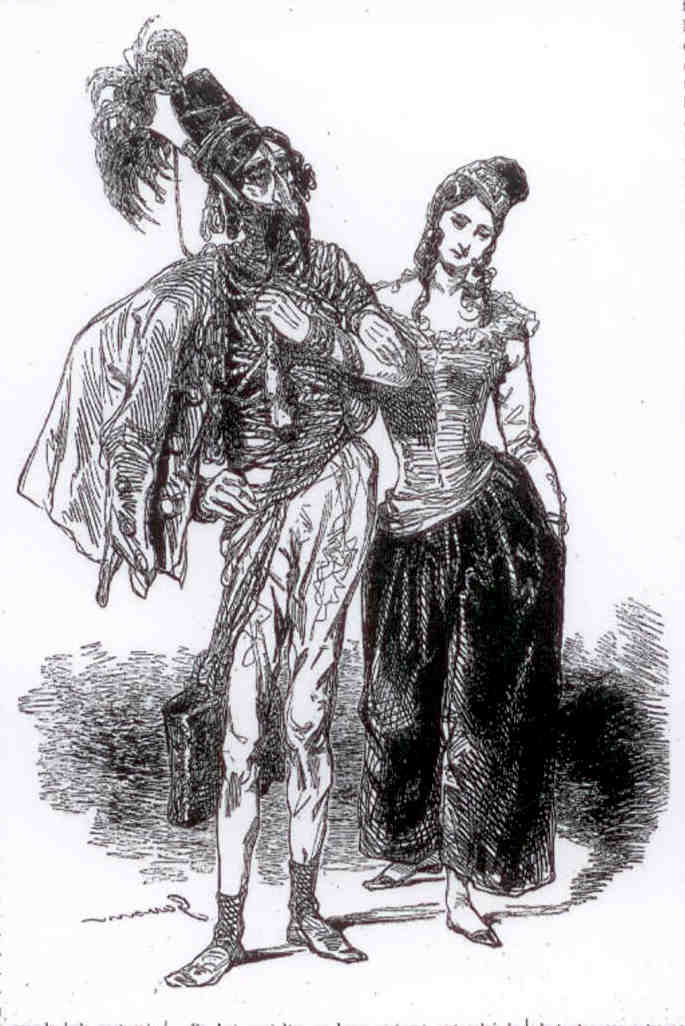
Couple de carnavaleux parisiens par Gavarni, vers 1852.

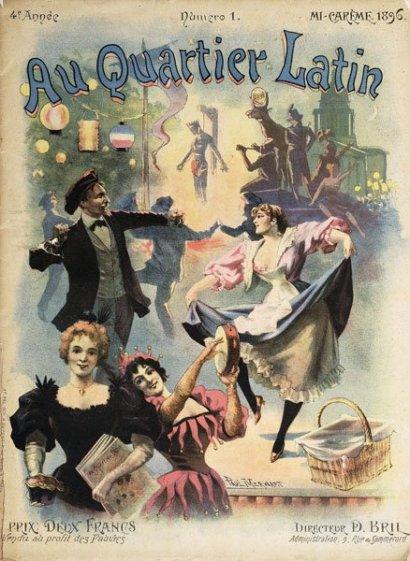
Couverture en couleurs de Paul Merwart pour une revue étudiante sortie à l'occasion de la Mi-Carême 1896 à Paris.

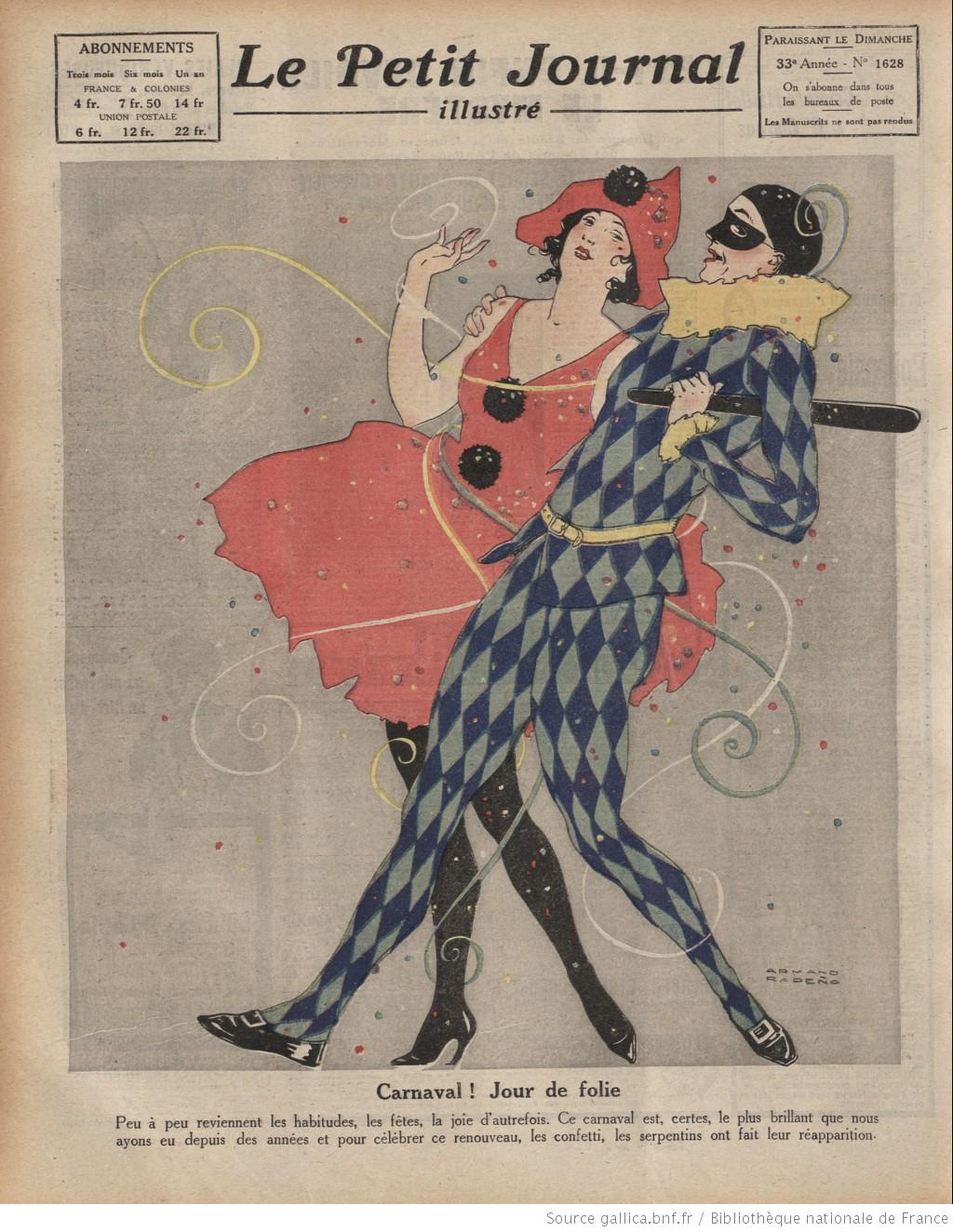
Illustration pour le Carnaval de Paris 1920.

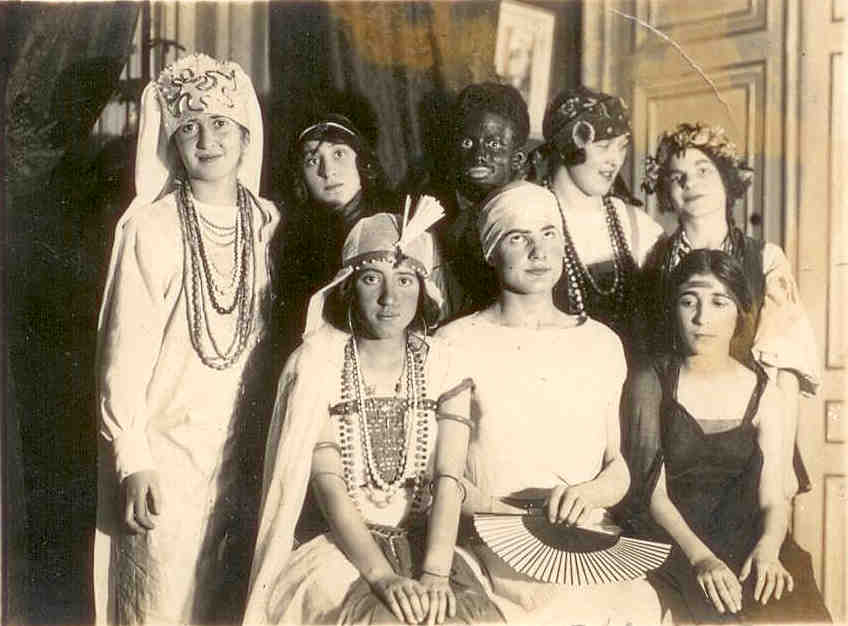
Au Carnaval de Paris ont toujours eu lieu des fêtes costumées chez des particuliers, comme ici chez des russes blancs en 1925.

La Grande Guerre s'achève le 11 novembre 1918, jour de la Saint Martin, début de la période du Carnaval. Le retour de la paix donne à Paris des allures de Mi-Carême. En certains endroits, l'Armistice est salué à coups de confettis. Les Parisiens espèrent retrouver leur Carnaval interdit quatre ans.
Le manque de charbon sert à justifier le refus de la dérogation permettant aux cafés de fermer tardivement. Il y est interdit de faire de la musique. En 1919, les ennemis du Carnaval font interdire les confettis. Ils propageraient des maladies et les ramasser coûterait trop cher. Ils continuent à être autorisés et utilisés ailleurs, par exemple, au Carnaval de Nantes ; un journaliste fait remarquer que les confettis ne rendent malades qu'à Paris.
Ces justifications apparaissent dès le XVIe siècle. Les interdictions sont prises sous divers prétextes : raisons de morale, hygiène, économies, manque d'argent, lutte contre le bruit, nécessité de ne pas troubler la circulation automobile, etc, jamais parce qu'on est contre.
Parallèlement à l'interdiction renouvelée chaque année des confetti à partir de 1919, les adversaires de la fête font maintenir l'interdiction des serpentins. En dépit des manœuvres anti-festives, dès mars 1919, le cortège de la Mi-Carême défile à nouveau.
L'acharnement anti-festif ira jusqu'à la suppression des vacances des jours gras pour les enfants. Un autre argument est utilisé : y participer, se costumer, est très beau et très bien uniquement pour les enfants ; pour les adultes, c'est laid et ridicule. Ce sont des « pasquinades indignes de l'homme », selon Benjamin Gastineau, en 1855, parlant du Carnaval de Paris.
Le Carnaval connaît une disparition progressive à partir du début des années 1920. Le Comité des Fêtes de Paris est un organisme privé ; il organise la Mi-Carême depuis 1903 et fait sortir, avec peu de moyens, 500 000 Parisiens dans la rue ; il connaît une grave crise à partir de 1921.
Il n'existe pas de maire de Paris qui aurait pu soutenir la fête. Cette fonction officielle a été supprimée en 1794. Elle ne réapparaîtra qu'en 1977. Durant cette période, le préfet de la Seine est nommé par le ministre de l'Intérieur, il gère Paris, et  privilégie la fête royale, impériale ou nationale, plutôt que l'expression d'une ville longtemps réputée révolutionnaire et placée sous la surveillance directe de l'État.
Dans les années 1930, les organisateurs habituels de la Mi-Carême renoncent au grand cortège annuel et ne conservent que les mondanités : réceptions à l'hôtel de ville et par la presse.
Seuls les étudiants et quelques initiatives locales continuent la tradition des défilés.
Après 1919, deux grands cortèges du Carnaval de Paris ont eu lieu :
- Le cortège du Bœuf Gras, jeudi 19 mars 1936, qui défile depuis le parc des expositions de la porte de Versailles jusqu'aux abattoirs de la Villette en passant par le parvis Notre-Dame, l'hôtel de ville et la gare de l'Est.
- Le cortège de la Mi-Carême, jeudi 28 mars 1946, qui part de la place du Panthéon, fait tous les grands boulevards et se disperse aux Halles.

Le 27 mai 1951 le Comité du bi-millénaire de Paris fait défiler un petit cortège du Bœuf Gras. L'opération sera répétée le 22 avril 1952, à l'initiative du Comité des Fêtes du 19e arrondissement de Paris. Puis le Bœuf Gras disparaît.
Dans les années 1950 et jusqu'en 1960, défilent des cortèges d'enfants costumés sur l'avenue des Champs-Élysée. Le nombre de participants peut atteindre plusieurs centaines. Ils sont accompagnés par un petit nombre d'adultes costumés[source insuffisante].
Le jeudi de l'Ascension 27 mai 1954, par un temps magnifique, un grand corso fleuri est organisé pour l'ouverture de la « Grande saison de Paris ». Il attire une foule énorme. L'initiative, prise en dehors de la période du Carnaval, ne sera pas renouvelée.
Le 25 juin 1977, a lieu la Fête de l'été appelée également dans la presse le Carnaval des Carnavals. Cette fête veut évoquer les Carnavals du monde. Son programme mentionne le Bœuf Gras. Les Parisiens y sont conviés en spectateurs. Le défilé a lieu sur des péniches sur la Seine. Dans le défilé, sur la péniche censée évoquer Paris, figure le bal musette où se côtoient le légionnaire et le marin[source insuffisante].
La tradition du Carnaval de Paris avec ses blanchisseuses, son Bœuf, ses costumes, ses grandes batailles de confettis, ses serpentins de 50 à 200 mètres de longueur, ses bals masqués, tombe dans l'oubli.

Les manifestations parisiennes à caractère festif des années 1980-1990 ne le feront pas revivre. Par exemple, la fête du Carnaval de Venise à Paris, qui se déroule sous les arcades et dans les jardins du Palais-Royal le mardi gras 18 février 1986, n'y fait aucune allusion.

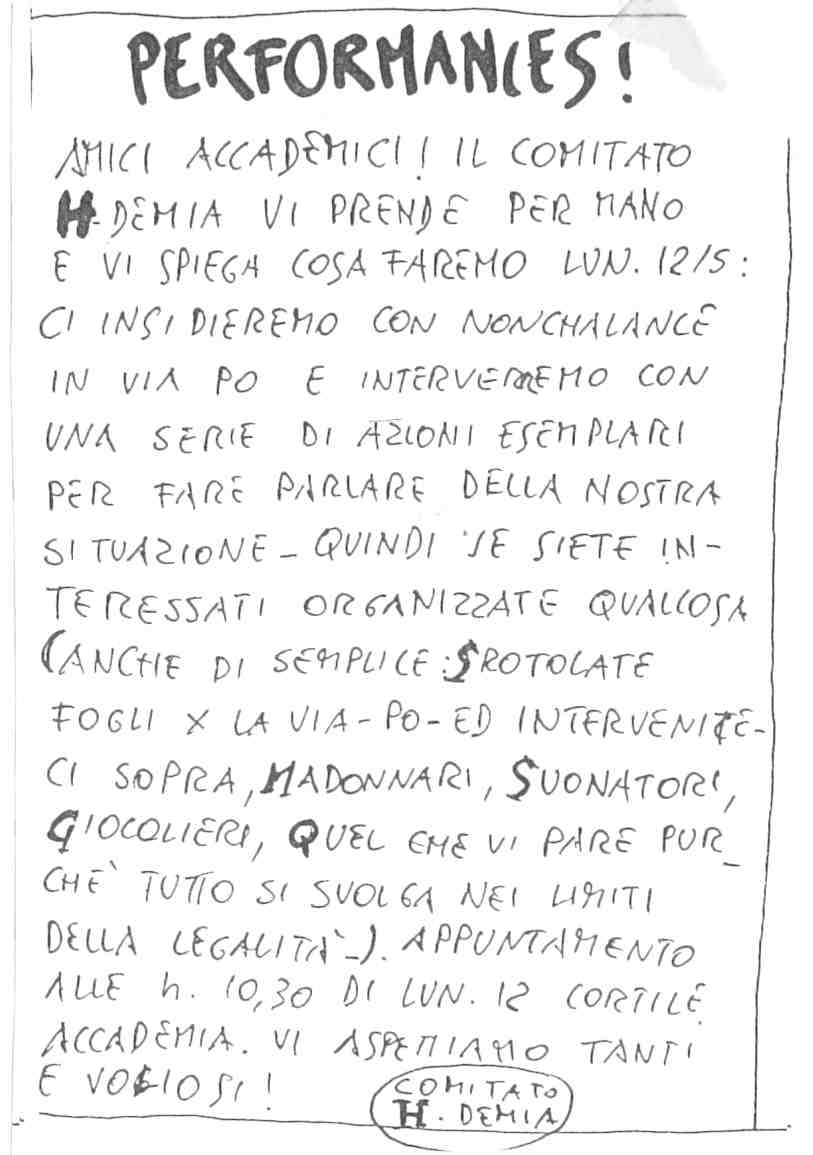
Affichette annonçant la manifestation turinoise du 12 mai 1997 qui se transformera en manifestation en faveur du Carnaval de Paris interdit à l'époque.

### Subjectivité du regard sur le Carnaval de Paris
S'agissant des témoignages sur une fête, un Carnaval, et ici le Carnaval de Paris, on peut comparer ces deux témoignages sur la même édition du Carnaval de Paris, celle de 1844.
Le mardi gras tombait cette année-là le 20 février.
Le 26 février 1844, Delphine de Girardin écrit :
« Sur le boulevard, le carnaval a été triste et laid. De pauvres enfants s'entassaient dans des calèches, ou s'en allaient barbotant dans une affreuse neige fondue, une espèce de sorbet noir qui glaçait leurs petits pieds, tout cela pour voir des masques qui ne passaient pas, et ils  en demandaient en pleurant ; pour les consoler, on leur désignait, dans les voitures et dans la foule, les premières figures grotesques que l'on remarquait, en leur disant : « Voilà un masque ! » On montrait aux uns les parents des autres, et vice versa. »
Le 24 février 1844, L'Illustration donne une tout autre présentation du même événement :
« Dès midi, une moitié de Paris s'était mise à la fenêtre  pour voir passer le carnaval, l'autre moitié se répandait dans les rues ; de la Madeleine à la Bastille, le boulevard était couvert d'une population immense, qui s'agitait tumultueusement et se pressait sur les dalles des contre-allées, tandis qu'une double haie de voitures occupait les bas-côtés, s'allongeant à perte de vue. »

### Carnaval de Paris en 1610

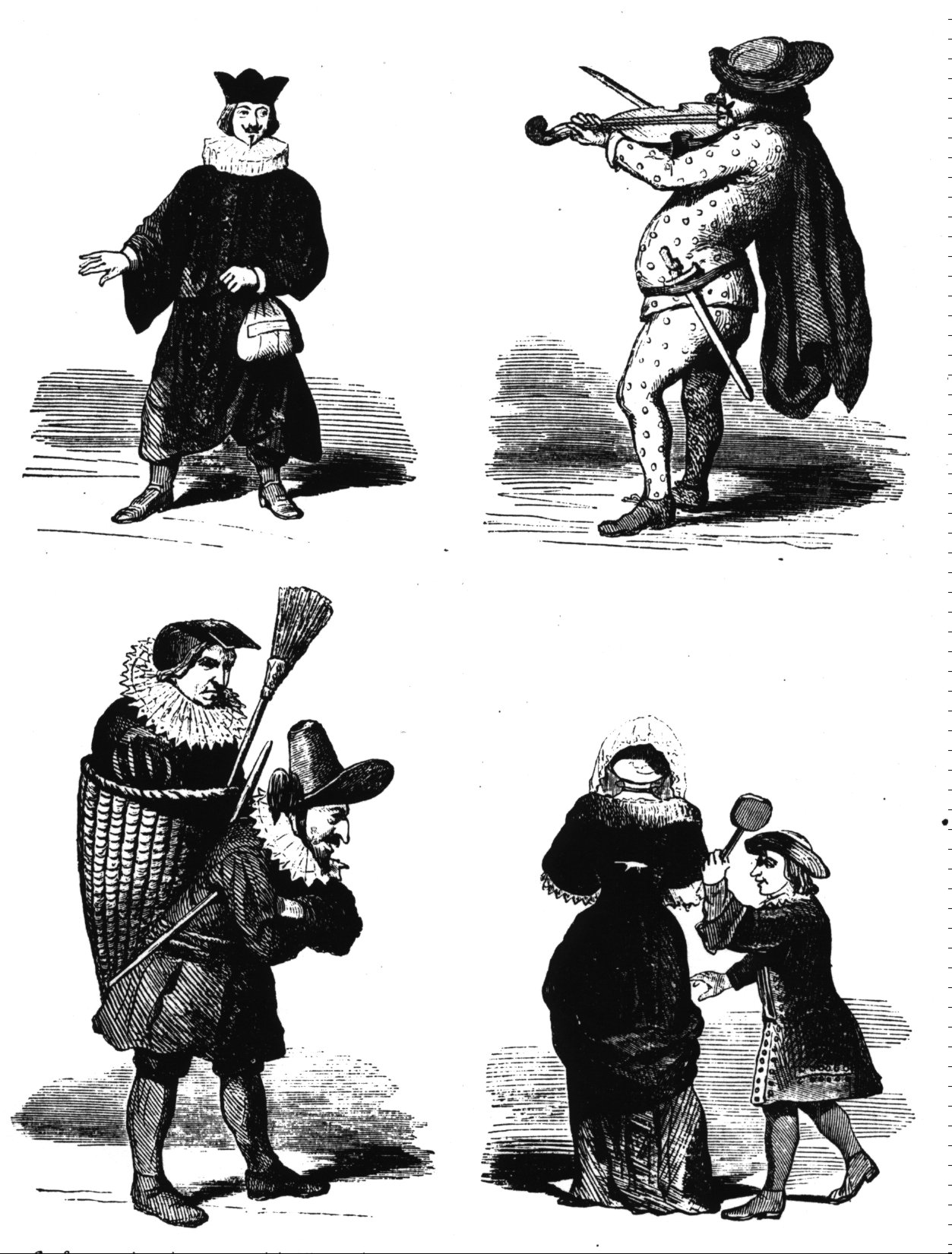
Scènes du Carnaval de Paris au XVIIe siècle.

## Dates des Carnavals entre 2007 et 2022

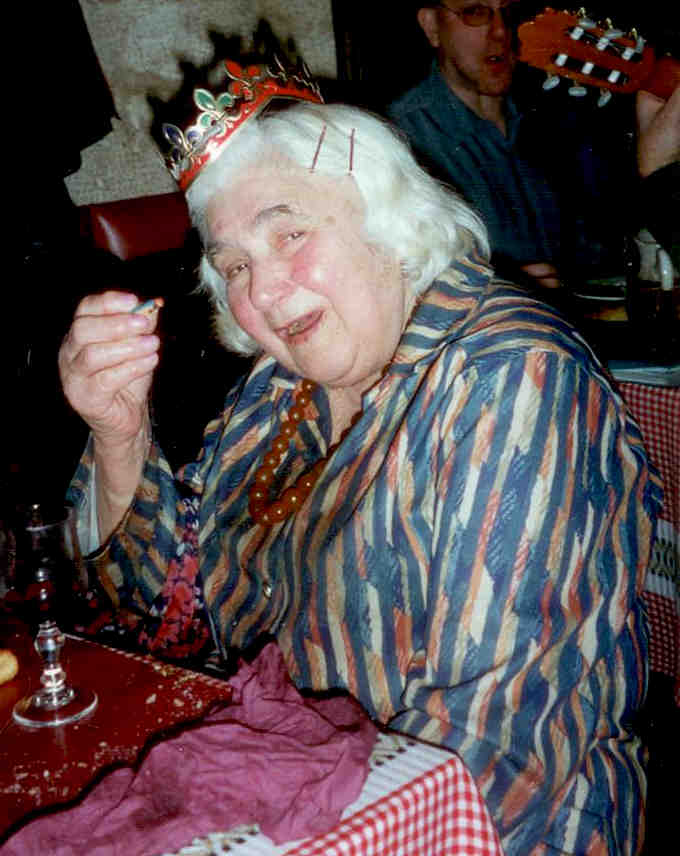
Esther Gorintin, actrice

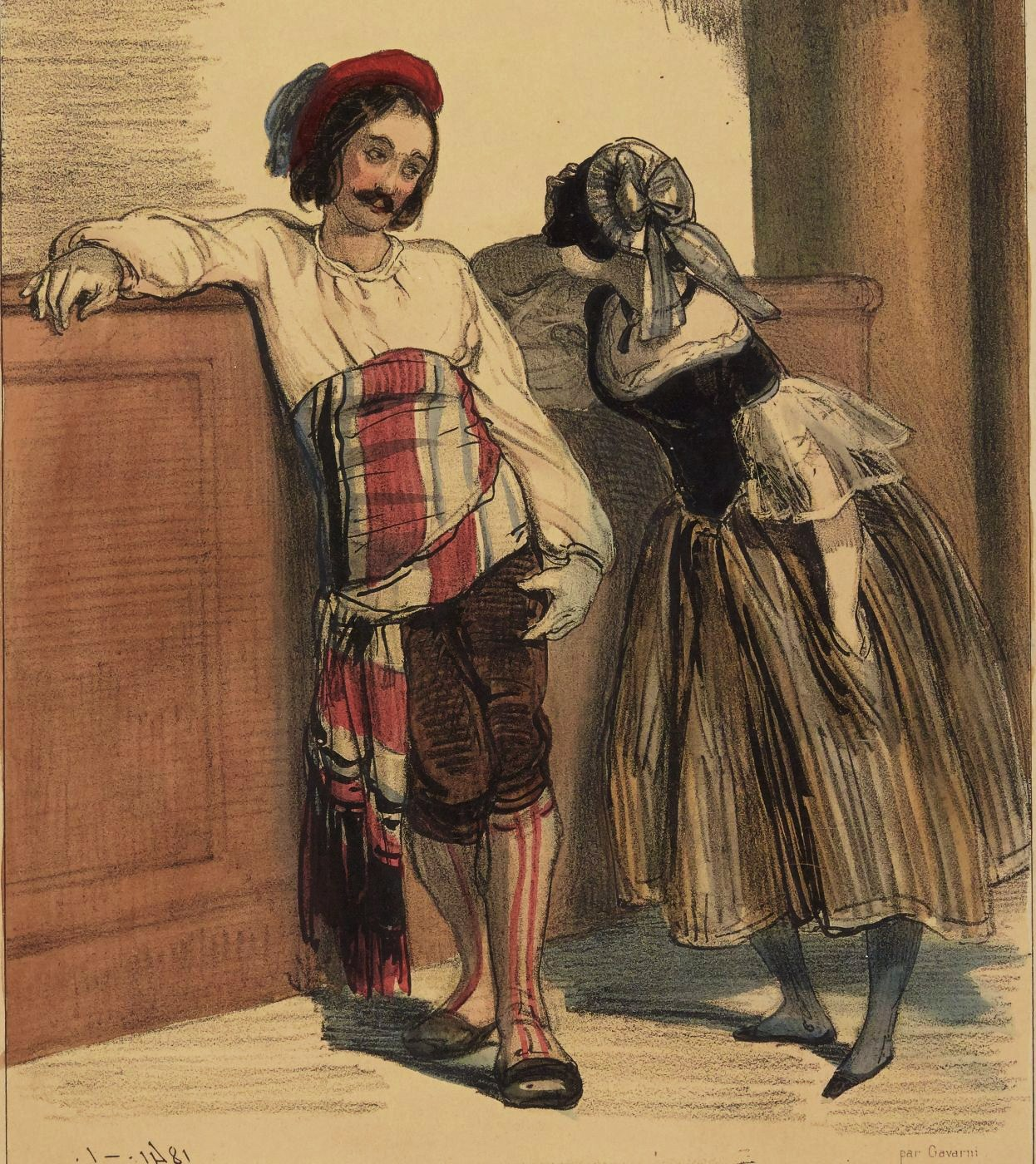
Couple de Parisiens en Carnaval en 1841 par Paul Gavarni.

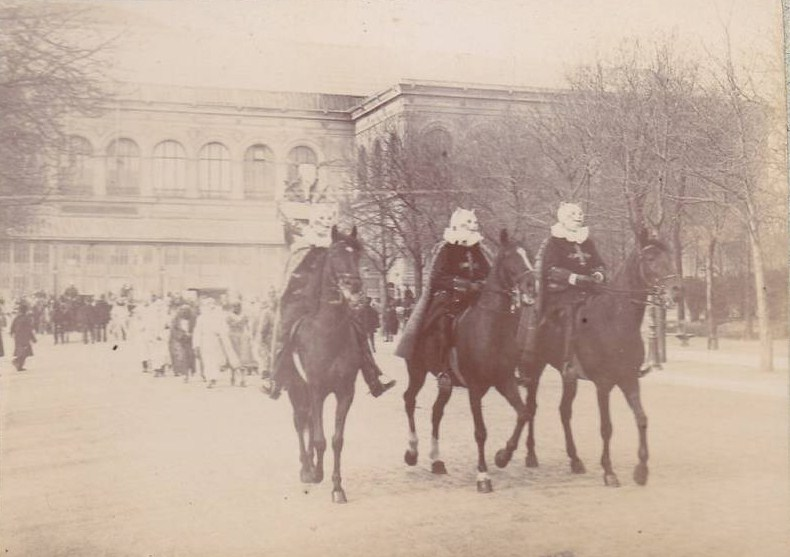
Les chats mousquetaires à cheval d'Alfort à la Mi-Carême 1894.

| Année | Dimanche Gras | Mardi Gras |
| ----- | ------------- | ---------- |
| 2007  | 18 février    | 20 février |
| 2008  | 3 février     | 5 février  |
| 2009  | 22 février    | 24 février |
| 2010  | 14 février    | 16 février |
| 2011  | 6 mars        | 8 mars     |
| 2012  | 19 février    | 21 février |
| 2013  | 10 février    | 12 février |
| 2014  | 2 mars        | 4 mars     |
| 2015  | 15 février    | 17 février |
| 2016  | 7 février     | 9 février  |
| 2017  | 26 février    | 28 février |
| 2018  | 11 février    | 13 février |
| 2019  | 3 mars        | 5 mars     |
| 2020  | 23 février    | 25 février |
| 2021  | 14 février    | 16 février |
| 2022  | 27 février    | 1er mars   |

## Témoignage

### Carnaval de Paris sous Louis XVI
Le carnaval est décrit dans le journal du libraire parisien Siméon-Prosper Hardy (1729–1806).

### Carnaval de Paris interdit en 1790
En février 1790, le Carnaval de Paris est interdit par les autorités. Un journal, favorable à l'interdiction, écrit, peu après la date de la fête interdite : 

« Nul n'a paru penser aux mascarades, aux orgies, aux folies qui avaient lieu à pareil jour, les années précédentes. Il n'y a point eu de course de masques ni le lundi ni le mardi, et le peuple n'a pas paru les regretter. Il a senti toute l'absurdité de cette monstrueuse coutume, et il faut espérer, pour notre bonheur, qu'elle ne se reproduira plus. Ce sera encore un des fruits de la révolution. »

### Carnaval de Paris en 1817
Un voyageur américain, Franklin James Didier écrit : 

« Je ne sais pas ce que peut être le carnaval de Venise. La splendeur de celui de Paris m'a étonné. J'aime cette mascarade qui change tous les objets, renouvelle tout, et donne à une grande ville l'air d'un théâtre grotesque.
Bergères, faunes, arlequins, polichinelles, rois, sauvages et pantalons m'ont accosté plus d'une fois. Leur démarche, tantôt légère, tantôt grave, leur attitudes diverses, leur solennelle gaité et leur étrange accoutrement forceraient un philosophe de rire. J'ai vu plus d'une Diane en falbalas chercher, rue Saint-Honoré, l'Endymion de la nuit prochaine.
Le dernier jour du carnaval, le mardi gras (le 18 février 1817), on a promené dans les rues de Paris, avec une pompe vraiment triomphale, un cortège éblouissant, et une profusion de drap d'or, de broderies et de paillettes, ce bœuf vénérable, qui porte sur son dos un petit Cupidon bien portant ; ce bœuf consacré, que tous les enfants de Paris savent être le bœuf gras. »

### Carnaval de Paris par Balzac en 1841
En 1841, dans son roman La Fausse Maîtresse, Honoré de Balzac évoque le Carnaval de Paris 1838 :

« Chacun sait que depuis 1830 le carnaval a pris à Paris un développement prodigieux qui le rend européen et bien autrement burlesque, bien autrement animé que le feu carnaval de Venise. Est-ce que, les fortunes diminuant outre mesure, les Parisiens auraient inventé de s'amuser collectivement , comme avec leurs clubs ils font des salons sans maîtresses de maison, sans politesse et à bon marché ?

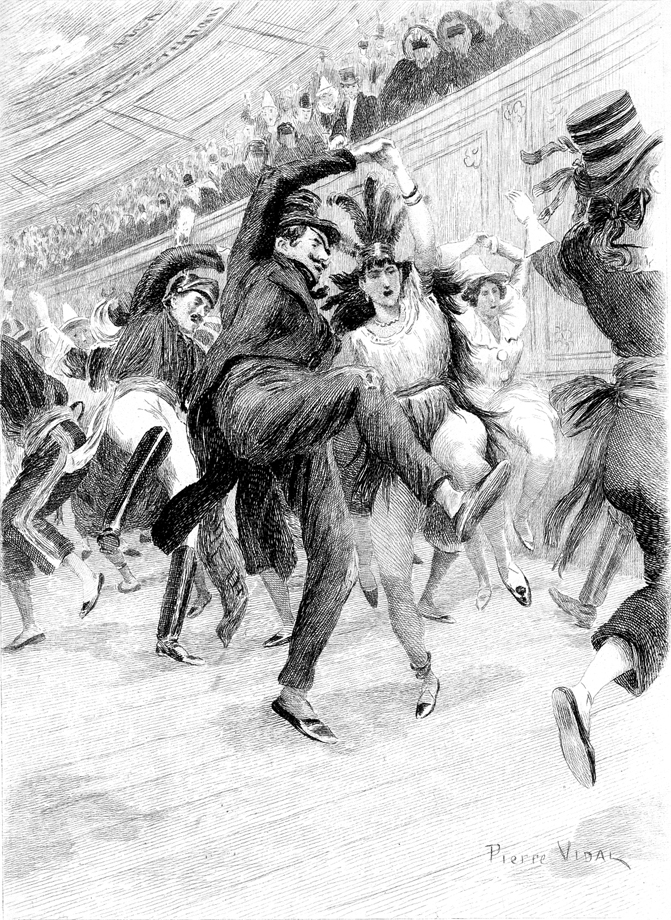
Le galop de Thadée et Malaga vu par Pierre Vidal en 1897.

Quoi qu'il en soit, le mois de mars prodiguait alors ces bals où la danse, la farce, la grosse joie, le délire, les images grotesques et les railleries aiguisées par l'esprit parisien arrivent à des effets gigantesques. Cette folie avait alors, rue Saint-Honoré, son Pandémonium, et dans Musard son Napoléon, un petit homme fait exprès pour commander une musique aussi puissante que la foule en désordre, et pour conduire le galop, cette ronde du sabbat, une des gloires d'Auber, car le galop n'a eu sa forme et sa poésie que depuis le grand galop de Gustave. Cet immense final ne pourrait-il pas servir de symbole à une époque où, depuis cinquante ans, tout défile avec la rapidité d'un rêve? »

### Carnaval de Paris en 1842

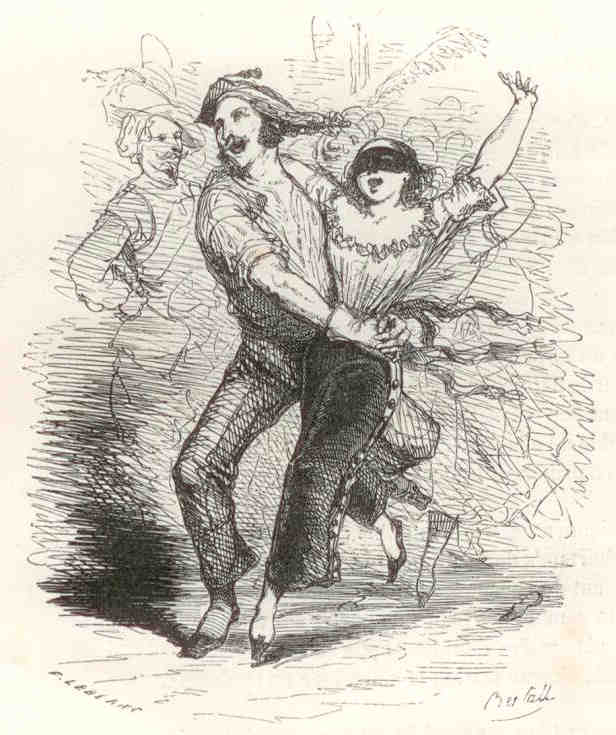
Couple de Parisiens en Carnaval en 1847 par Bertall.

Un ouvrage anonyme illustré décrit la ville et son atmosphère :

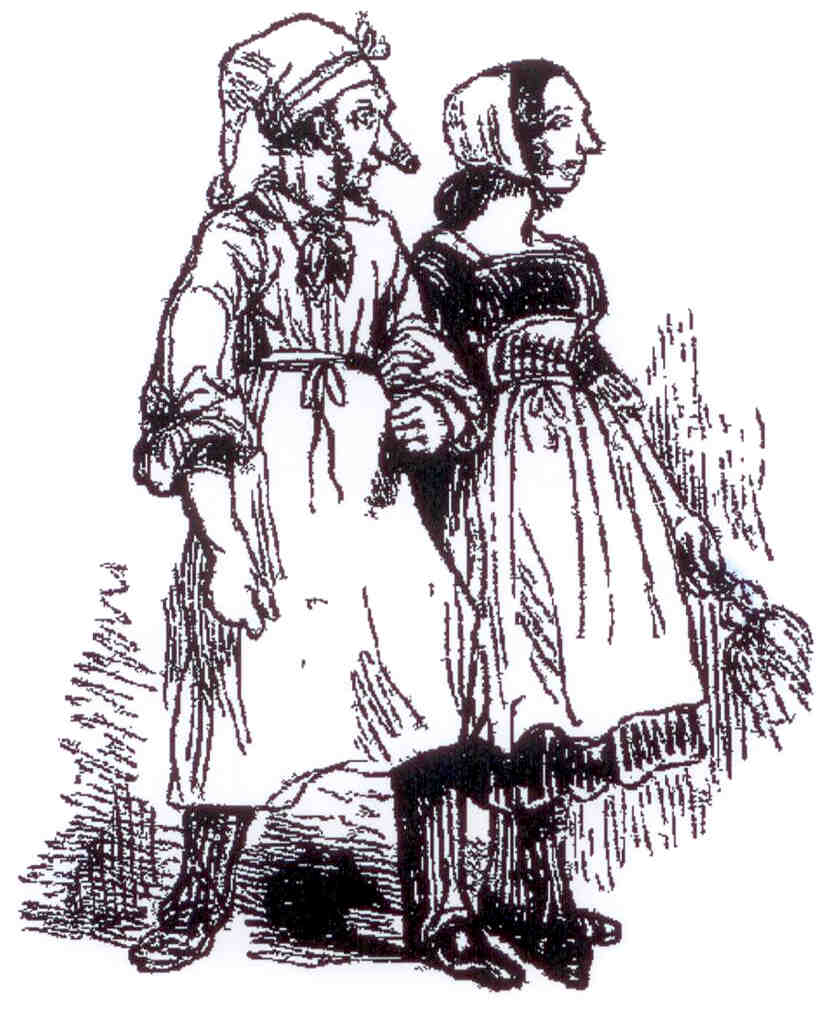
Au Carnaval de Paris en 1842, dessin d'Henri Emy.

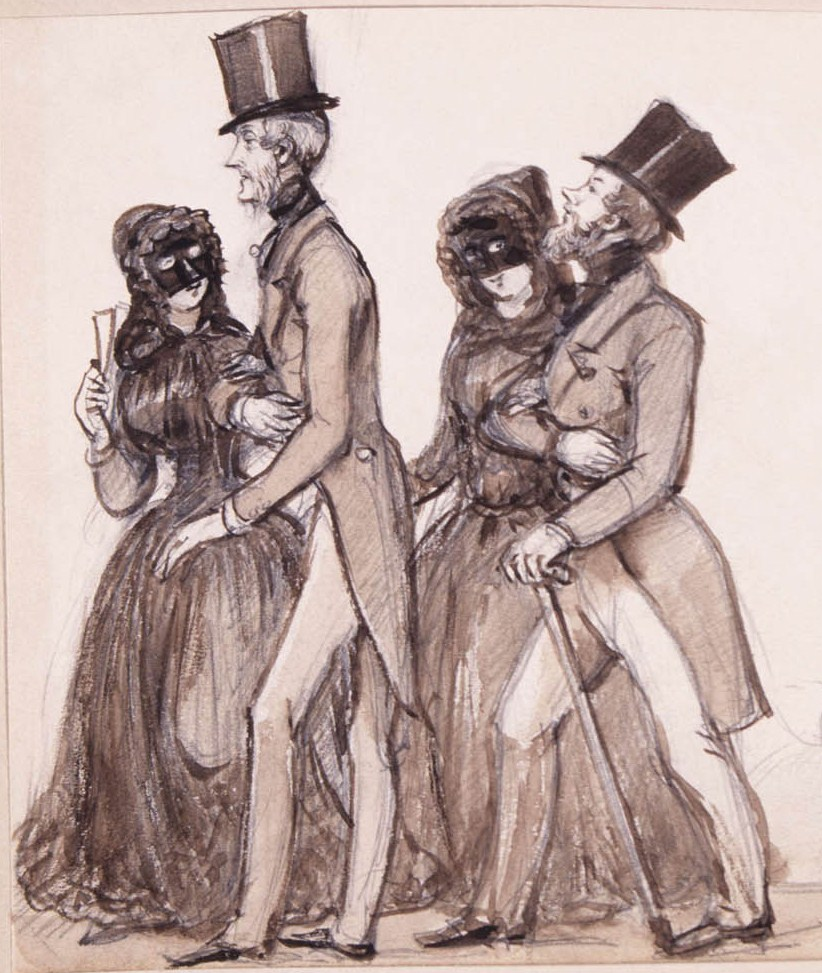
Fritz von Dardel - Les gens qui vont à une mascarade - Paris 1842.

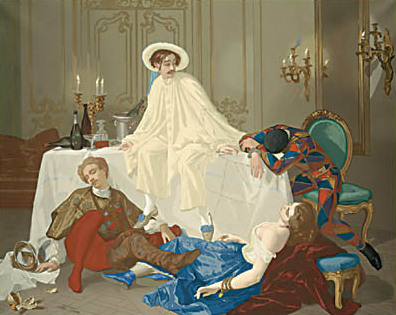
Thomas Couture, vers 1855 : Le souper après le bal masqué.

« Paris est en carnaval : les boutiques sont closes ; à peine en est-il quelques-unes qui conservent un œil ouvert sur la rue, comme pour tenir un juste milieu entre leur intérêt et leur divertissement. Les rues s'emplissent de flâneurs, se bariolent de masques aux divers costumes, se sillonnent de voitures ; on se cherche, on s'appelle, on s'accueille au milieu des chants, des rires, et des joyeux propos. Les cabarets regorgent de buveurs qui s'animent ; — tout se mêle, se démêle, s'entremêle ; c'est un bourdonnement sourd encore, du milieu duquel percent à la fois les éclats de rire, les jurons des cochers, le choc des verres, et quelques grossièretés, prélude de la grande orgie de mots dont le boulevard sera le théâtre dans quelques instants. »

### Carnaval de Paris en 1846
La Sylphide écrit en 1846 :

« LA MI-CARÊME.
Voilà donc la mi-carême passée ! Ce jour, au milieu des folles joies, des bruyants plaisirs, le carnaval nous a fait ses suprêmes adieux pour jusqu'à l'année prochaine; car, plus heureux que les pauvres humains, le carnaval, comme le phénix, meurt pour renaître encore. Dire combien de grands et petits salons ont résonné du son des violons jeudi dernier serait impossible ; le bruit de la polka, de la mazurka, de la valse, de la contredanse, vous saisissait à votre porte et vous conduisait sans interruption jusqu'à la barrière la plus éloignée de votre quartier; à qui dansait à gauche, à qui dansait à droite ; vous marchiez entre une double haie d'harmonie. »

### Carnaval de Paris en 1855

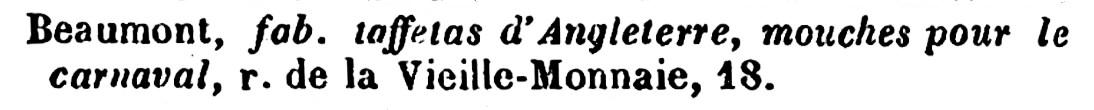
Almanach du commerce de Paris 1837, annonce d'un fabricant de « mouches pour le carnaval ».

Des moralistes jugent cette fête comme des « pasquinades indignes de l'homme », ou estiment que l'abus de bals du Carnaval de Paris donne le cancer aux femmes et jeunes filles[source insuffisante]. Benjamin Gastineau, en 1855, condamne le Carnaval de Paris au nom de la morale : 

### Carnaval de Paris en 1857, costumes
Le 1er mars 1857, A. Rolet, dans La Presse littéraire, décrit quelques costumes de bals masqués parisiens : 

« Dans un bal d'officier ministériel, tout le monde était tenu de ne pas sortir dans son costume du règne végétal ; les musiciens eux-mêmes n'ont joué qu'à l'aide de flageolets et de chalumeaux. Trois clercs de notaire, trois jeunes efflanqués, dont la maigreur est proverbiale dans la bazoche parisienne, sont arrivés déguisés en asperges et ont eu un grand succès comme primeur. Le grandissime M. V. était déguisé en peuplier. Sa coiffure ramée servait de tête de loup ; elle a balayé toute la soirée les corniches et le plafond. Un gros président était en potiron, ses deux fils en concombre, son petit-fils en cornichon. L'esprit bien connu de cette famille a réhabilité complétement ces utiles cucurbitacées. Le demi-monde a voulu singer aussi ces drôleries carnavalesques. »

### Carnaval de Paris en 1833 par Victor Hugo
Dans Les Misérables, roman publié en 1862, Victor Hugo décrit le Carnaval de 1833, qu'il a connu.

### Carnaval de Paris en 1878

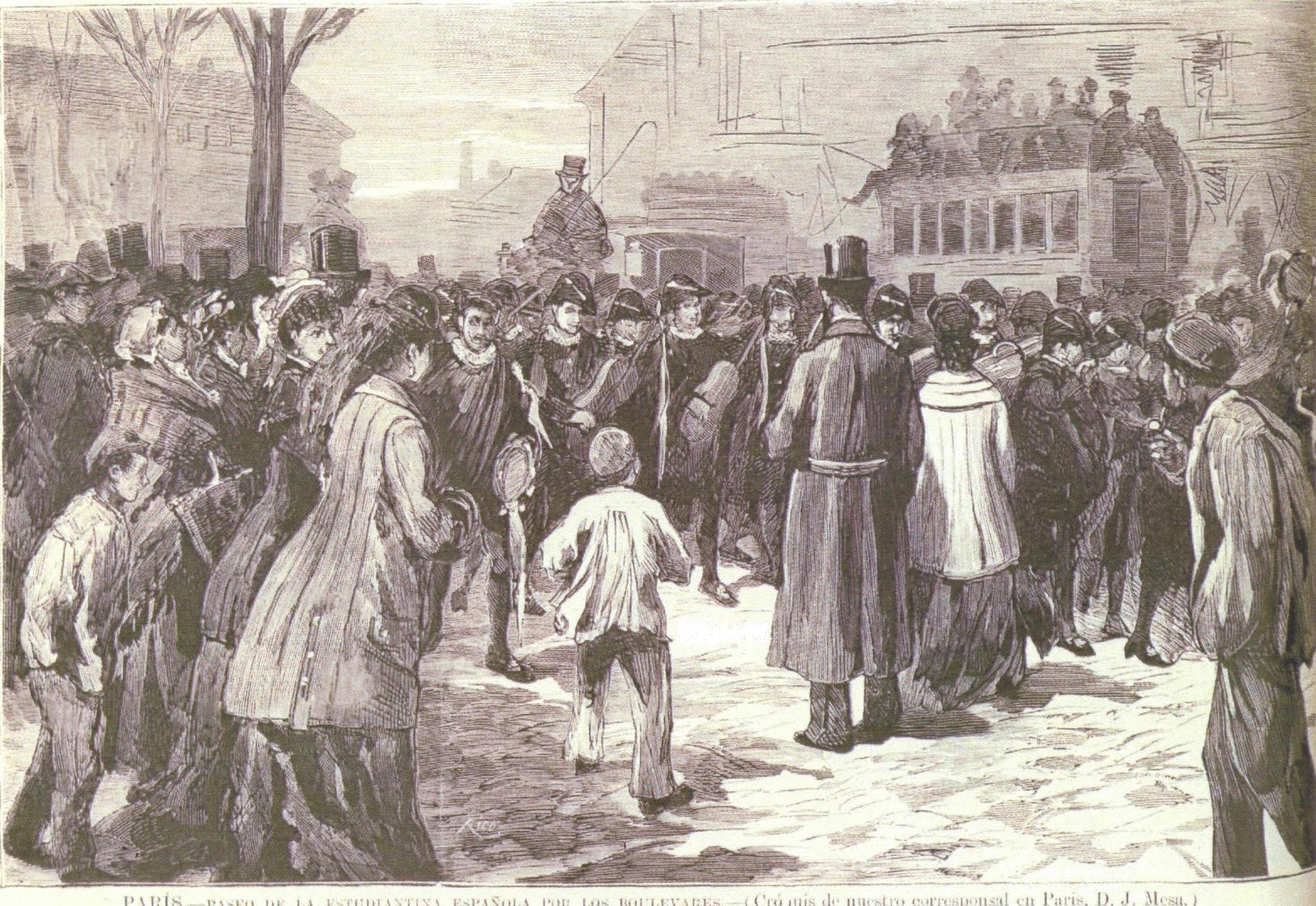
L'Estudiantina Espagnola défile dans Paris.

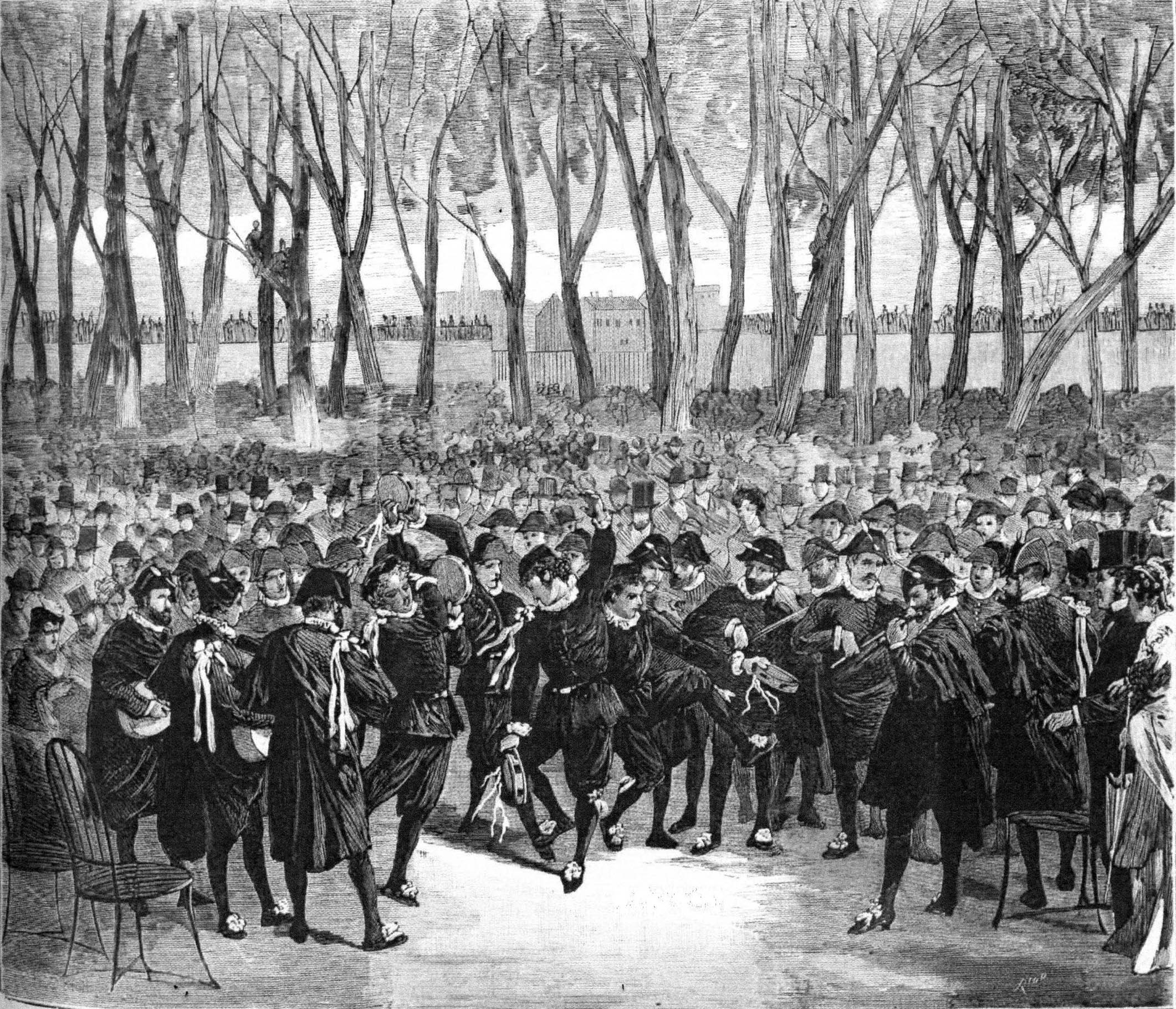
La foule parisienne avec l'Estudiantina Espagnola, le Mardi Gras 5 mars 1878 au jardin des Tuileries.

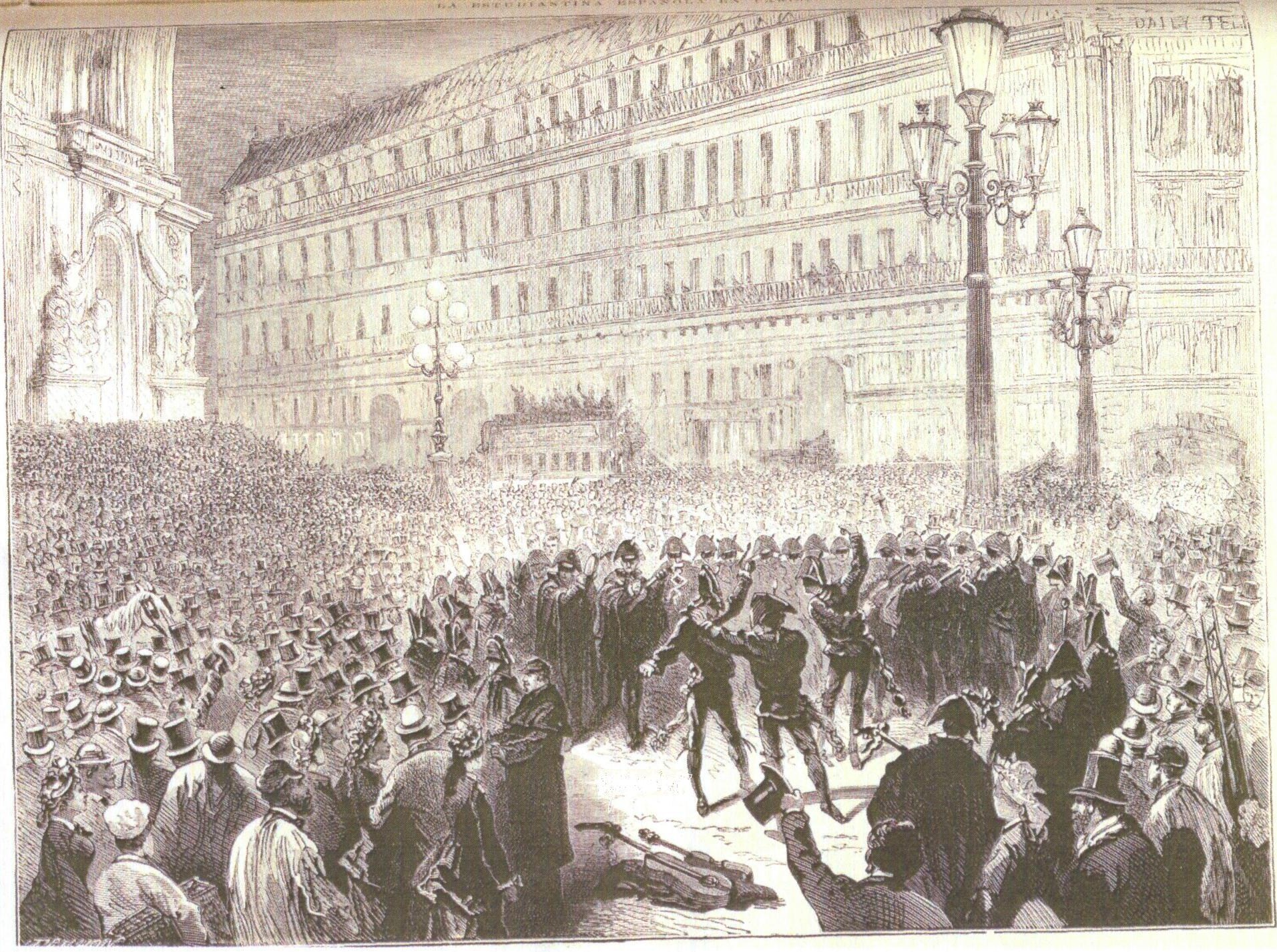
L'Estudiantina Espagnola, le jeudi 7 mars 1878 place de l'Opéra attire une foule de 50000 Parisiens.

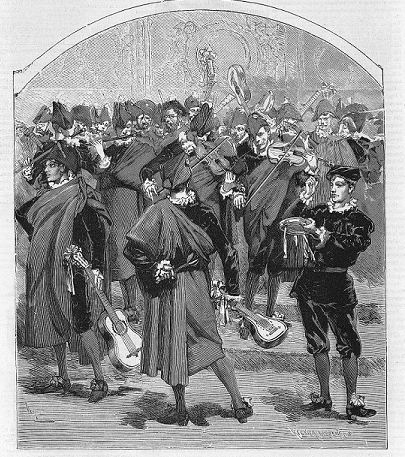
« Claque d'arlequin, justaucorps de velours noir, ceinture semblable, culotte courte, bas de soie, souliers à bouffettes, capa en drap, gants blancs ; rien n'y manque, même les guitares aux rubans rouges et jaune, ! »

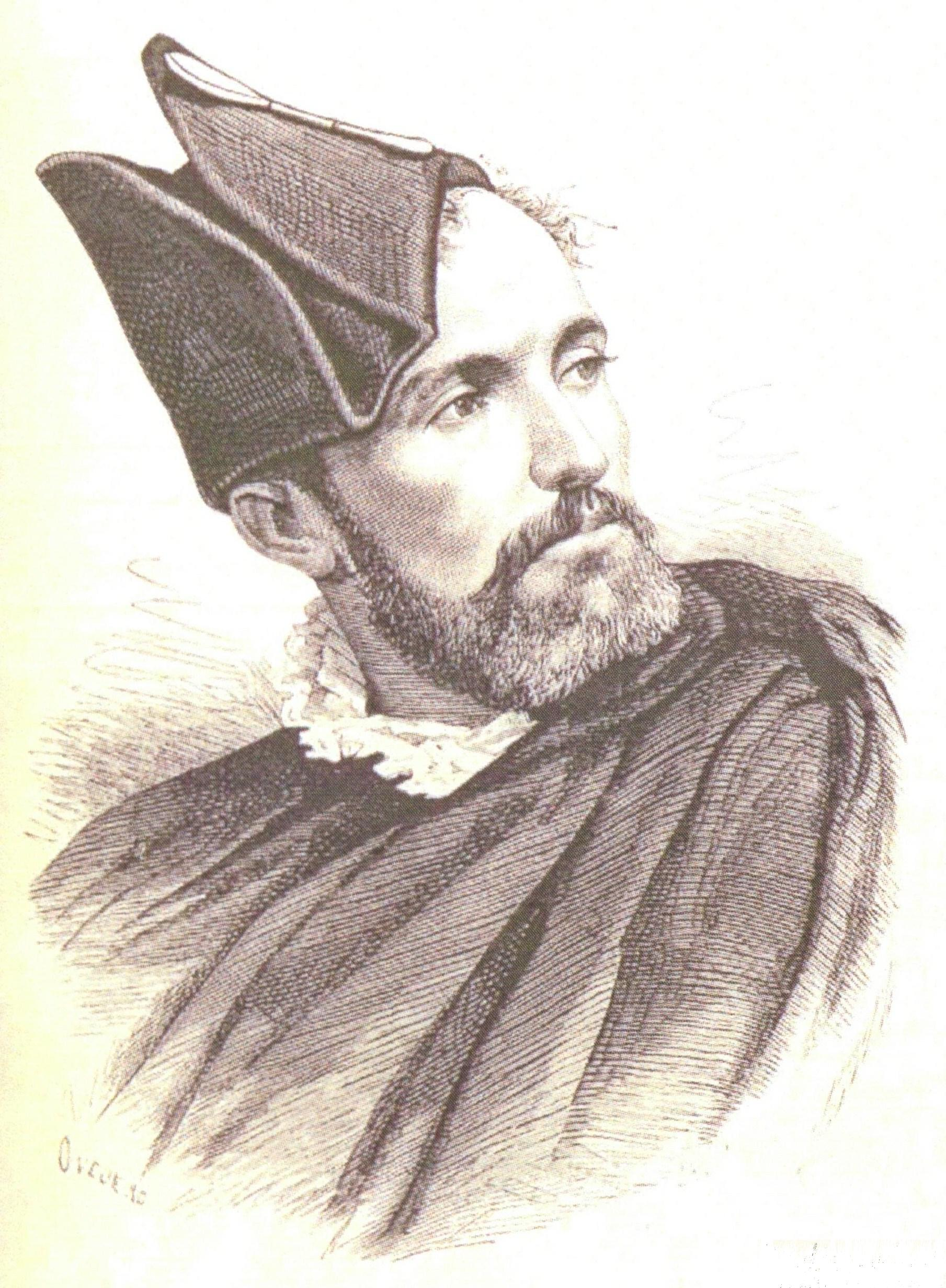
D. Ildefonso de Zabaleta, président de l'Estudiantina Espagnola,.

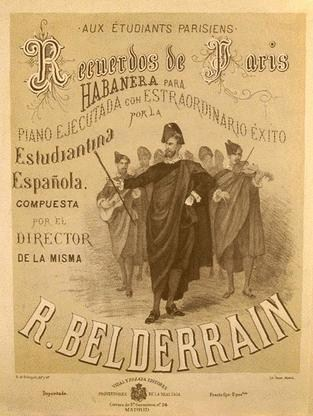
Partition souvenir de la venue de l'Estudiantina Espagnola au Carnaval de Paris en 1878.

Le Mardi Gras 5 mars 1878, et aussi les jours suivants, triomphe à Paris une Estudiantina, joyeuse troupe musicale de 64 étudiants costumés venue d'Espagne.
Elle inspire même une chanson au poète et goguettier Clairville, membre de la célèbre goguette du Caveau.
Le 7 mars 1878, Ch. Fried écrit dans Le Petit Parisien[réf. nécessaire] : 

« Nous le disions bien, hier, que le carnaval n'était pas mort ! Depuis tantôt dix ans, il n'y avait pas eu autant de bruit, autant de foule, autant de mouvement. La pluie de la matinée n'y a rien fait. – Oh ! mais là, rien de rien ! – Ce qu'il y avait de monde dehors est absolument incalculable. C'était à croire qu'une notable partie de la France s'était donné rendez-vous dans les rues, sur les boulevards, places publiques et promenades de la grande ville.
À de certains moments, à de certains endroits, il était tout à fait impossible d'avancer. La foule, compacte, bouchait toutes les issues. Il fallait attendre une éclaircie. Au bout d'un instant, on se sentait porté en avant : la circulation était rétablie pour un peu de temps. Et toute cette masse de monde avançait lentement, mais sûrement, poussant, grouillant, bousculant, criant, riant, chantant. Ça a commencé dès le matin, dans le bas de la rue Montmartre. Quand, vers neuf heures, nous sommes arrivés à la hauteur de l'hôtel d'Angleterre, nous avons aperçu une véritable mer de têtes. Les badauds et les curieux d'outre-Seine avaient fait cortège aux six cents étudiants de Paris qui allaient souhaiter la bienvenue aux soixante-quatre membres de la Estudiantina espagnola. Joli coup d'œil, en vérité, que celui de cette grosse foule sympathique et gaie, qui poussait hurrah sur hurrah »

«  »

### Carnaval de Paris en 1879
Des disparitions imaginaires sont annoncées :  la parade de la descente de la Courtille  existe jusqu'en 1862, elle est annoncée disparue en 1838 ; le Carnaval de Paris est annoncé disparu en 1870, etc.
L'Univers illustré s'en amuse en 1879 : 

« Bal masqué à l'Opéra le jeudi de la Mi-Carême 20 mars 1879.
L'Opéra a donné jeudi dernier, jour de la Mi-Carême, le dernier des quatre bals masqués et costumés qu'il avait annoncés.
Je m'imagine qu'un voyageur qui aurait quitté la France depuis vingt-cinq ans, qui n'aurait jamais lu un journal français pendant sa longue absence, et qui, revenant à Paris, verrait sur une affiche ces mots : « Bal masqué de l'Opéra » serait bien étonné.
Il y a vingt-cinq ans, en effet, ce voyageur-là avait pu entendre dire : « C'est fini, le bal de l'Opéra est mort », et c'était peut-être vrai, en ce sens que le bal de l'Opéra n'était plus à cette époque ce qu'il avait été en 1840. 
Avait-il changé à son désavantage ? Je n'oserais dire oui, je n'oserais dire non, ne l'ayant point vu autrement. »

### Carnaval de Paris en 1887 et gastronomie

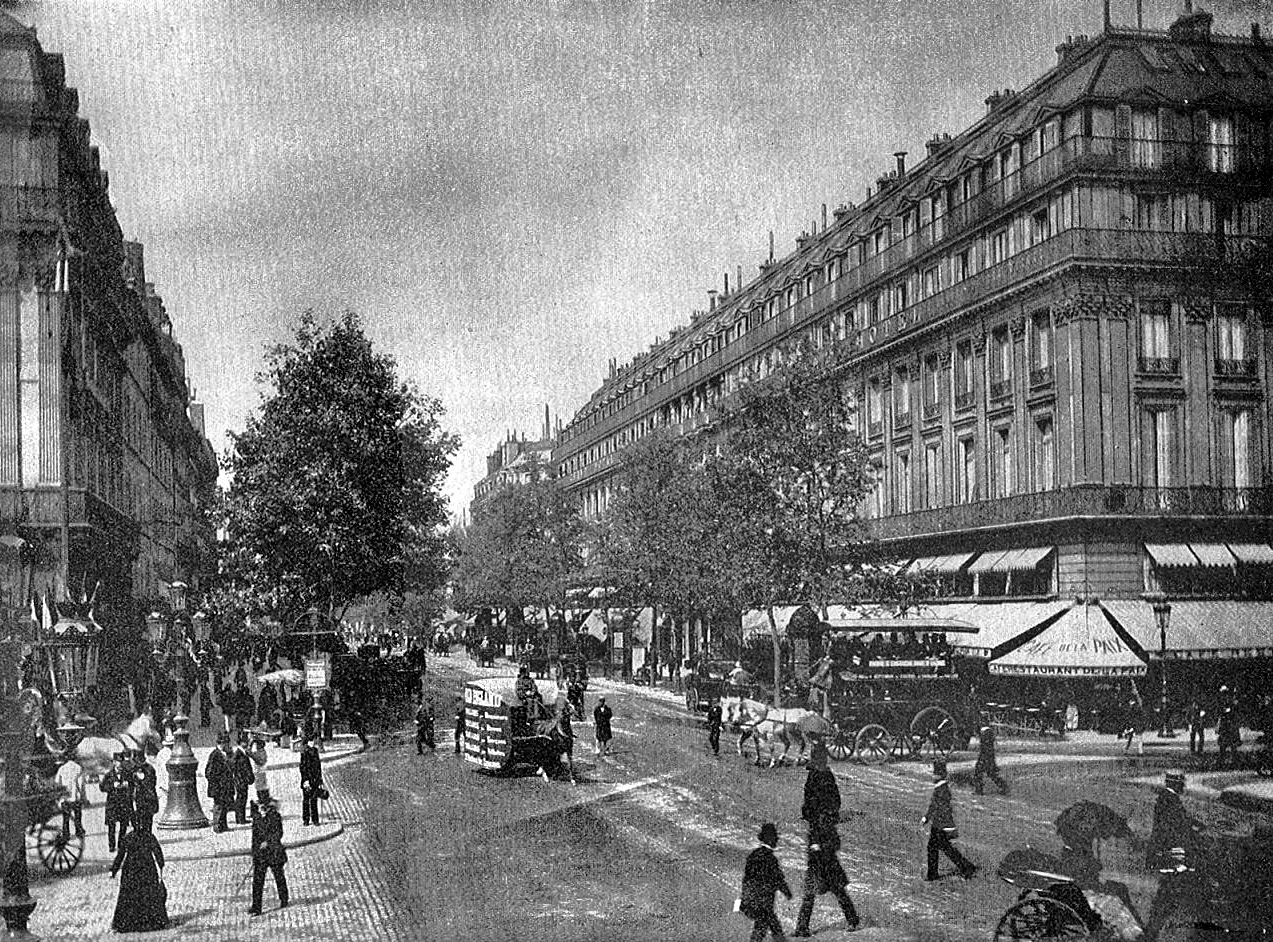
Le Grand Hôtel, place de l'Opéra, vers 1890.

La période du Carnaval était à Paris un grand moment gastronomique. En témoignent ces deux menus. Ils ont tous les deux été publiés dans Le Figaro, l'un le dimanche 20 février, l'autre le mardi 15 mars 1887 :
LE GRAND–HÔTEL

### Carnaval de Paris en 1896

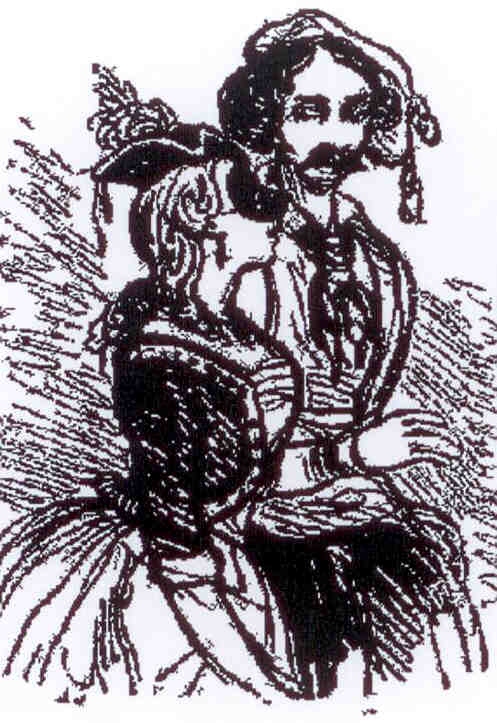
Amoureux au Carnaval de Paris en 1842.

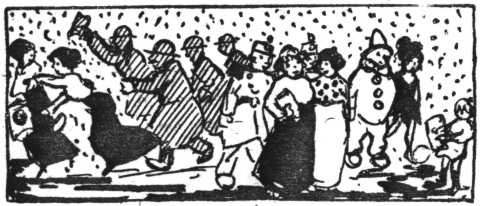
Bataille de confetti au Carnaval de Paris vers 1913.

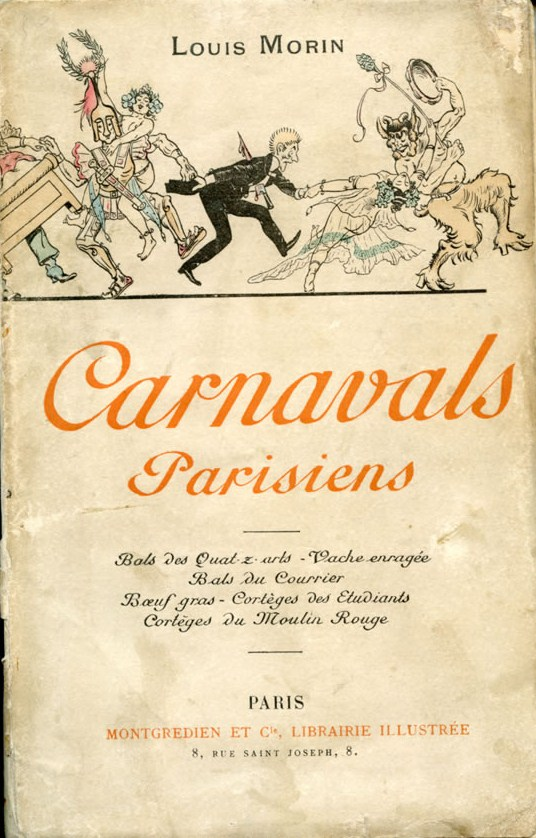
Couverture d'un livre paru en 1899.

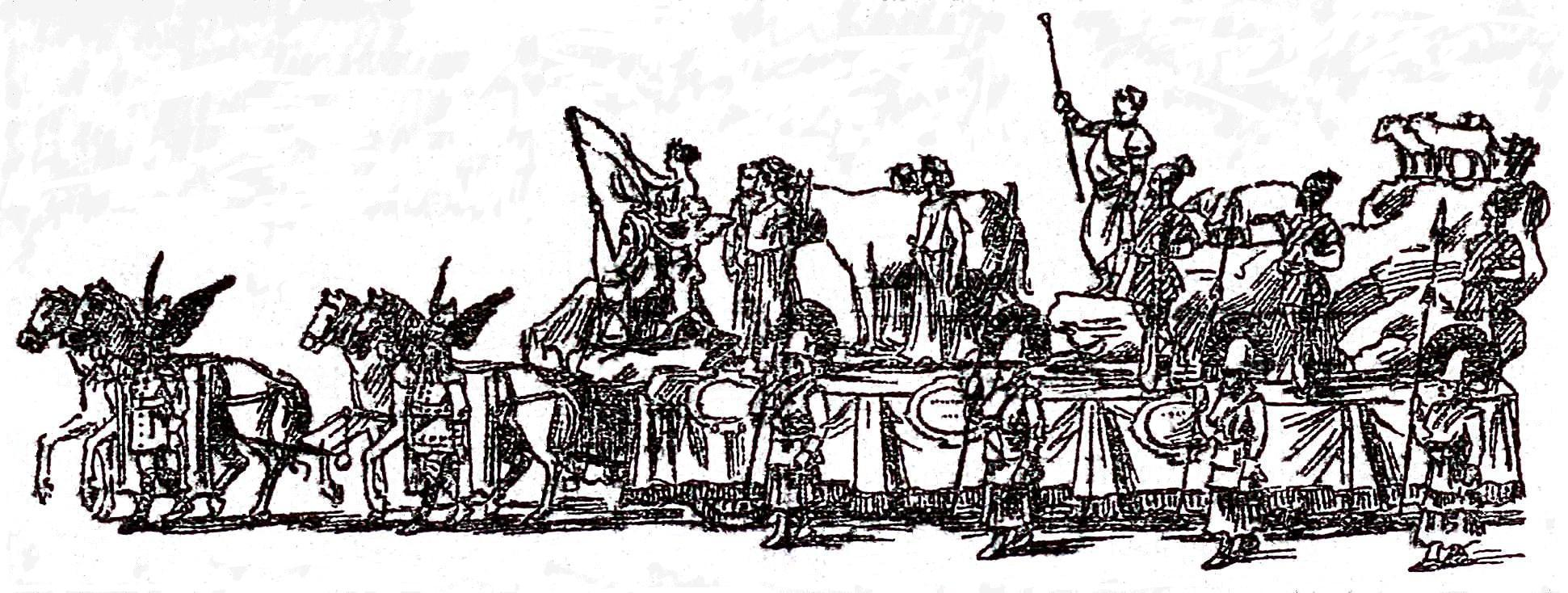
Le char du Bœuf Gras qui défile le dimanche gras 25 février 1900.

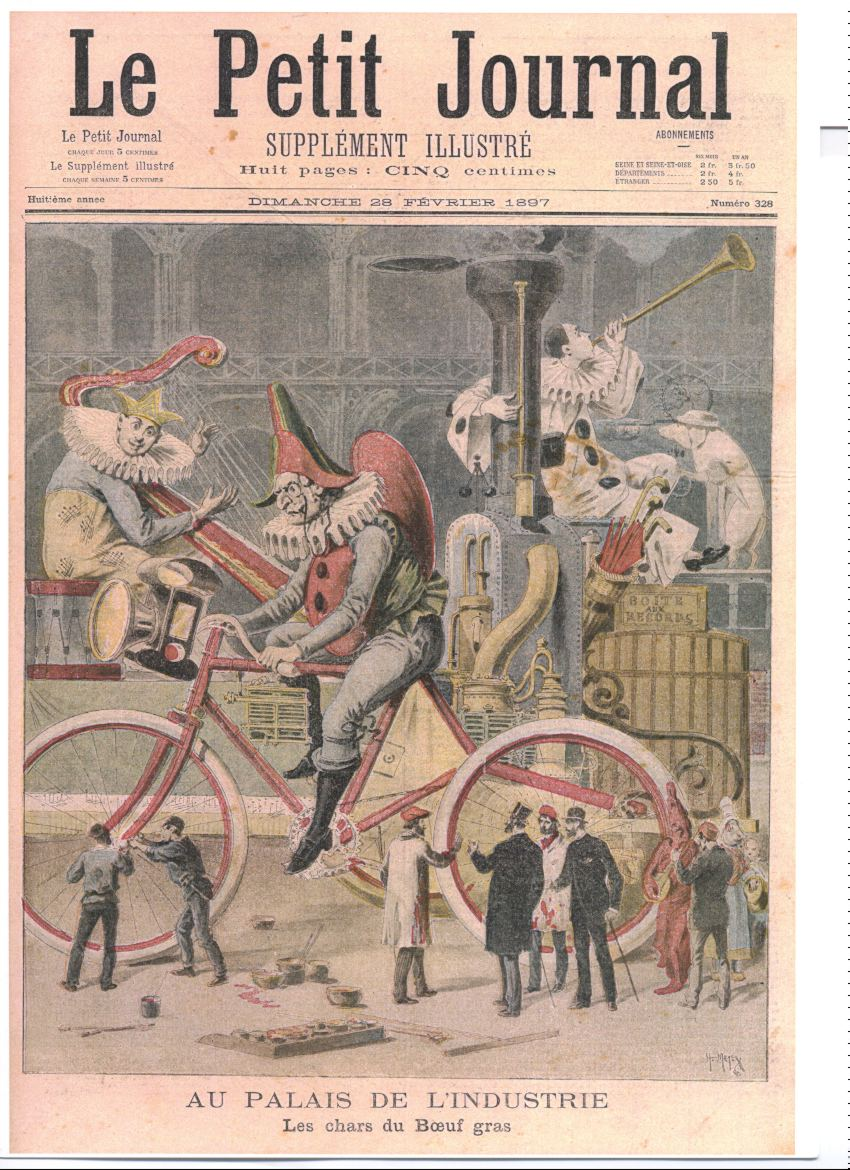
Clown géant du Carnaval de Paris 1897.

En 1896, défile un très grand cortège du Bœuf Gras. Durant les journées des dimanche-lundi et mardi gras 16, 17 et 18 février il parcourt 43 kilomètres dans Paris. Le confetti en papier et les serpentins n'existent que depuis peu.
Extrait d'un article du journal quotidien L'Éclair du 17 février 1896 : 

« À la Promenade du Bœuf Gras.
Des trottoirs aux balcons, on l'attendait (le cortège du Bœuf Gras). Il pleuvait en son honneur des confetti et les fenêtres s'enguirlandaient de serpentins. ... Les masques à pied étaient rares ; grimés sans richesse ni esprit, ils n'allumaient pas cette folie qui est si spéciale à la Mi-Carême. Le Mardi Gras, longtemps démodé, se ressent de son ancienne déchéance. Le passage du cortège n'a pas encore tout à fait dégelé la rue. Le carnaval n'est pas dans la foule, en dépit de la familiarité heureuse des confetti qui chassent les grincheux — ces insupportables empêcheurs de s'amuser avec des ronds — et unissent fraternellement les badauds de bonne foi, les animent, les entraînent et leur font oublier pendant quelques heures l'autre carnaval — celui des méchants et des cuistres.
Il faut rendre grâce aux confetti. Nous lui devons l'allégresse de ces jours de gaie licence ; et il nous faut aussi remercier le serpentin qui étend au-dessus des têtes des volumes frémissants, qui établit des relations de fenêtre à fenêtre, qui jette un pont fragile mais suffisant pour que d'un Parisien à l'autre l'entrain voisine.
Ces légères banderoles qui enrubannent les balcons et bouclent des fanfreluches dans la chevelure des arbres, ont appelé aux croisées chacun et chacune ; des sourires s'échangent, des relations s'échafaudent, des romans naissent noués de ces faveurs si fragiles. Au bout de fils plus résistants pendent des friandises pour les petits polissons et quelquefois peut-être aussi des billets que comme par hasard arrêtent de jolies mains tendues. Le carnaval se plaît aux brèves amourettes et la familiarité devient grande, qui les autorise ainsi à l'abri de la familiarité des confetti, de la grâce des serpentins et de l'indulgence de votre majesté, prince Carnaval, enfin de retour en ce Paris qui vous pleura. »

### Carnaval de Paris en 1936

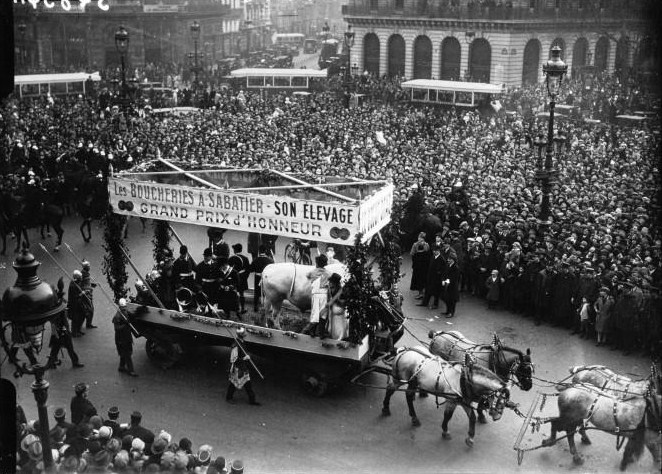
Le char de Bœuf Gras passe près de l'Opéra Garnier en 1928.

Le jeudi de la Mi-Carême 19 mars 1936, le Bœuf Gras fait sa dernière sortie : il traverse tout Paris depuis le parc des expositions de la porte de Versailles jusqu'aux abattoirs de la Villette, en passant par le Boul'Mich, le parvis Notre-Dame, l'hôtel de ville, le Boulevard Sébastopol et la Gare de l'Est. À ce cortège se joint Et voilà le printemps, char des étudiants parisiens.

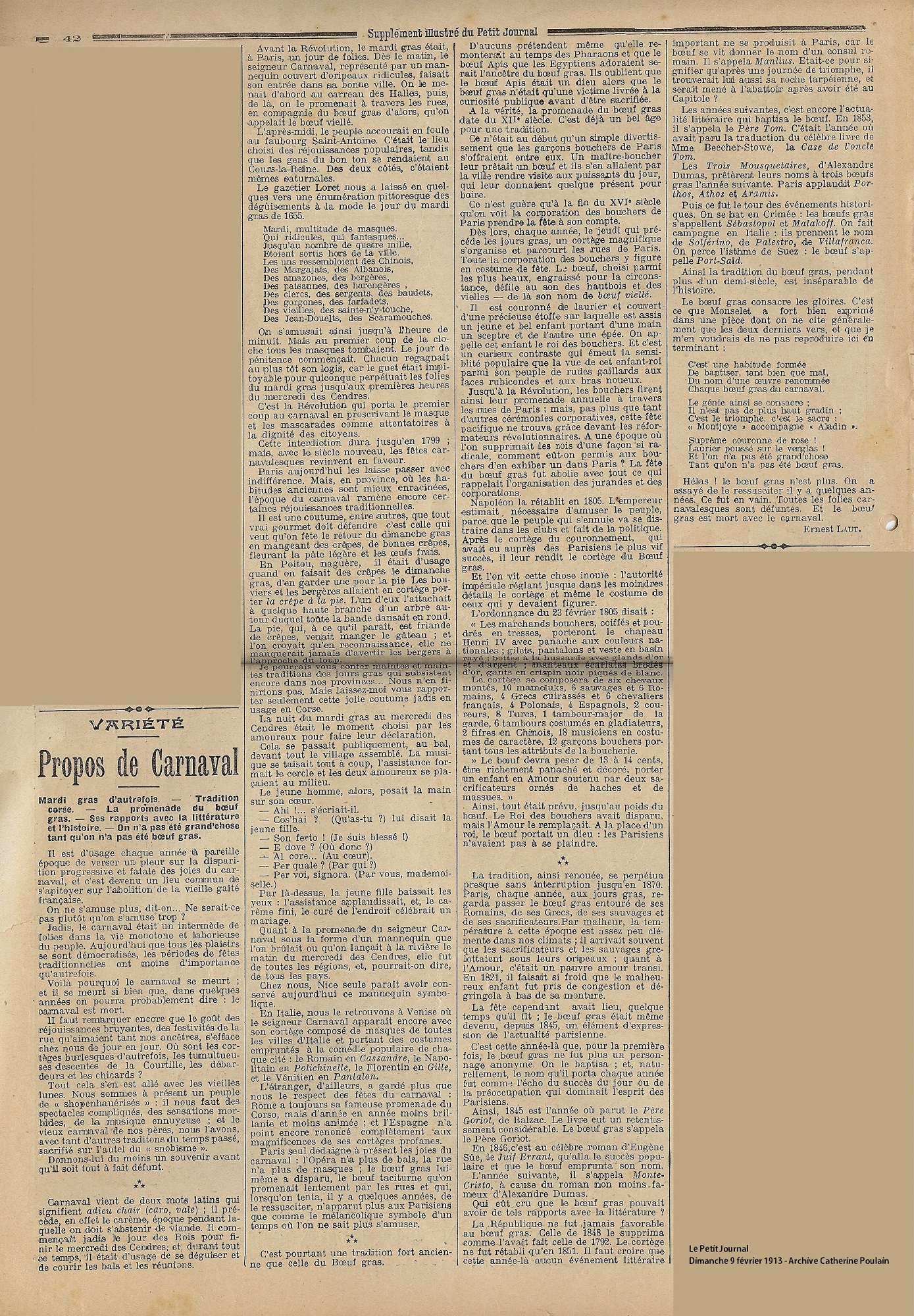
Le Petit Journal 1913

## Documentation

### Affiches

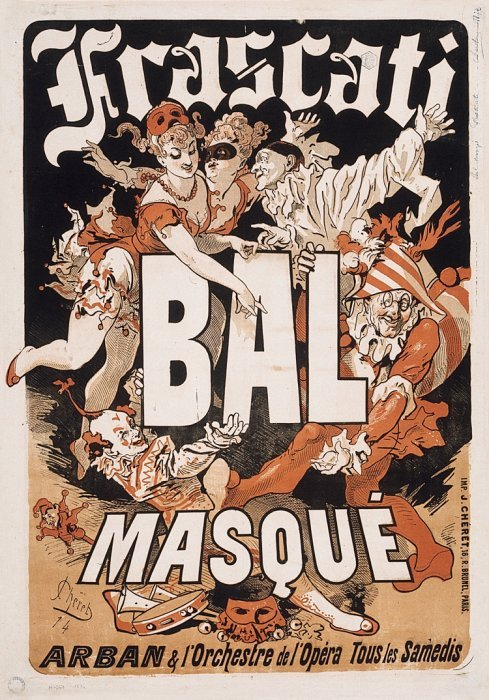
Affiche de Jules Chéret pour des bals masqués donnés salle Frascati, rue Vivienne, à Paris.

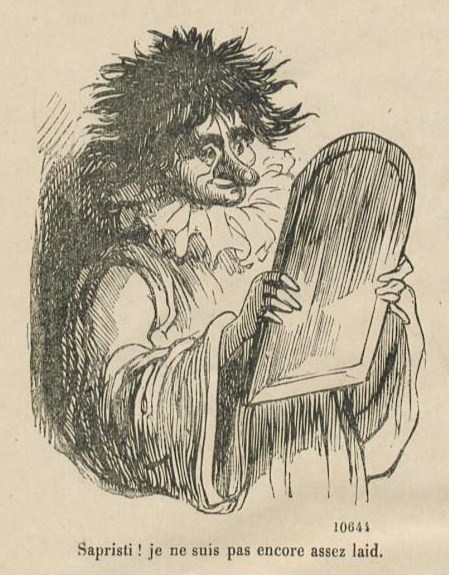
Sapristi ! je ne suis pas encore assez laid.

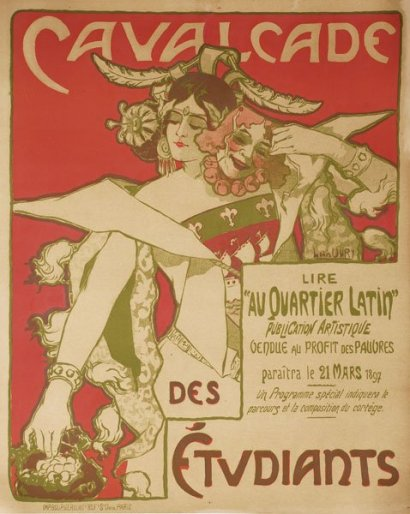
Affiche pour la cavalcade des étudiants de la Mi-Carême 1897.

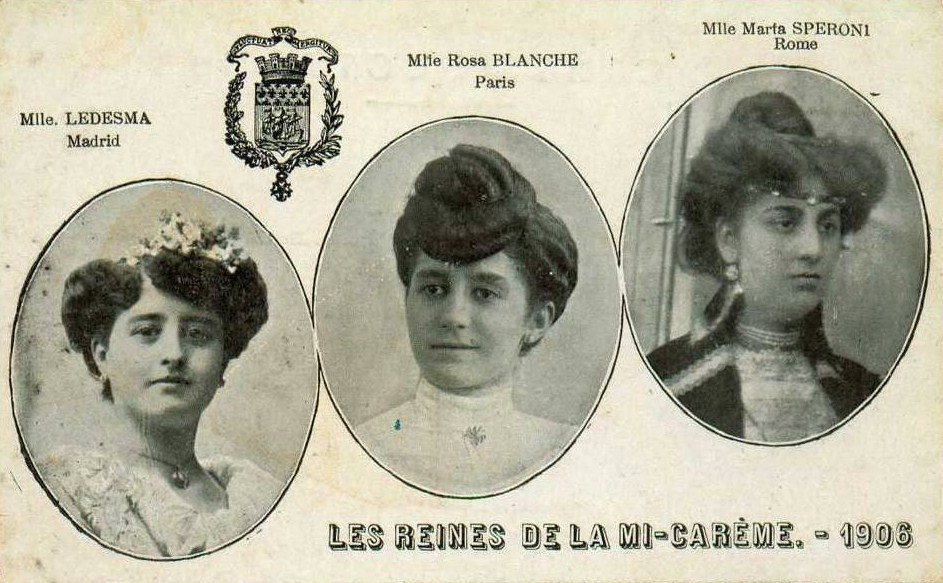
Les reines de Madrid, Paris et Rome à la Mi-Carême 1906 à Paris.

- 1790 – Ordonnance de Police, 31 janvier 1790 – Affiche de la municipalité de Paris annonçant l'interdiction du Carnaval de Paris
- 1830 – Le Carnaval et la marche burlesque du bœuf gras – Affichage de librairie[134]
- 1858 – Affiche Émile Cohl, lithographie en couleurs de grand format, annonçant le bal d'enfants du lundi gras au théâtre de la Porte-Saint-Martin, accompagné par un orchestre composé de 120 musiciens, sous la direction de « Musard », qui doit être Alfred Musard fils du célèbre Philippe Musard qui a pris sa retraite en 1854[135].
- 1859 – Carnaval de 1859, Album Maison Moreau – Affiche d'Auguste Belin[136]
- 1866 – La Lanterne magique, Grande revue de l'année – Affiche qui reprend la xylographie et la mise en page de l'affiche pour la Promenade du Bœuf Gras et annonce un spectacle de Clairville, A. Monnier et E. Blum où défile au 10e tableau la Promenade du Bœuf Gras au Carnaval de Paris
- 1869 – Valentino...samedi et mardi gras grand bal de nuit paré, masqué et travesti... – Affiche de Jules Chéret[137]
- 1872 – Tivoli Waux-Hall, Bal de nuit paré masqué et travesti : tous les samedis - le 1er janvier, le Dimanche Gras, le Mardi Gras & le jeudi de la Mi-Carême – Affiche de Jules Chéret[138]
- 1872 – Il faudra voir Mardi-gras et Mi-carême, grand bal de nuit paré-masqué – Affiche de J. Lavaux aux Gobelins[139]
- 1874 – Affiche pour le Bal Valentino, indiquant, pendant le Carnaval, bal masqué tous les samedis[140].
- 1874 – Opéra Comique, Bal masqué – Affiche de Jules Chéret[141]
- 1874 – Jardins d'hiver & d'été. Tivoli Waux-Hall, place du Château d'Eau, 12,14,16 rue de la Douane, ouvert tous les soirs... : L.Dufils chef d'orchestre, mercredi & samedi grande fête..., bal masqué tous les samedis pendant le Carnaval, Dimanche Gras, Mardi Gras, Mi-Carême, Carnaval israélite – Affiche de Jules Chéret[142].
- 1879 – Affiche pour un bal d'enfants en toilettes de ville ou costumés, donné salle Valentino pour la Mi-Carême 1879
- 1880 – Bal de la Reine Blanche[143]
- 1892 – Théâtre national de l'Opéra. Carnaval 1892. Samedi 13 février, 2e Bal masqué – Affiche de Jules Chéret[144]
- 1892 – Carnaval 1892, Samedi 13 février, 2e Bal masqué. – Affiche de Jules Chéret en petit format avec des publicités
- 1893 – 2e Bal masqué de l'Opéra, Samedi 28 janvier 1893. – Affiche de H. Gray
- 1893 – Affiche pour le bal masqué de l'Opéra du jeudi de la Mi-Carême 9 mars 1893[145]
- 1894 – Théâtre de l'Opéra. Carnaval 1894. – Affiche de Jules Chéret[146]
- 1894 – Demandez les confetti « Mousseline » & les serpentins « Express » – Affiche de Georges Meunier[147]
- 1895 – Affichage national Dufayel, programme de la Mi-Carême 1895[148]
- 1896 – Affiche pour la Promenade de la Vache enragée ou Vachalcade, cortège montmartrois créé en réponse au Bœuf Gras[149]
- 1896 – Théâtre de l'Opéra. Carnaval 1896. – Affiche de Jules Chéret[150]
- 1896 –Affiche de Jules Chéret pour le 3e Bal masqué de l'Opéra – Elle annonce un Cortège triomphal du Bœuf Gras dans son cadre, le samedi gras 27 février 1896, veille de la renaissance de ce cortège dans la rue.
- 1897 – Dimanche,Lundi et Mardi Gras, cortège du Moulin Rouge dessiné et composé par Roedel... à 11 heures défilé du cortège dans la grande salle. – Affiche de Roedel[151].
- 1897 – Gare voilà la vache enragée – Affiche lithographiée en couleurs de Fernand Pelez[152]
- 1897 – Théâtre de l'Opéra, jeudi 17 mars (Mi-Carême) Fête du printemps, 4e & dernier grand bal masqué à l'Opéra – Affiche lithographiée en couleurs de Jules Chéret[153]
- 1897 –Affiche pour la cavalcade des étudiants de la Mi-Carême
- 1898 – Théâtre de l'Opéra – Affiche lithographiée en couleurs de Henri Gray pour les bals costumés de l'Opéra[154]
- 1898 – Carnavals parisiens par Louis Morin – Affiche pour la parution du livre de Louis Morin Carnavals parisiens, dessin de Louis Morin, lithographie[155]
- XIXe – Vachalcade, la voilà !!!! la voilà !!!! – Affiche en couleurs de Henri de Toulouse-Lautrec pour la Vachalcade[156]
- XIXe – La Vache enragée – Affiche en couleurs de Henri de Toulouse-Lautrec pour la Vachalcade[156]

- 1921 – Théâtre national de l'Opéra. Grand bal masqué Mi-carême, 1921 – Affiche en couleurs de Leonetto Cappiello[157]

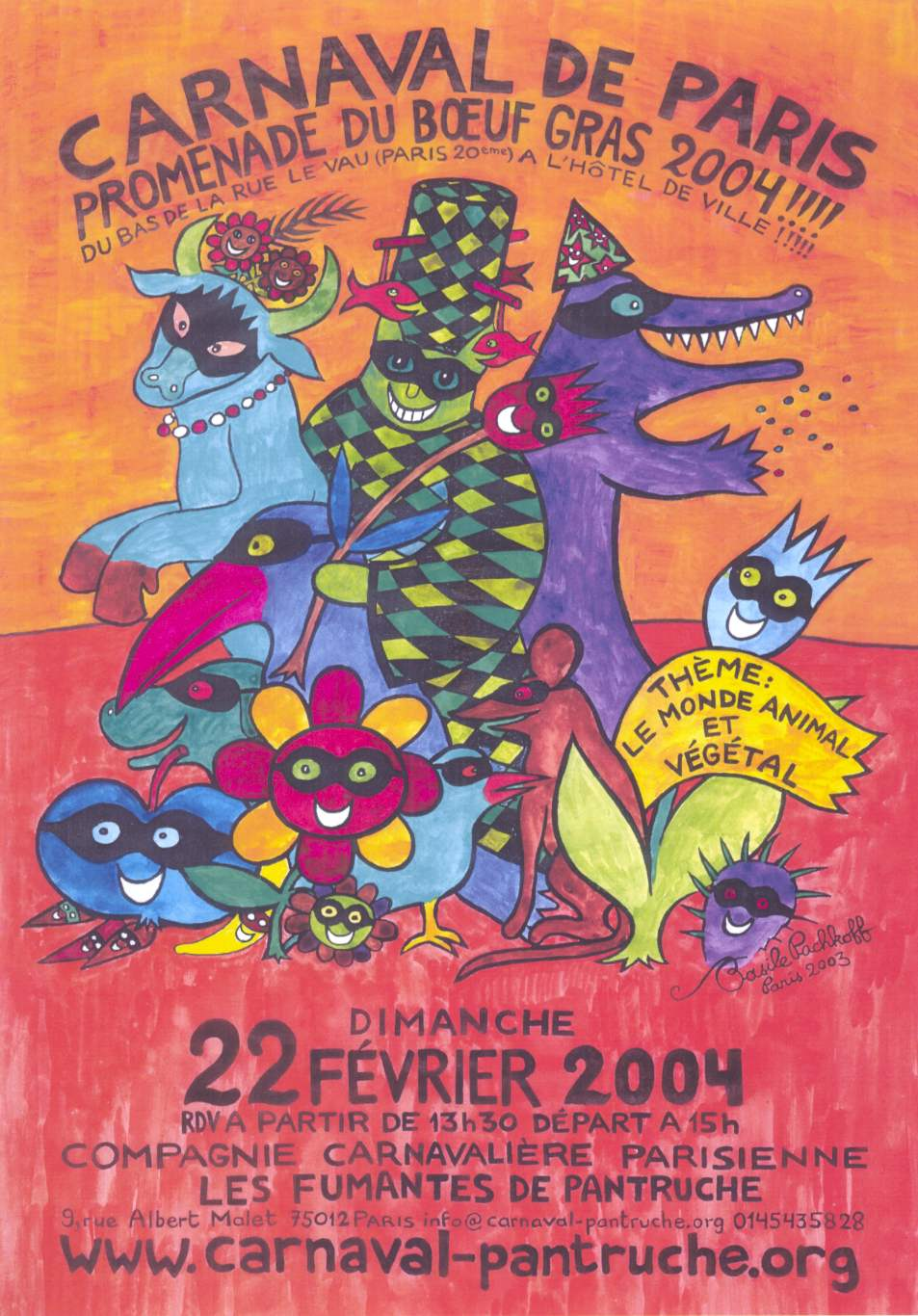
Affiche du Carnaval de Paris 2004 par Basile

1994 – Depuis cette date le Carnaval de Paris a donné lieu à la création d'un certain nombre d'affiches

### Caricatures

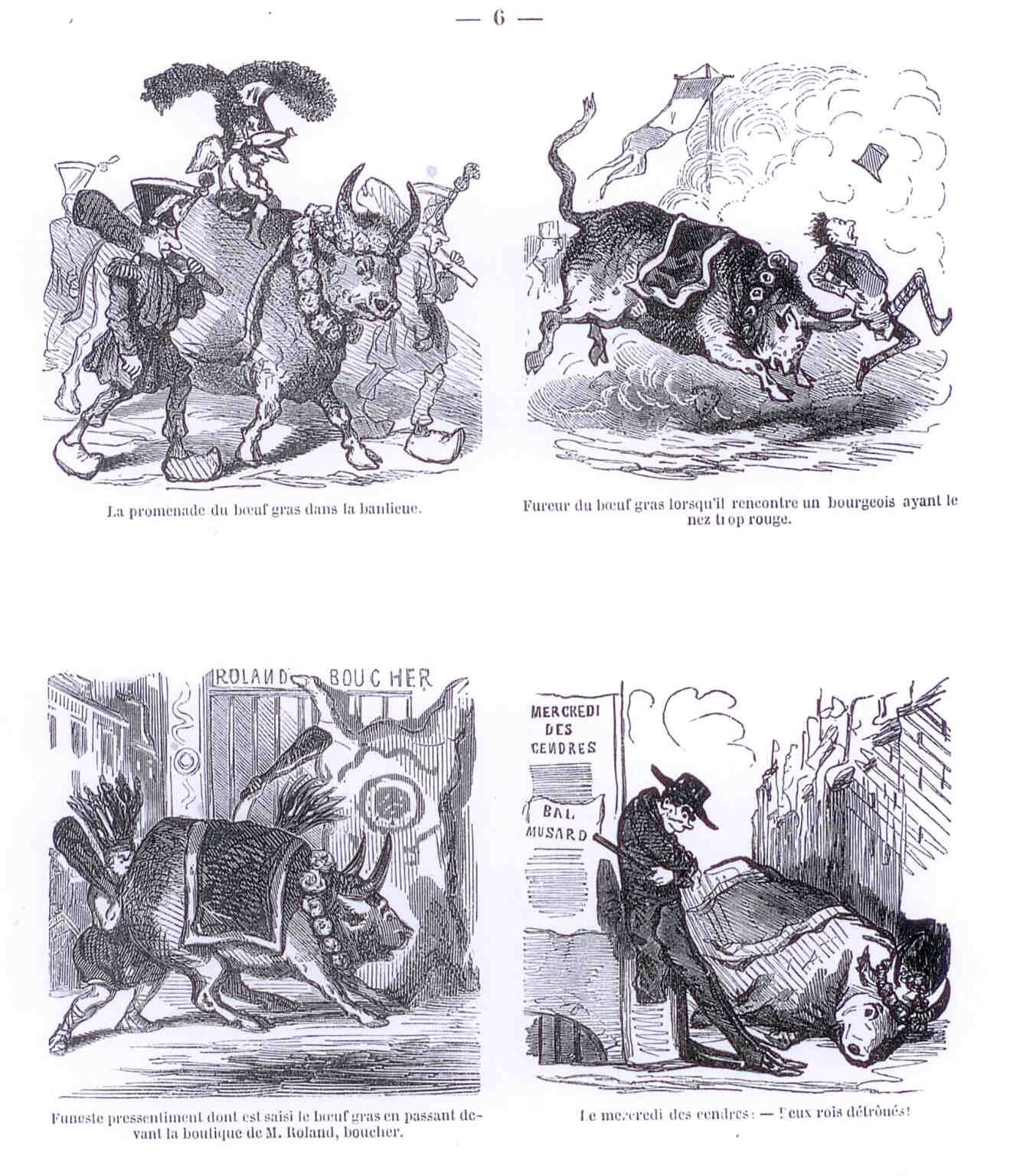
Caricatures de Cham, 1850.

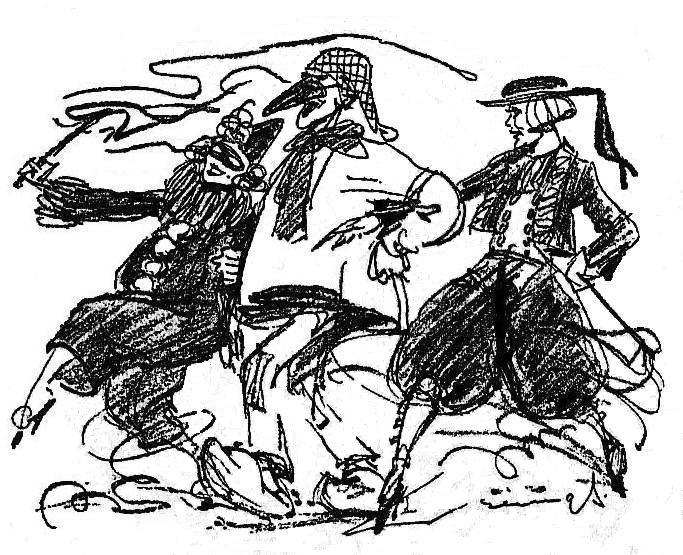
Croquis sur le vif pris à la Mi-Carême 1929 à Paris.

- XIXe siècle – Le Carnaval – Petits albums pour rire à un franc, numéro 5, 1re partie ; numéro 57, 2e partie ; numéro 61, 3e partie ; numéro 67, 4e partie[161]
- 1842 – Physiologie de l'Opéra, du Carnaval, du Cancan et de la Cachucha, par un vilain masque. Ouvrage anonyme, dessins d'Henri Emy[162]
- 1834 – Le Bœuf Gras de 1834 – Parue dans Le Charivari, caricature en fait dirigée contre Louis-Philippe 1er[163].
- 1844 – Catéchisme du Carnaval ou l'art de se dire de gros mots sans se fâcher ni fâcher personne ; répertoire de gaité à l'usage des amis de la joie ; par le secrétaire perpétuel de l'Académie des Badouillards, Flambards, Chicards, Braillards et autres Sociétés buvantes. – Ouvrage illustré par Paul Gavarni et Honoré Daumier[164]
- 1844 – Ordre et marche du cortège – Parodie du placard traditionnel d'annonce du cortège du Bœuf Gras, gravure de Grandville, texte de Taxil Delort[165]
- 1844 – Bal masqué – Gravure de Grandville[166]
- 1849 – Le nouveau cheval de Troie – Dessin de Bertall, gravé par Baulant
- 1850 – Le bal Musard – par Louis Huart, avec 60 vignettes de Cham[167]
- 1852 – En Carnaval – Album de Cham[168]
- 1855 – Au bal masqué – Album de Cham[168]
- 1855 – Sauvage moderne, pour le cortège du bœuf-gras de 1855. – Lithographie aquarellée de Cham[169]
- 1855 – 9 caricatures des compagnons du Bœuf Gras, parues dans La Gazette pittoresque[170]
- 1862 – Au Bal de l'Opéra – Album de Cham[168]
- 1863 – Les Jours gras – Album de Cham[168]
- 1865 – Le Carnaval à Paris – Album de Cham[168]
- 1868 – Tu t'amuses trop ! – Scène du Carnaval de Paris en 1868 vue par Honoré Daumier[21].
- 1869 – Le Bœuf Gras – Image en couleurs par André Gill[171]
- 1869 – Au bal masqué – Gravure de Honoré Daumier[172]
- 1871 – La marche du bœuf gras et la promenade du roi Guillaume dans Paris – Chanson illustrée à chanter sur l'air de la complainte de Fualdès[173]
- 1872 – A propos de bœuf – Planche de dessins humoristiques de G. Lafosse à propos de la suppression du cortège du Bœuf Gras en 1872[174]
- 1885 – La Caricature, numéro sorti au moment de la Mi-Carême[175]
- 1895 – Demandez l'ordre et la marche ! – Caricature en couleurs de Charles Léandre[176]
- 1896 – La Vache enragée – Couverture en couleurs de Henri de Toulouse-Lautrec pour le journal La Vache enragée
- 1896 – Le bœuf gras accueilli au Palais de l'Élysée par le Président de la République – Grand dessin en couleurs de Caran d'Ache[177]
- 1903 – À quoi pense un bœuf gras ? – Page de dessins comiques de Caran d'Ache[39]
- 1903 – Histoire d'un confetti – Page de dessins comiques d'Henriot[178]
- 1906 – Cortège du Mardi-Gras ! – Caricatures en pleine page faites par Radiguet[179]
- 1907 – Souvenir du Mardi Gras – Dessin de Adolphe Willette[180]
- 1907 – Le Bœuf Gras – Caricature d'André Hellé[181]
- 1911 – Le Masque – Dessin de Benjamin Rabier[182]
- 1913 – Lendemain de Mardi Gras – Dessin de Mirande[183]
- 1920 – Pas de bœuf gras. Vous vous contenterez de celui qu'on trouve en boîte... – Dessin humoristique de L. Kern[184]
- 1920 – ...Ni serpentins, ni confetti. Mais les becs de gaz seront voilés de crêpes. – Dessin humoristique de L. Kern[185]
- 1936 – Promenade du Bœuf Gras (19 mars 1936) – Planche dessinée en couleurs, de Marcel Jeanjean[186]

### Chansons

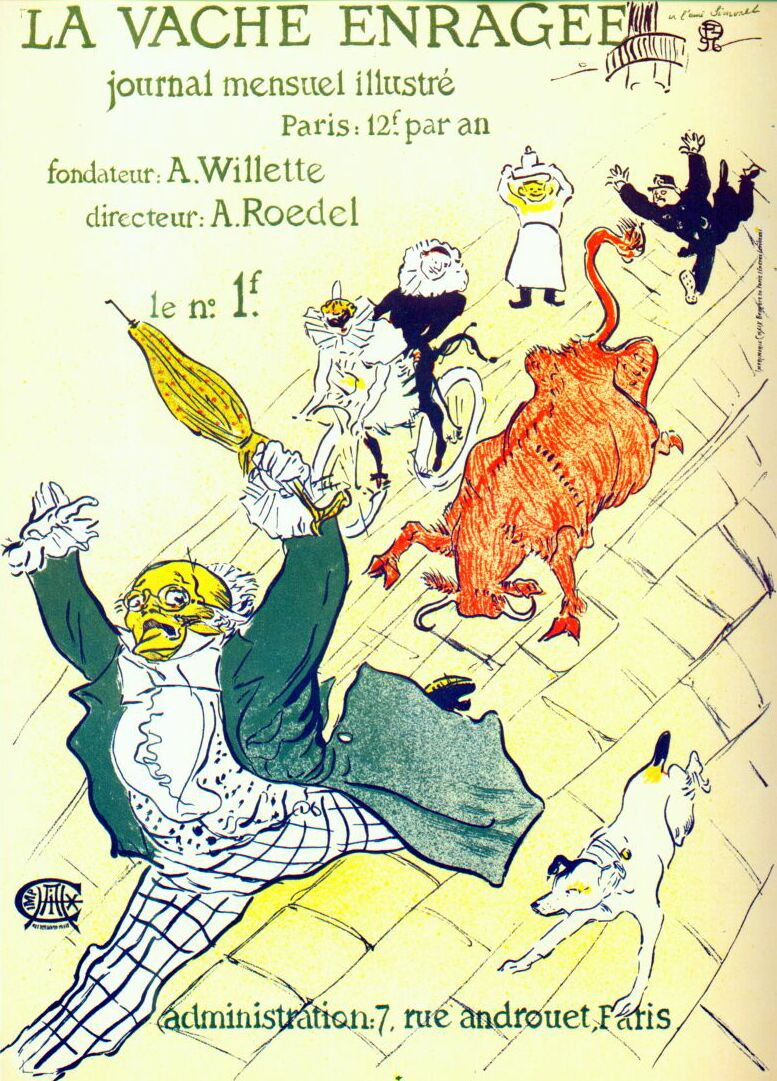
Caricature de Henri de Toulouse-Lautrec pour le journal La Vache enragée, 1896.

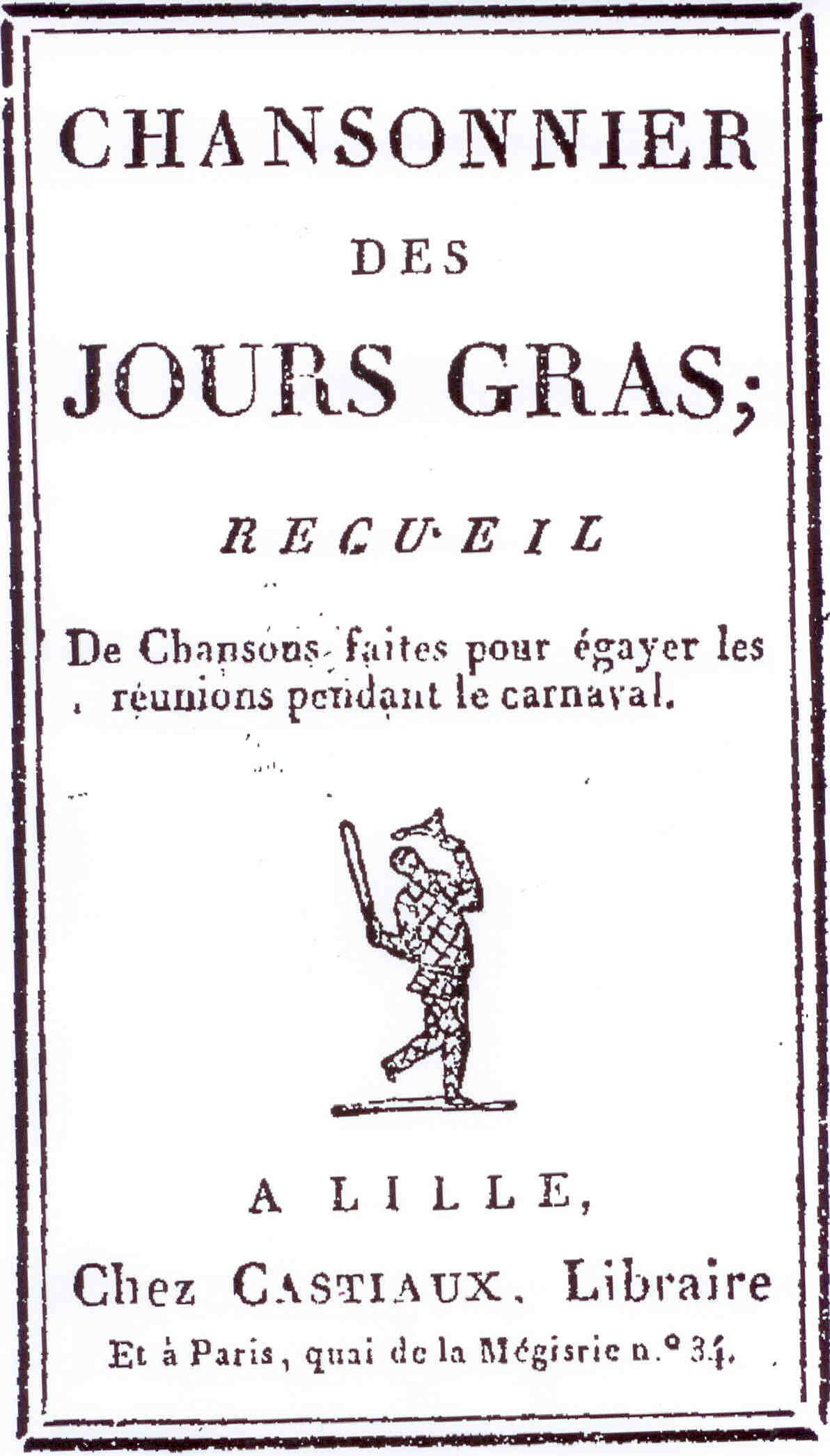
Un recueil de chansons de Carnaval vendu à Lille et Paris en 1819.

Cette liste comprend 88 chansons classées par ordre alphabétique.
- 1840 – Adieux au carnaval de 1840. – Paroles de C. Bordet, sur l'air du Bailleur éternel de Désaugiers[188]
- Vers 1893 – L'Armée du Chahut – Chansonnette, paroles de Georges Delesalle, musique de Émile Galle, créée par Mme Gabrielle Lange à l'Eldorado et Mlle Juliette Perrin à l'Alcazar d'Hiver[189]
- XIXe siècle – Le Bacchanal, ronde chantée dans le Juif-Errant[190]
- 1845 – Le Balcon (mot donné) – Paroles d'Eugène Désaugiers, sur l'air de Parlez-moi d'ça. Le mot donné est un jeu qui se pratiquait notamment dans la célèbre goguette du Caveau. Il consistait à devoir faire sur le champ une chanson sur un mot qui vous était donné. Le septième couplet de cette chanson parle du cortège du bœuf gras[191].
- 1896 – Au bal de l'Opéra – Paroles d'Émile Goudeau[192]
- 1816 – Le bal de l'Opéra ou un tour de carnaval, Pot-pourri anecdotique – paroles de Ourry sur divers airs[193]
- 1847 – Le bal masqué – Paroles de Gustave Leroy sur l'air du Quadrille rococo d'Artus[194]
- XIXe siècle – Le Bal de Musard – Délire, paroles et musique d'Amédée de Beauplan
- 1849 – Les bals de Paris ou Le Carnaval 1849. – Paroles du citoyen Auguste Loynel, sur l'air de Charlotte la républicaine, chanson de Noël Mouret[195]
- Vers 1896 – La Ballade du Bœuf-Gras – Chanson comique, paroles de Léo Lelièvre, musique de Émile Spencer, créée par Reschal à l'Alcazar d'Hiver[196]
- 1859-1864 – Billet d'invitation adressé le matin du mardi-gras à Mam'selle Nini, la brunisseuse d'en face – Paroles de Maxime Guffroy, à chanter sur l'air de : Et quoi, tu dors ! Irma, réveille-toi.[197]
- XIXe – La blanchisseuse de Saint-Ouen. – Chansonnette. Paroles de Zenaïde B., air de la ronde des Gnouf, gnouf chantée au théâtre du Palais-Royal dans le Punch Grassot[198]
- XIXe siècle – Le bœuf gras. Complainte. – Paroles d'Antoine Antignac, à chanter sur l'air de Mon père était pot[199]
- 1893 – Les Blanchisseuses – Chanson. Paroles de Achille Bloch, musique de Louis Raynal[200]
- 1845 – Les Bœufs – Chanson de Pierre Dupont[201]
- 1866 – Les bœufs-gras – Paroles de C. Grou, sur l'air de Mon père était pot[202]
- XIXe – Le Carnaval – Paroles d'Auguste Giraud. À chanter sur l'air de Pomm' de reinette et pomm' d'api, ou sur l'air du Délire bachique, chanson également connue sous le nom de Quand on est mort.
- 1809 – Le carnaval. – Paroles d'Antoine Antignac, à chanter sur l'air de Au temps passé[203]
- 1809 – Le Carnaval. – Paroles d'Antoine Antignac, à chanter sur l'air de Mon père était pot[204]
- 1817 – Le Carnaval. – Paroles de M. Moreau, à chanter sur l'air du vaudeville du Ballet des Pierrots[205]
- 1825 – Le Carnaval – Paroles de Jouslin de la Salle, sur l'air de Ça n'en peut pas[206]
- 1835 – Le carnaval. – Paroles de Jean-Baptiste Gougé, à chanter sur l'air de V'là c'que c'est que d'avoir du cœur[207]
- 1837 – Le Carnaval. – Paroles de Salgat, air de Fourcy : Sur l'onde, ô ma gondole[208]
- 1856 – Le Carnaval. – Paroles de J. Lagarde, chantées sur l'air de Bonjour, mon ami Vincent[209]
- 1861 – Le Carnaval – Paroles de Joseph Evrard, à chanter sur l'air de Ah! cotillon ! cotillon[210] !
- 1850 – Le Carnaval à l’Assemblée Nationale – Chanson de Gustave Nadaud mise sur une musique d'Alexandre Pierre Joseph Doche[211]
- XIXe – Le carnaval commence. – Paroles de J. E. Aubry, air des Barrières de Paris[212]
- 1818 – Le Carnaval de 1818 – Chanson de Pierre-Jean de Béranger sur l'air de A ma Margot du bas en haut[213]
- XIXe – Le carnaval de Paris. – Paroles de Théodore Leclerc (de Paris), air du quadrille des Canotiers de la Seine[214]
- XIXe – Carnaval du Galopin  – Trilogie Carnavalesque, paroles de Ernest Bourget, musique de A. Marquerie[215]
- 1908 – Carnaval parisien, Chansonnette – Paroles de E. Dumont, musique de Francis Popy[216]
- 1826 – Le Carnaval perpétuel – Chanson de Routier sur l'air de Ah ! Voilà la vie.[217]
- XIXe – Causerie d'un bœuf masqué  – Chanson de Maurice Patez[218]
- 1846 – Cent et une petites misères – Le 55e couplet de cette chanson, qui en compte 101, est signé Numa Mercier et parle du Carnaval
- XIXe – C'est pas tous les jours Carnaval – Monologue. Créée par Régiane à l'Eden Concert, paroles de Ch.Maididier, musique de C.Bazin[219]
- 1852 – Le chat de la mère Michel et le bœuf gras de 1852 – Chanson de Léon Guillemin[220]
- 1845 – Complainte sur la mort du grand Chicard – Paroles de Dollet, sur l'air de la Complainte de Fualdès[221]
- 1836 – Concerts et bals de Musard – Épigramme d'Étienne Jourdan, sur l'air de La Boulangère a des écus[222]
- 1870 – Le Conducteur du Bœuf gras – Chanson de Victor dit : Torvic, sur l'air du Conducteur d'Omnibus[218]
- 1895 – Les confetti – Chansonnette, paroles de Jean Meudrot, musique de Georges Hauser, créée par Maréchal à Trianon-Concert, dédiée à Messieurs Borney et Desprez, Innovateurs des Confettis Parisiens
- 1893 – Le Confetti spirale – Chanson de Henri Buguet[223]
- 1867 – Confidences d'un Bœuf gras – Chanson de Maurice Patez[218]
- 1818 – Couplets chantés au banquet du Mardi Gras 1818 – Paroles de Delahoussaye, de la Société des Soirées de Momus, à chanter sur l'air de On dit que j'ai quinze ans[224]
- XIXe – Débardeur et Débardeuse – Duo bouffe, paroles d'Arthur Lamy, musique de A. Lagard.
- 1865 – Débuts du Bœuf gras au théâtre du Châtelet – Paroles de Clairville sur l'air de Je veux revoir ma Normandie[225]
- 1866 – La déesse du Bœuf gras – Chantée par Mlle Thérésa à l'Alcazar, paroles de Élie Frébault, musique de Paul Blaquière, « dédié à mon ami Jules Noriac »[226]
- 1870 – Dernières volontés du Bœuf gras – Chanson d'Aubry[218]
- XIXe – La descente de la Courtille – Scène de Carnaval, paroles de Ernest Bourget, musique de Joseph Vimeux, chantée par Achard au théâtre du Palais-Royal[227]
- 1823 – Les Dieux à la Courtille – Pot pourri de Carnaval, paroles de Paul Émile Debraux[228]
- 1866 – Dieux et Déesses du Bœuf Gras – Chanson d'Alexis Dalès, dédiée à Timothée Trimm, à chanter sur l'air de la Femme à barbe[229]
- XIXe – Le Domino rose. – Historiette chantée par Mme Meillet du Théâtre lyrique. Paroles et musique de Edmond Lhuillier[230]
- XIXe – Les enfants du carnaval – Paroles de J.-E. Aubry, sur l'air des Pompiers de Nanterre[231]
- 1906 – En recevant des confettis – Paroles et musique de Henri Bachimont[232]
- 1906 – La fin du mardi gras – Paroles d'Albert Vacher, sur l'air de Bacchanal d'Amédée Artus[233]
- 1848 ou 1849 – Du fouet à tous ces gros chiens-là ! ou Le bœuf gras de 1849, Carnaval Politique, Satyrique et Travesti. – Paroles de L. C., sur l'air de Dans un grenier qu'on est bien à vingt ans[234]
- XIXe – Les garçons de lavoir – Paroles de Louis Gabillaud et Frédérique Corbié, musique d'Émile Duhem
- 1867 – La Grande colère du Bœuf gras – Chanson signée Zénaïde Z... (chanson contre l'hippophagie)[218]
- XIXe – Histoire de Carnaval – Chansonnette comique, paroles de E. A. D., musique d'Hervé, chantée par Mlle Lasseny à l'Eldorado
- 1845 – Le Jeûne après les Jours gras – Chanson de Chartrey, sur l'air de la Treille de la sincérité[235]
- 1856 – Un jour de Carnaval – Paroles d'Ernestine Rabineau, sur l'air de Ma petite, monte vite[236]
- 1865 – Les lamentations du bœuf gras – Chanson d'Alexis Dalès[218]
- 1848 – Louis-Philippe ou le Bœuf Gras détrôné – Paroles anonymes, sur l'air des Bœufs[237]
- 1845 – Maigre chanson sur le Bœuf gras – Paroles de Justin Cabassol, sur l'air de Ma grand'mère, un soir, à sa fête de Pierre Jean de Béranger[238]
- 1866 – Malheur au vainqueur – Paroles de Louis Protat, sur l'air du Petit bouton d'or. Le deuxième couplet parle du cortège du bœuf gras[239]
- 1852 – Manlius, le Bœuf gras – Paroles de Justin Cabassol, sur l'air de J'arrive à pied de province[240]
- XIXe – La Marche des Blanchisseuses ou Pan, pan ! – Paroles de J. Marquette, musique d'Émile Spencer[241]
- 1871 – La marche du bœuf gras et la promenade du roi Guillaume dans Paris – Chanson illustrée à chanter sur l'air de la complainte de Fualdès[242]
- 1816 – Le Mardi-Gras – Chanson extraite du Chansonnier de la Mère Radis rédigé par « C. M. l'un des secrétaires intimes de Cadet Buteux »[243]
- 1852 – Le mardi gras – Paroles de J. Lagarde sur l'air de : C'est le biau Thomas[244]
- Mardi Gras – Chanson traditionnelle d'Île-de-France. Cette chanson commence par Mardi Gras avait souliers de papier. et se termine par Bonhomme de papier : trop vite tu t'en vas !
- 1792 – La Marseillaise de la Courtille – Hymne carnavalesque attribué à Antoine d'Antignac ou Michel-Jean Sedaine[245]
- 1838 – Le Masque – Boléro, paroles de Burat de Gurgy, musique de A. Lamnière[246]
- 1858 – Les masques – Paroles de Auguste Giraud, sur l'air de la Treille de la sincérité[247]
- 1829 – Mes jours gras de 1829 – Paroles de Pierre-Jean de Béranger, sur l'air de Dis-moi donc, mon p'tit Hippolyte[248]
- 1824 – La mi-carême. – Paroles de P.-M. France, sur l'air du Vaudeville de Fanchon la vielleuse[249]
- XIXe – Mon Carnaval – Paroles de Pierre-Jean de Béranger sur l'air de : Ainsi jadis un grand prophète ou sur l'air des Chevilles de maître Adam[250]
- 1855 – Monsieur Février – Paroles de Justin Cabassol, sur l'air de Tu n'auras pas, petit polisson[251]
- 2003 – Pimprenelle – Paroles et musique de Agnès Lecour
- XIXe – Pingot au bal Musard – Chansonnette comique de E. Bourget[252]
- XIXe – Les Plaisirs du Carnaval – Joyeuseté, paroles de F. Baumaine et Ch. Blondelet, musique de Hervé, chantée par Mlle Lafourcade à l'Eldorado
- 1868 – Plus de carnaval – Paroles d'Alexandre Flan sur l'air de la liberté des théâtres d'Hervé[253]
- 1910 – La Promenade du Bœuf Gras. Chanson-marche carnavalesque. Paroles de K. Le V. Musique de Paul Darthu[254]
- 1906 – En recevant des confettis – Paroles et musique d'H. Bachimont[255]
- Vers 1891 – La Reine des blanchisseuses ou La Reine des Reines – Chansonnette, paroles de A. Poupay, musique de Émile Spencer, créée par Mlle Valti à la Scala
- XIXe – Les reines de Mabille – Paroles de Gustave Nadaud, musique d'Auguste Pilati
- 1895 – Le Retour du Bœuf Gras – Chantée par Reschal à l'Alcazar d'Hiver, paroles de Charles Lamour, musique de Émile Spencer[256]
- 1865 – Le testament du bœuf gras – Chanson du goguettier Arthur Halbert d'Angers sur l'air du Jus de la Treille[257]
- XIXe – Le Triomphe de Mardi gras – Paroles de Pierre Colau, à chanter sur l'air Ah ! hi, povero Calpigi (autrement dit : l'air de Calpigi)[258]
- XIXe – V'là c' que c'est que l' carnaval – Chanson de Désaugiers[16]

### Le Carnaval en chansons
Le Carnaval de Paris est l'occasion de lancer des chansons, comme à la Mi-Carême 1926. Le 6 mars, on lit dans le journal Comoedia :
« M.Castel, des Folies-Bergère, créera La Cocotte à sa mère, qui sera la chanson de la Mi-Carême 1926. »
La même année, existait une chanson officielle du Carnaval de Nice.

### Films

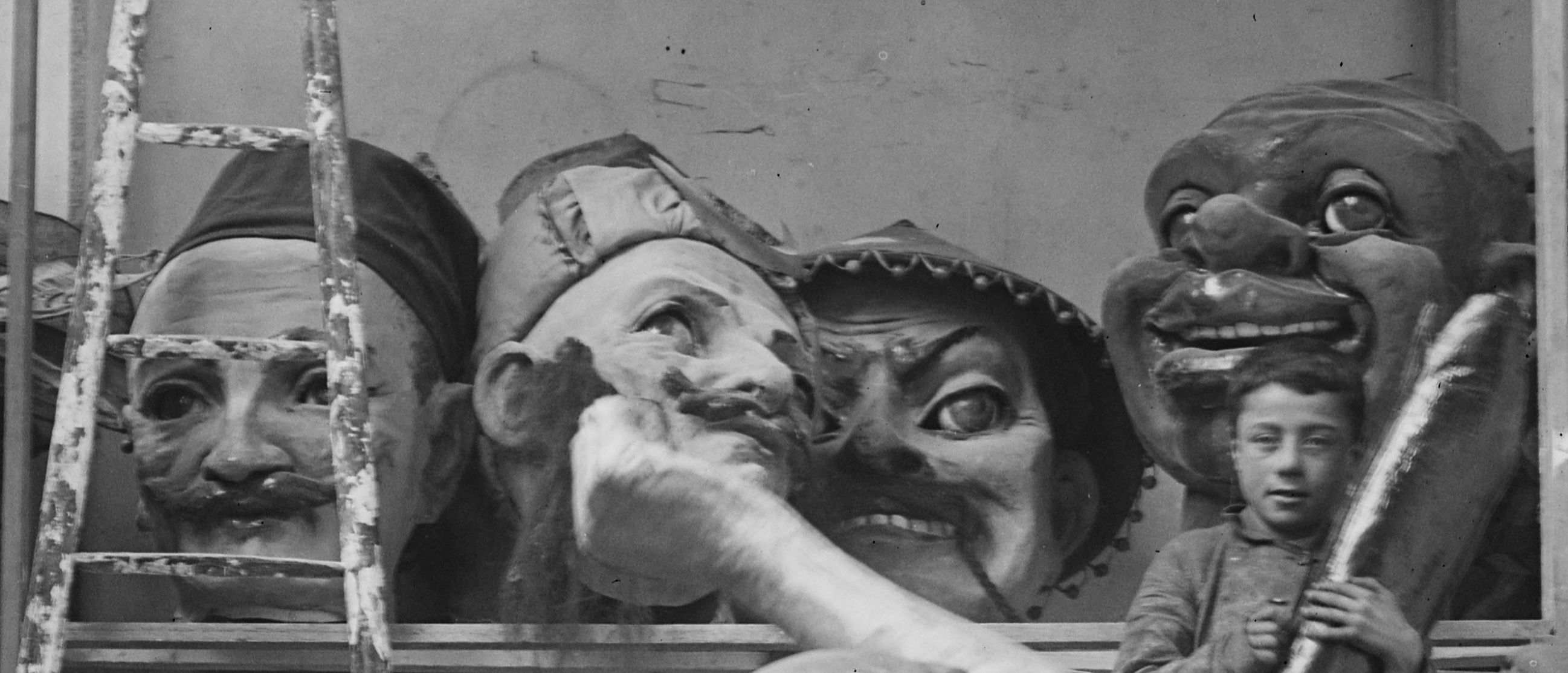
Grosses têtes du Carnaval de Paris photographiées en 1912.

- Filmographie du Carnaval de Paris.

### Géants et grosses têtes
Des géants et des grosses têtes ont participé et participent au Carnaval de Paris. Nombre d'entre eux sont visibles sur la base Commons de Wikipédia : Géants du Carnaval de Paris.

### Œuvres littéraires

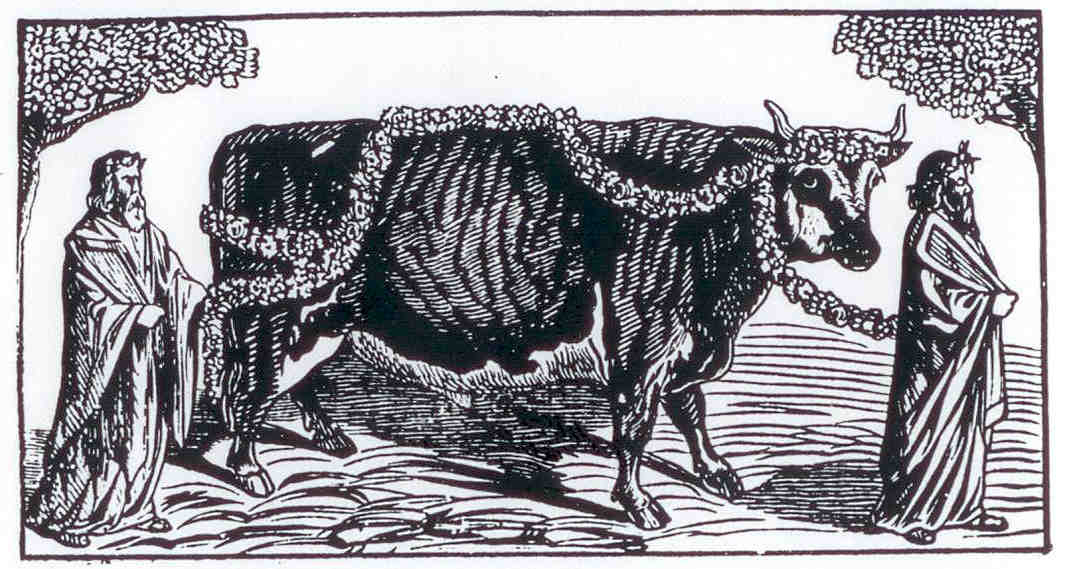
Image ornant le programme du Bœuf Gras 1854.

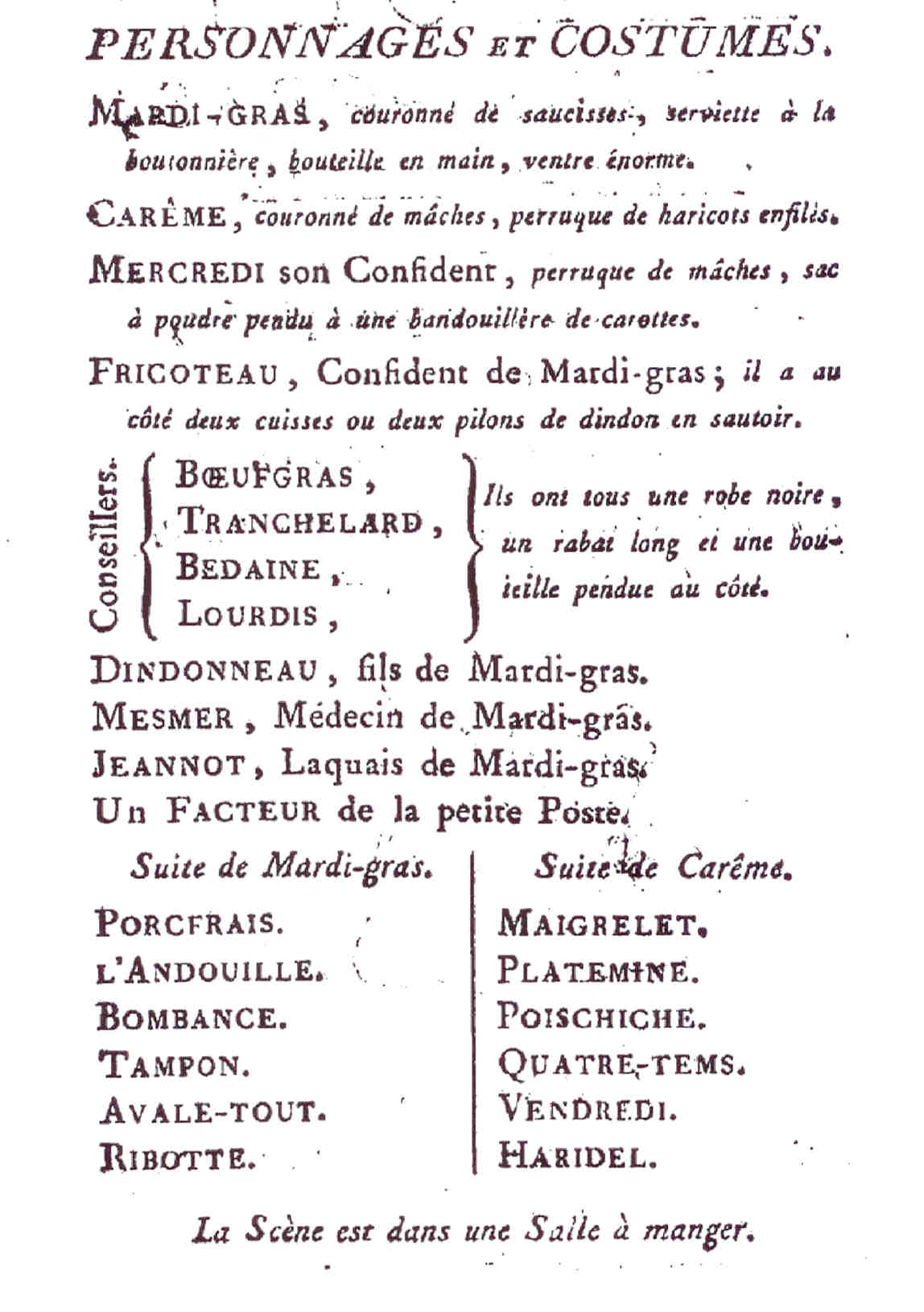
1809 – Fonpré de Fracansalle, distribution pour La mort de Mardi-Gras, tragi-comédie ou Comédie faite pour pleurer, ou tragédie pour rire. En un acte et en vers, par des membres de l'Académie de Cocagne.

Le Carnaval de Paris a inspiré des poètes, écrivains, auteurs de théâtre :
- 1511 – Jeu du prince des Sots et de la Mère-Folle. – Joué aux Halles de Paris le Mardi Gras 1511[262] ;
- 1649 – Plainte du Carnaval et de la foire S. Germain, en vers burlesques. – Édité chez Claude Huot, Paris[263] ;
- 1650 – Le carnaval des princes au bois de Vincennes. - À Paris, M. DC. L[264] ;
- 1696 – La suite de la Foire Saint-Germain ou Les Momies d'Égypte – Comédie de Jean-François Regnard[265] ;
- XVIIIe siècle – Le carnaval du Parnasse, ballet héroïque, aux dépens de l'Académie française, de Louis Fuzelier[266] ;
- XVIIIe – Les divertissements du carnaval, slnd[267] ;
- 1702 – Le Bal d'Auteuil – Pièce de théâtre de Nicolas Boindin[268] ;
- 1712 – Écriteaux des fêtes parisiennes données au public par la grande troupe des danseurs de corde du Jeu de paume d'Orléans, à la foire Saint-Germain, au mois de février 1712 – Pièce de théâtre[269] ;
- 1727 – Le Tour de Carnaval – Comédie en 1 acte et en prose d'Allainval[270] ;
- 1731 – Le Tour de Carnaval – Comédie en 1 acte et en prose de Charles-François Panard ;
- 1735 – Les ennuis du Carnaval – Comédie en vers, en 1 acte, par Jean-Antoine Romagnesi et Antoine-François Riccoboni[271] ;
- 1738 – Les divertissements du Carnaval, au mandarinat de l'abbé G***[272] ;

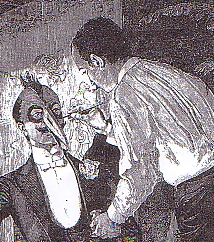
Préparatifs d'une soirée de têtes au Carnaval de Paris en 1891.

- 1755 – Folette ou L’enfant gâté, Parodie du Carnaval & la folie par M. Vadé. Représentée pour la première fois sur le théâtre de l’opéra-comique de la Foire S. Laurent, le 6 septembre 1755[274].
- 1767 – La mort du bœuf gras. Tragédie comique. Suivie d'un divertissement. – de Toussaint-Gaspard Taconet[275] ;
- 1774 – Épître à F..... André pour l'inviter à venir faire la mi-carême sur feu M. Le Duc conseiller au Parlement – Texte anonyme[276] ;
- 1777 – Bal de l'Opéra – Comédie en un acte et en prose du Chevalier du Coudray (Alexandre Jacques du Coudray[277]) ;
- XIXe siècle (?) – Bœuf-gras, Philippique sur le projet de mise à mort de ce divin animal[278] ;
- 1802 – Caroline Wulet Ésope au bal de l'Opéra, ou Tout Paris en miniature. Dédié à ceux qui se reconnaîtront[279] ;
- 1809 – La mort de Mardi-Gras, tragi-comédie ou Comédie faite pour pleurer, ou tragédie pour rire. En un acte et en vers, par des membres de l'Académie de Cocagne – Par Fonpré de Fracansalle[10] ;
- 1809 – A un joli masque, le lendemain du bal de l'opéra – Épigramme d'Antoine Antignac[280] ;
- 1810 – Une soirée de Carnaval – Vaudeville en 1 acte, texte de Charles-Augustin de Bassompierre dit Sewrin[281] ;
- 1812 – Le Procès du Carnaval – Comédie de Du Verdier[282] ;
- 1814 – Le Carnaval – Fable de Louis-François Jauffret, en latin avec sa traduction française[283];
- 1816 – Brusquet, fou de Henri II ou le Carnaval de 1556 – Comédie en 3 actes, d'un auteur resté anonyme[284]
- 1817 – Faut-il rire, faut-il pleurer, ou Les aventures de Bobêche au dernier bal de l'Opéra, Suivie de sa provocation en duel au bois de Boulogne[285] ;
- 1821 – Gueule d'airain, père de Gueule d'acier, aïeul de Riche en Gueule. Recueil contenant des Engueulements poissards, Saillies, Réparties, Épigrammes, Couplets, Refus, Calembourgs, Jeux de mots des premiers engueuleurs de la capitale, dérobés à droite et à gauche. – Par M. Lagobe, Flâneur de chez Denoyé, Dédié aux malins de la capitale (contient, entre autres, les apostrophes à un Pierrot, un Arlequin, une voiture de masques[286]) ;
- 1830 – Le Carnaval et marche burlesque du bœuf gras – Avec 24 dessins de MM. Seigneurgens et Achile Giroux, gravés par Porret, texte par « un Professeur de philosophie de l'Académie d'Yvetot ». Sans mention d'éditeur si ce n'est : Paris, chez tous les marchands de nouveautés ;
- 1830 – Tristine – Parodie en trois actes de Jules[287] ;
- 1831 – La Descente de la Courtille – Pièce de théâtre de Théophile Marion Dumersan ;
- 1831 – M. Mahieux au bal de l'Opéra – Article de Honoré de Balzac[288] ;
- 1833 – Le bal costumé[289] – Récit autobiographique d'Alexandre Dumas[290] ;
- 1836 – Le Commis-voyageur ou Un tour de carnaval – Folie-vaudeville en 1 acte de Delestre et Mélesville[291] ;
- 1838 – La Reine de Blanchisseuses – Pièce de théâtre de Rougemont, Hennery et Granger[292] ;
- 1838 – Un carnaval d'ouvriers – Vaudeville en 2 actes, par M. Didier[293] ;
- 1839 – Le bœuf gras – Texte de Gérard de Nerval[294] ;
- 1839 – Les Trois Bals – Vaudeville en trois actes de Jean-François-Alfred Bayard[295] ;
- 1841 – Physiologie des bals de Paris par Chicard et Balochard, dessins par MM. Lacoste et Kolb[296] ;
- 1842 – Physiologie de l'Opéra, du Carnaval, du Cancan et de la Cachucha, par un vilain masque. Ouvrage anonyme, dessins de Henri Emy[162] ;
- Entre 1842 et 1848 – Le Bœuf enragé – Pièce de théâtre présentée au Théâtre des Funambules[297] ;
- 1843 – Foliquet – Vaudeville en un acte de MM. Laurencin et Paul Duport[298] ;
- 1843 – La nuit du mardi-gras – Tableau de carnaval, en deux parties[299] ;
- 1843 – Les soupers de carnaval – Folie mêlée de couplets de MM. Duvert, Varin et Paul de Kock[300] ;
- 1843 – La veille, le jour et le lendemain du mardi-gras. – Pièce en trois actes de Clairville et Guénée[301] ;
- 1844 – Catéchisme du Carnaval ou l'art de se dire de gros mots sans se fâcher ni fâcher personne ; répertoire de gaité à l'usage des amis de la joie ; par le secrétaire perpétuel de l'Académie des Badouillards, Flambards, Chicards, Braillards et autres Sociétés buvantes. – Ouvrage illustré par Paul Gavarni et Honoré Daumier[302] ;
- 1844 – Lettre première – Le carnaval... – Texte de Madame Émile de Girardin, née Delphine Gay[303] ;
- 1845 – Le bœuf gras – Vaudeville en deux actes de Paul de Kock[304] ;
- 1845 – Le bœuf gras – Article de Gérard de Nerval paru dans le journal L'Artiste[305] ;
- 1845 – Le Roi Chicard – Texte de Marc Fournier[306]
- 1845 – Le dernier carnaval de Chicard suivi de son abdication et de son allocution au peuple frrrancé ! – Épopée carnavalesque de Ernest Bourget, musique de A. Marquerie suivie de la Scie funèbre exécutée sur la tombe du masque Chicard[307] ;
- 1846 – Mascarades – Poème de Théodore de Banville[308] ;
- 1847 – Le Carnaval à Paris – Poème en 18 strophes d'Armand Barthet[309] ;
- 1850 – Le bal Musard – par Louis Huart, avec 60 vignettes de Cham[167] ;
- 1852 – A la Mi-Carême – Poème d'Alfred de Musset[310],[311] ;
- 1852 – Lettre à M. de Lamartine – Poème de Alfred de Musset, à propos d'un chagrin d'amour survenu au moment et en plein Carnaval[311] ;
- 1854 – Le Carnaval partout – Vaudeville de Clairville et Bernard Lopez[312] ;
- 1856 – Un carnaval de Paris – Pièce de théâtre de Joseph Méry ;
- 1857 – Un Mardi-Gras à Saint-Cloud – Poème contre le Carnaval de Paris, de Pierre Véron[313] ;
- 1858 – Trois nourrissons en carnaval – Folie-vaudeville en trois actes de Eugène Hugot et Paul Boisselot ;
- 1859 – Bastien n'est plus ! Adieu ses bottes et sa culotte, Scène comique du carnaval de 1859 – Par Boucher[314] ;
- 1859 – Le Carnaval des blanchisseuses – Vaudeville en quatre actes de Eugène Hugot et Paul Boisselot ;
- 1860 – L'Ordre et la Marche du Bœuf gras – Grande pièce de carnaval[315] ;
- 1861 – La mariée du Mardi-gras – Vaudeville d'Eugène Grangé et Lambert-Thiboust ;
- 1861 – Le testament du carnaval – Petit texte de Pierre Véron en forme de saynète[316] ;
- 1862 – Le carnaval des gueux – Folie-vaudeville en trois actes et cinq tableaux de Eugène Hugot et Émile Abraham[317] ;
- 1862 – Dans son roman Les Misérables, Victor Hugo décrit le Carnaval de Paris en 1833[124] ;
- 1865 – Prologue d'Henriette Maréchal – Prologue en vers de Théophile Gautier pour un drame en trois actes de MM. Edmond et Jules de Goncourt[318] ;
- 1866 – Mille francs de récompense – Pièce de théâtre de Victor Hugo[319] ;
- 1866 – La Lanterne magique, Grande revue de l'année – Par Clairville, A. Monnier et E. Blum : au 10e tableau défile le Bœuf Gras l'Événement qui a participé à la Promenade du Bœuf Gras 1866 ;
- 1866 – Débuts du Bœuf gras au théâtre du Châtelet – Chanson, paroles de Clairville sur l'air de Je veux revoir ma Normandie[320] ;
- 1866 – Les Déesses du bœuf gras, folie de carnaval en 3 actes – Donnée au théâtre Déjazet en février 1866[54] ;
- 1866 – La Déesse du bœuf gras, folie carnavalesque en 2 tableaux – par Élie Frébault et Alphonse Lemonnier[321] ;
- 1868 – Le Carnaval d'un merle blanc – Comédie-vaudeville en trois actes, livret de Henri Chivot et Alfred Duru, musique de Charles Lecoq[322] ;
- 1868 – Un faux né en carnaval – Folie-mascarade de E. Marquet et A. J. R. Delbès[323] ;
- 1870 – La promenade du bœuf gras – Poésie de Arthur de Boissieu[324] ;
- 1870 – Le Bal de l'Opéra. Clara. Suzanne Donon – Par Alfred de Bréhat[325] ;
- 1873 – Mes crêpes – Poésie de Maxime[326] ;
- 1874 – La mi-carême – Vaudeville en un acte de Henri Meilhac, Ludovic Halévy, publié par Calmann-Lévy[327] ;
- 1875 – Mi-Carême – poème de Raoul Fauvel[328] ;
- 1875 – Un carnaval de Paris – Roman de Joseph Méry[329] ;
- 1876 – Minerve déesse du Bœuf-Gras – Petit récit mélancolique de Pierre Véron[330] ;
- 1880 – En carnaval – Poème de Albert Mérat[331] ;
- 1881 – Mardi-Gras – Poème de Gustave Le Vavasseur[332] ;
- 1882 – Fini de rire – Chronique de Guy de Maupassant, publiée dans Gil Blas[333] ;
- 1883 – Mascarades – Texte de Théodore de Banville[334] ;
- 1885 – Bals masqués – Texte de Francis Enne[335] ;
- 1886 – Mi-Carême – Poème de Gustave Le Vavasseur[336] ;
- 1890 – À la Mi-Carême – Conte de L. Roger-Milès[337] ;
- 1892 – Premier-Paris – La reine des blanchisseuses de la Mi-Carême parisienne apparaît dans cette revue comique d'Albert Millaud et Charles Clairville[338] ;
- 1893 – Aux étudiants pour leur Cavalcade de la Mi-Carême – Poème de François Coppée[339] ;
- 1893 – La Mi-Carême de M. Beauriflard – Fantaisie carnavalesque en un acte, paroles d'Adolphe Moullet, musique de Lust[340] ;
- 1894 – Aux Étudiants. Pour la Mi-Carême de 1894 – Poème de François Coppée[341] ;
- 1895 – Mi-Carême – Texte de Georges Clemenceau, dans le chapitre Les spectacles, de son livre Le Grand Pan[342] ;
- 1895 – La Revue carnavalesque – Petit texte comique de Paul Ferrier consacré à la spirale (serpentin) et au confetti[343] ;
- 1895 – Saynètes et Monologues, Dans le Monde (pour la Mi-Carême) – Poème de Jacques Normand[344] ;
- 1896 – La mort du dernier bœuf gras – Petit texte comique de Graindorge[345] ;
- 1896 – Au bœuf gras – Poème de Achille Millien, illustré par Ducoudray[346] ;
- 1896 – Merci – Poème de Marc Legrand[347] ;
- 1897 – Chronique pour la Mi-Carême – Poème de Léon Roger-Milès[348] ;
- 1897 – La Gaîté du temps présent, Odelette au prince Carnaval – Poème de Léon Roger-Milès[349] ;
- 1897 – Les Conffetti – Poème de René Faralicq[350] ;
- 1898 – Chanson du confetti – Poème de Vulcain[351] ;
- 1899 – Le Monsieur qui a horreur des Confetti – Poème de Raoul Ponchon ;
- 1899 – Le Masque – Nouvelle de Guy de Maupassant[352] ;

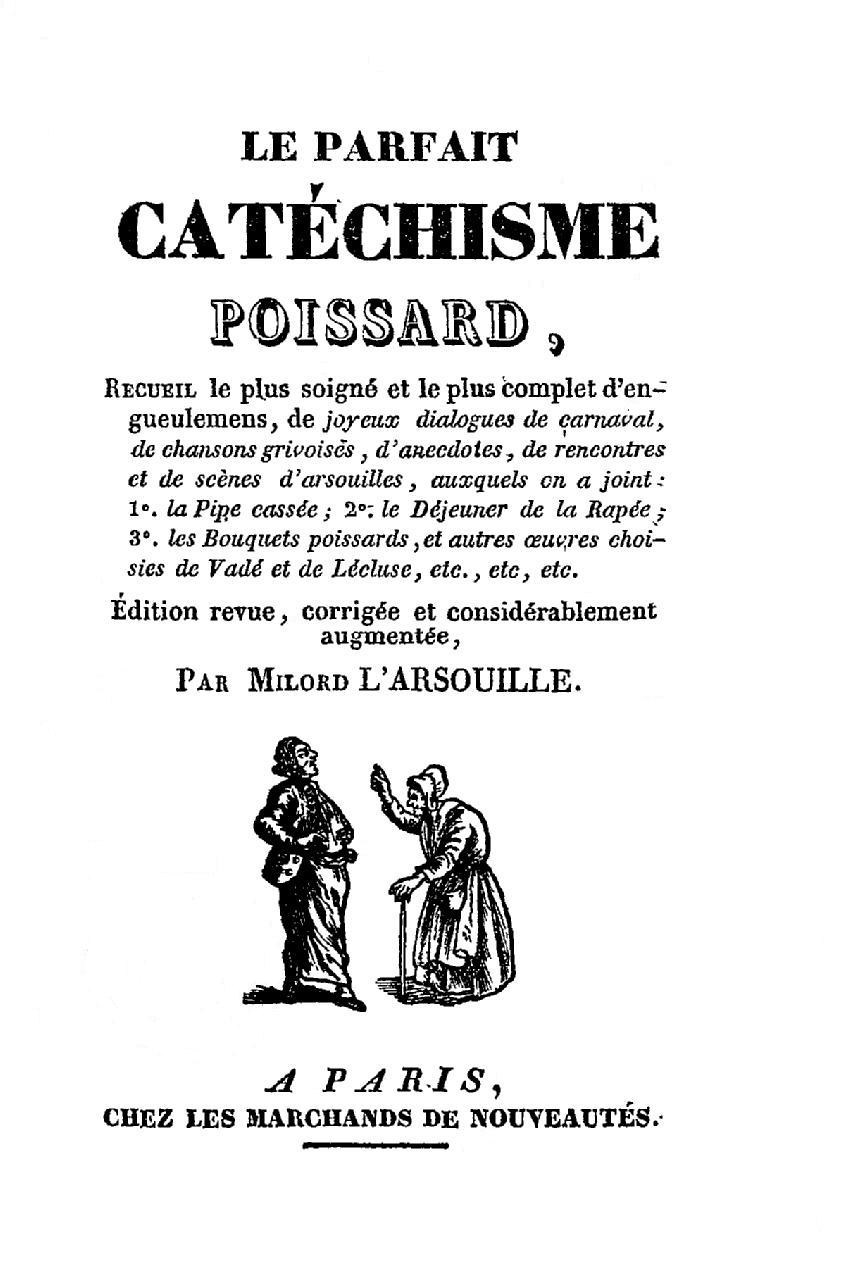
Catéchisme poissard XIXe siècle.

- XIXe siècle – Le parfait catéchisme poissard, Recueil le plus soigné et le plus complet d'engueulements, de joyeux dialogues de carnaval, de chansons grivoises, d'anecdotes, de rencontres et de scènes d'arsouilles, auxquels on a joint : 1°. la Pipe cassée ; 2°. le Déjeuner de la Râpée ; 3°. les Bouquets poissards, et autres œuvres choisies de Vadé et de Lécluse, etc., etc, etc. Édition revue, corrigée et considérablement augmentée, par Milord L'Arsouille – À Paris, chez les marchands de nouveautés[353] ;
- XIXe – Le Bœuf gras, poëme héroï-comi-tragique, – par Ch. Audigé de Preuilly[354] ;
- XIXe – Mardi-Gras, Tragédie pour rire, en un acte et en vers. Parodie de la Mort de César, par Voltaire. – Pièce de théâtre anonyme[355] ;
- XIXe – Carnavalia et Carêmiana, ou variétés sur le carême et le carnaval, bons mots, anecdotes plaisantes, chansons, etc. Ornés d’une scène de carnaval. – A Bacchopolis ; et à Paris, chez les marchands de nouveautés, s.d. (antérieur à 1812 d’après Gay-Leymonyer, I-483) ; in-16 ; 122 pages et frontispice gravé dépliant ;
- XIXe – Travestissements – Poème de Charles Monselet[356];
- XIXe – Une intrigue au bal de l'Opéra – Poème de Charles Monselet[357] ;
- XIXe – Bœufs gras – Poème de Charles Monselet[358] ;
- XIXe – Le mardi gras en famille – Poème de Charles Monselet[359] ;
- XIXe – Conte de carnaval – Poème de Charles Monselet[360] ;
- XIXe – Les Mystères du carnaval – Vaudeville de Clairville[361] ;
- XIXe – Œil du commodore – Fantaisie de William Busnach donnée au Théâtre des Variétés, mettant en scène un rêve de Cham dans lequel il lui avait semblé retrouver un de ses oncles passé, grâce à la métempsycose, dans le corps du bœuf gras[362] ;
- XIXe – Le Bœuf gras et son compagnon – Fable de Pierre Lachambeaudie[363] ;
- 1902 – À la Reine des Reines (Mi-Carême 1902) – Poème d'Eugénie Casanova[364] ;
- 1903 – Sans Mère ! – Pièce de théâtre en cinq actes et six tableaux, de Michel Carré et Georges Mitchell où apparaît la cavalcade des blanchisseuses pour la Mi-Carême[365] ;
- 1903 – Mi-Carême, Sonnet réaliste – Poème d'Abel d'Avrecourt[366] ;
- 1904 – Rondel du bœuf gras – Poème de Georges Gillet[367] ;
- 1905 – Conte de la Mi-Carême – Petit récit de René Duguet[368] ;
- 1906 – Masque rose – Poème de Pierre Trimouillat[369] ;
- 1907 – Carnaval des fiers gueux – Poème de P. Handren[370] ;
- 1911 – Dans La Revue du Centenaire de la Bibliographie de la France donnée fin 1911 à Paris, un rondeau chanté sur l'air de La Valse de la corde sensible, célèbre toutes les formes et espèces de papier, dont le confetti et le serpentin[371] ;
- 1912 – La reine et la vie – Petit texte de Georges Pioch[372] ;
- 1914 – Dialogue des bœufs gras – Dialogue comique de Louis Sonolet[373] ;
- 1920 – Raoul Ponchon mentionne le Bœuf Gras dans son poème L'intrépide vide-bouteilles[374] ;
- 1921 – Le Costume du Petit Jacques, histoire vraie – Conte de Edmond Rostand ;
- 1921 – L'homme qui vint... – Roman de Louis-Frédéric Rouquette Où l'auteur transpose la cavalcade de Paris, un 14 juillet 1914[375] ;
- 1922 – Reine des Reines, roman dramatique – Roman-feuilleton de Maxime La Tour[376] ;
- 1922 – On élit des reines ! – Poème de Georges Delaquys[377] ;
- 1925 – Reine de Mi-Carême – Poème à dire de Juliette Jourdan[378] ;
- 1929 – Après le passage de la cavalcade – Texte de deux pages de Georges de la Fouchardière[379] ;
- 1931 – Tentative de description d'un dîner de têtes à Paris - France – Poème de Jacques Prévert[380] ;

### Œuvres musicales

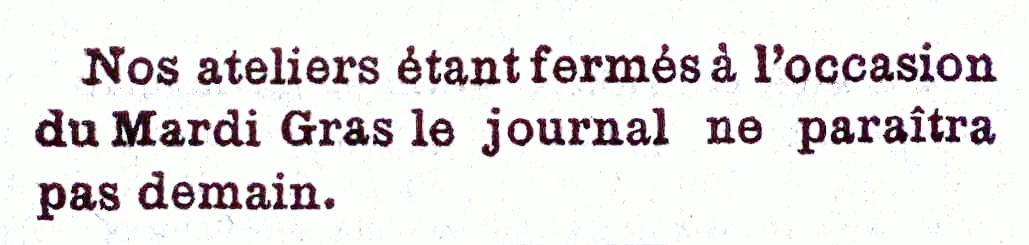
Le Constitutionnel, Mardi Gras 10 mars 1891.

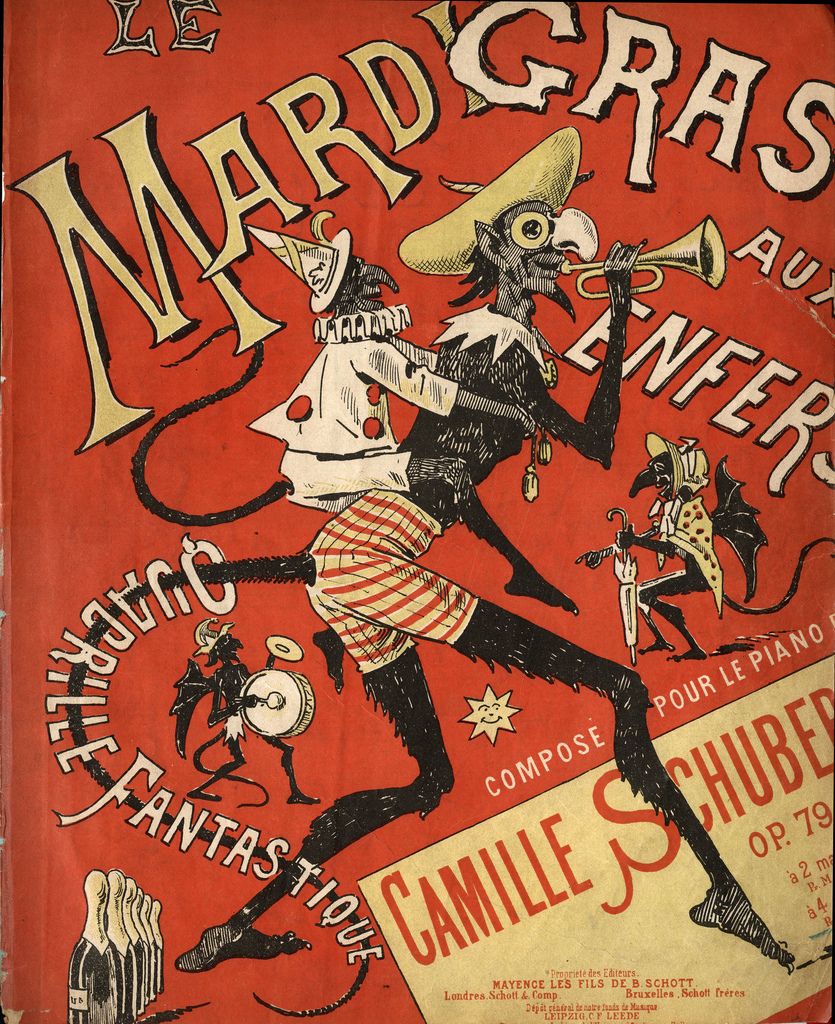
Partition du quadrille Le Mardi gras aux enfers de Camille Schubert, 1910.

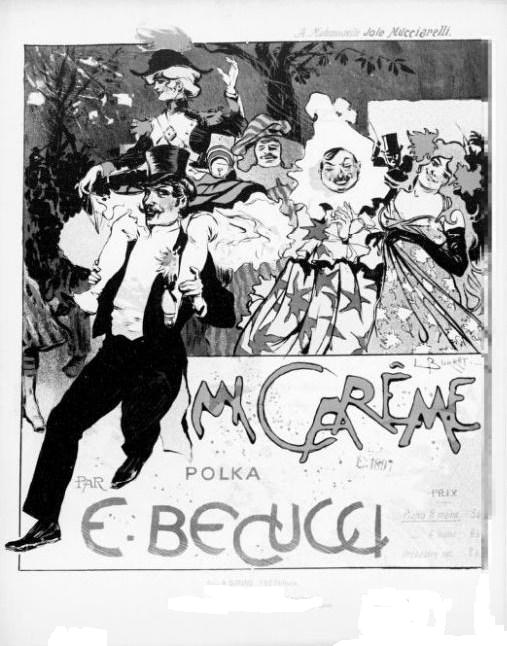
Illustration de Léonce Burret pour une partition de piano d'Ernesto Becucci, 1897.

Le Carnaval de Paris a aussi inspiré des compositeurs de musiques :
- 1653 – Ballet de la My-Carême[383] ;
- 1695 – La Foire Saint-Germain. – Comédie de Jean-François Regnard et Dufresni, en 3 actes et 17 tableaux, pièce entrecoupée de saynètes avec des chants[9] ;
- 1726 – Le Bois de Boulogne – Opéra-comique de Louis Fuzelier d'après La suite de la Foire Saint-Germain ou Les Momies d'Égypte, pièce de Jean-François Regnard (1696)[384] ;
- 1745 – Thésée – Parodie du Thésée de Lully, œuvre de Charles-Simon Favart, Pierre Laujon et Parvy[385]. Dans cette pièce Thésée triomphe monté sur un bœuf gras ;
- XIXe siècle – Galop : Le Carnaval de Paris – de Johann Strauss, opus 100 ;
- 1806 – Monsieur Des Chalumeaux ou La soirée de carnaval – Opéra bouffon en trois actes, livret de Auguste Creuzé de Lesser, musique de Pierre Gaveaux[386] ;
- 1837 – Le Carnaval de 1837 – Quadrille de Philippe Musard[387].
- 1838 – Le Masque – Boléro, paroles de Burat de Gurgy, musique de A. Lamnière[246] ;
- 1839 – En descendant la Courtille – Chorale de Richard Wagner, composé pour le vaudeville-ballet-pantomime en deux tableaux de Théophile Marion Dumersan et Charles-Désiré Dupeuty La défense d'aimer[388] ;
- 1839 – Galop des Tambours – Galop de Carnaval composé et créé par Jean-Baptiste-Joseph Tolbecque au théâtre de la Renaissance[389] ;
- 1840 – Galop des Trompettes – Galop de Carnaval de Philippe Musard créé en réponse au Galop des Tambours de Jean-Baptiste Joseph Tolbecque ;
- 1844 – Le Mardi gras aux enfers – Quadrille fantastique, opus 79 de Camille Schubert[390] ;
- 1853 – La traviata – Opéra de Giuseppe Verdi[391] ;
- 1853 – Polka des masques – pour piano, par Henri Cellot[392] ;
- 1859 – Una Avventura di Carnevale in Parigi (Une Aventure de Carnaval à Paris) – Ballet de Pasquale Borri[393] ;
- 1864 – La Nuit de la mi-carême – Opérette, livret de Émile Abraham, musique de Eugène Déjazet[394] ;
- 1865 – Les Bergers – Opéra comique en trois actes, musique de Jacques Offenbach, livret de Hector Crémieux et Philippe Gille. Au second acte on y chante le Bœuf gras baptisé Benoiton[395] ;
- 1868 – La Déesse du bœuf gras – Quadrille de Claude Deplace, version pour orchestre ou version pour musique militaire[396] ;
- 1868 – Paris en Carnaval – Quadrille chantant de Jules Choux sur l'air du Quadrille Pyrrhique de Michaeli[397] ;
- 1868 – Le Carnaval de 1868 – Quadrille pour piano par Eugène Chanat[398] ;
- 1870 – Promenade du Bœuf Gras – Symphonie burlesque et imitative pour deux violons, alto, violoncelle et neuf instruments de jouets d'enfants : Trompette Coucou, Tambour de basque, Petit Tambour, Crécelle, Petite grosse caisse, Cymbales, Triangle, Trompe (en terre), Chapeau chinois (ad libitum), composée pour les enfants de Madame de Bousquet par Adolphe Blanc ;
- 1875 – Les Enfants du Carnaval – Quadrille comique de Antony Lamotte[399] ;
- 1875 – Titi au bal de l'Opéra – Quadrille à grand orchestre de Bosisio[400] ;
- 1877 – Carnaval à Paris, Opus 9 – Page musicale de Johan Svendsen[401] ;
- 1880 – Belle Lurette – Opéra-comique de Jacques Offenbach ;
- 1880 – Marche des masques – Par Auguste Coédès, extraite de la grande revue « Paris en actions », J. Hiélard éditeur, Paris[402] ;
- 1886 – Le Carnaval des animaux – Suite musicale de 15 mouvements composée par Camille Saint-Saëns, créée à Paris durant le Carnaval à l'occasion du Mardi Gras ;
- 1895 – La mi-carême enfantine - Suite carnavalesque pour piano et petits instruments enfantins par Edmond Missa[403] ;
- 1896 – La Reine des Reines – Opéra Bouffe en 3 actes de Robert de Flers, musique de Edmond Audran[404] ;
- 1897 – Le Couronnement de la Muse – Cantate de Gustave Charpentier composée et créée à l'occasion de la deuxième Vachalcade, cortège montmartrois en réponse au Bœuf Gras[405] ;
- 1897 – Mi-Carême – Polka pour piano de Ernesto Becucci[382] ;
- 1900 – Premier Carnaval – Pantomime, livret et musique de Béreng[406] ;
- 1902 – Mi-Carême – Schottisch pour piano de Caroline Chelu[407] ;
- 1902 – Reine des reines – Valse pour piano de Gabriel Allier[408] ;
- 1904 – Reine des reines – Marche américaine pour piano de Edmond Antréas[409] ;
- 1905 –  Carnaval parisien – polka-marche burlesque, pour piano, par Francis Popy[216], version pour orchestre en 1906[216],[410], autre version sans date, pour harmonie et fanfare[216] ;
- 1907 –  Carnaval parisien : sur une mélodie populaire  – pour piano, opus 97, de Paul Barbot[411].
- 1908 – Les Trois Masques – Drame lyrique de Charles Méré et Isidore de Lara[412] ;
- 1908 – Reine des reines – Valse pour piano de Marguerite Cazelli, valse chantée paroles de Will[413].

### Peintures, gravures, sculptures, dessins

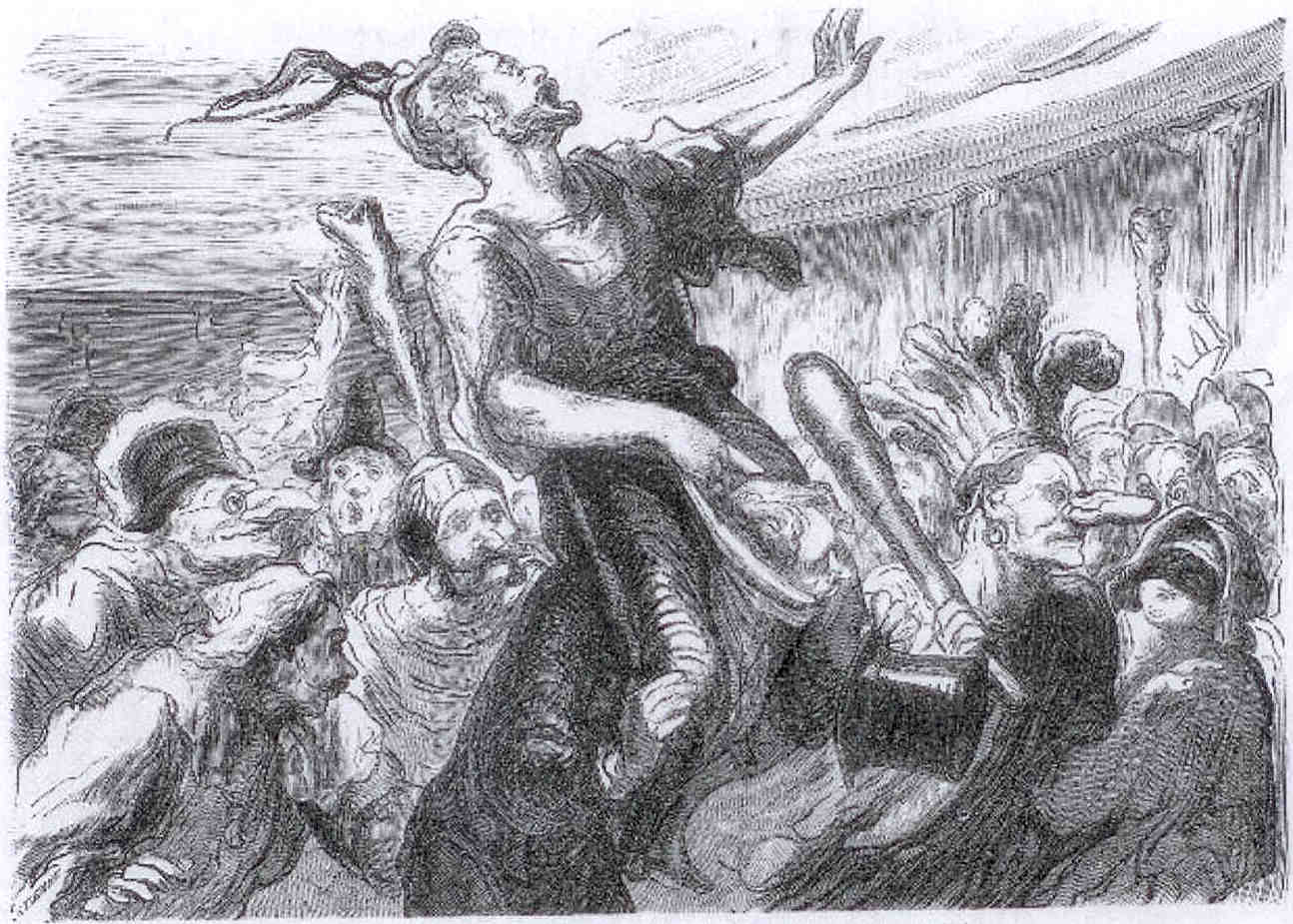
Défilé grotesque de la célèbre société festive et carnavalesque des Flambards au bal de l'Opéra donné pour la Mi-Carême 1868, vu par Daumier.

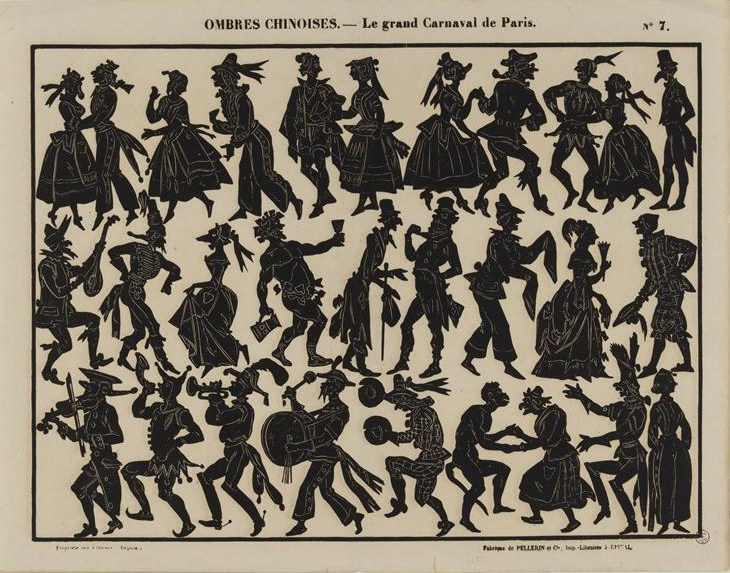
Ombres chinoises éditées par la fabrique de Pellerin et Cie à Épinal.

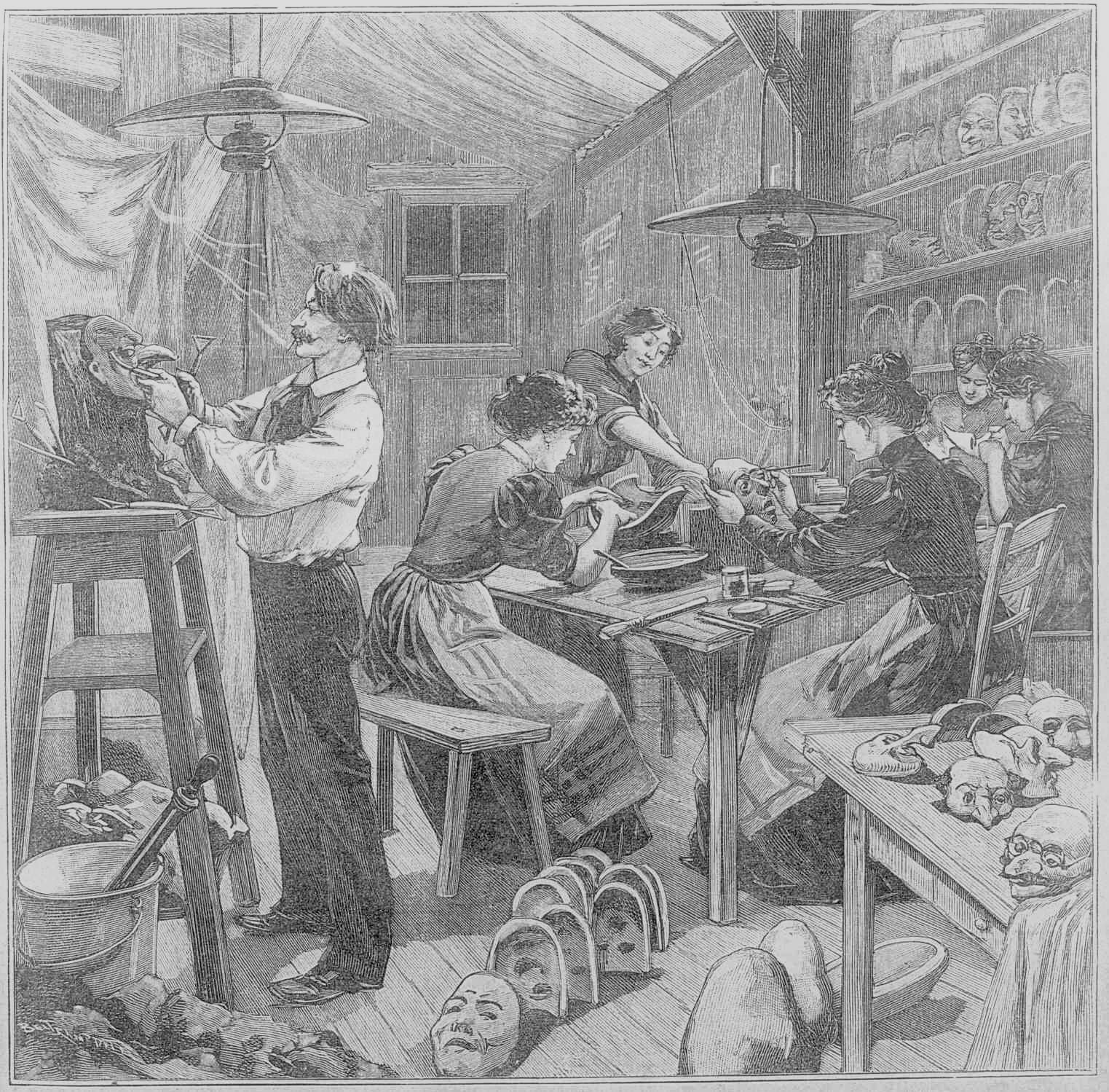
Atelier parisien de fabrication de masques de Carnaval en 1897.

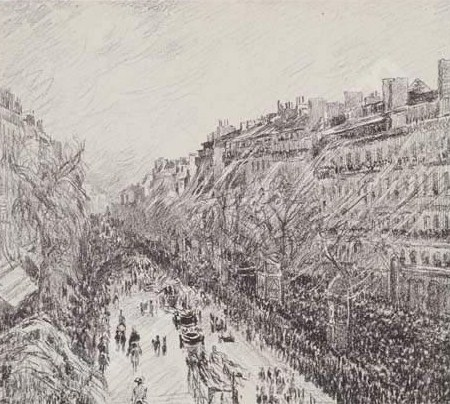
Le cortège de la Mi-Carême vers 1900 vu par Camille Pissarro.

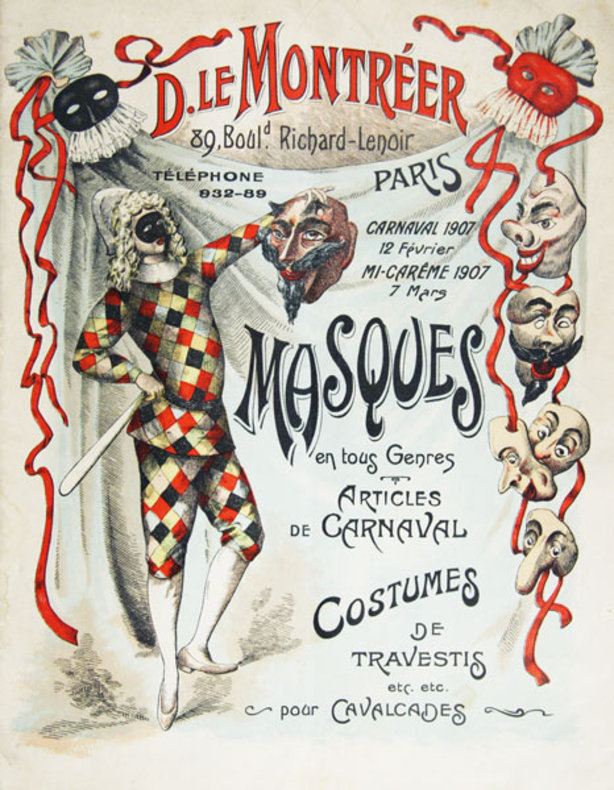
Catalogue d'un marchand parisien d'articles de Carnaval en 1907.

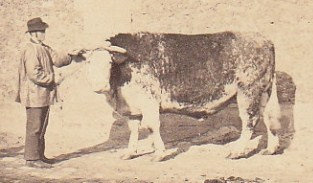
1864 – Charmant Bœuf gras 1200 kilos

- 1683 – Salle du Bal donné à la Cour pendant le Carnaval de l'année 1683 – Estampe de Jean Lepautre d'après un dessin de Jean Berain[418]
- 1745 – Jeune fille tenant un loup – Pastel de Charles Antoine Coypel[419]
- 1750 – Marche du Bœuf gras – Gravure de Gabriel de Saint-Aubin[420]
- 1757 – Le carnaval des rues de Paris – Tableau d'Étienne Jeaurat (1699-1789)[421]
- 1778 – Le carnaval des rues de Paris – Gravure de Jean Benoist Winckler d'après le tableau homonyme d'Étienne Jeaurat[3]
- 1789 – Carnaval de 1789 – Dessin à la plume, lavis, aquarelle de E. Béricourt[422]
- XIXe siècle – Les programmes du Carnaval de Paris pour les jours gras ou la Mi-Carême sont décorés d'une gravure sur bois anonyme illustrant la fête[423]. Cette gravure peut être réutilisée plusieurs années différentes.
- 1810 – Le Carnaval – Gravure de Philibert-Louis Debucourt[424]
- 1814 – Le mardi gras, le 22 février 1814 – Dessin aquarellé de Opiz[425]
- 1823 – La descente de la Courtille – Tableau de Artus Despagne[426]
- 1829 – Le quadrille de Marie Stuart dansé le 2 mars 1829 au Château des Tuileries par la duchesse de Berry. – Lithographie d'Eugène Lamy
- 1830 – Passage du cortège du Bœuf Gras sur le Pont Neuf – Tableau de Guillaume-Frédéric Ronmy[427]
- 1831 – Carnaval de 1831 – Estampe, éditeur : Lithographie de Lacroix[428]
- 1834 – Scène de Carnaval, place de la Concorde – Tableau d'Eugène Lamy (1800-1890)[429]
- 1835 – Ordre et marche du Bœuf Gras – Une de ses nombreuses déclinaisons, xylographie[430]
- Entre 1835 et 1845 – La Descente de la Courtille – Tableau de Jean Pezous (1815-1885)[431]
- 1840 – Le Bœuf gras – Estampe d'Alphonse-Charles Masson[432]
- 1841 – Déguisemens du Carnaval – Gravure sur bois en couleurs, fabrique de Pellerin, imprimeur-libraire, à Épinal[433]
- 1841 – Scènes de Carnaval – Gravure sur bois en couleurs, fabrique de Pellerin, imprimeur-libraire, à Épinal[434]
- 1841-1843 – Le Carnaval à Paris – Série de 30 lithographies coloriées de Paul Gavarni[435]
- 1842 – Människor på väg till en maskerad (Les gens qui vont à une mascarade) – Dessin de Fritz von Dardel[117]
- 1843 – Les folies du carnaval – Gravure sur bois en couleurs, fabrique de Pellerin, imprimeur-libraire, à Épinal[436]
- 1846 – Le Carnaval de Paris – Estampe en couleurs, éditeur : fabrique de Pellerin, Imprimeur-libraire à Épinal[437]
- 1847 – Le Carnaval – Recueil de gravures de Paul Gavarni
- 1848]– Les bals de Paris ou Le Carnaval 1849. Paroles du citoyen Auguste Loynel – Estampe, éditeur : Librairie chansonnière de Durand[438]
- 1851 – Dis-donc, beau masque, on dit que tu aimes à faire boire du Champagne.... en aurais-tu par hasard une bouteille sur toi ?..... – Lithographie de Charles Vernier[439]
- 1851 – Le Chahut au Bal de l'Opéra – Aquarelle d'Eugène Lami[440]
- Vers 1855 – Le souper après le bal masqué – Tableau de Thomas Couture
- Entre 1800 et 1857 – Bal masqué à l'Opéra – Lithographie rehaussée d'aquarelle de Achille Devéria[441]
- 1856-57 – Escalier de l'Opéra à la Mi-Carême – Lithographie de Gustave Doré[442]
- 1856 – Le carnaval des boulevards en 1828. – Gravure de Bertall[1]
- 1856 – Un bal masqué de l'Opéra – lithographie de Gustave Doré
- 1857 – Le bœuf gras et le Carnaval de Paris – Xylographie en couleurs de Chaste, imagerie Pellerin à Épinal[443]
- 1857 – Bal de la Mi-Carême – Lithographie de Gustave Doré[444]
- Entre 1852 et 1858 – Le Carnaval de Paris – Estampe en couleurs de Gangel, fabricant à Metz[445]
- 1858 – Frontières du foyer de l'Opéra. Les masques français – Gravure figurant le Bal de l'Opéra[446]
- 1859 – Jeune femme masquée – Dessin gouaché de Henry Monnier[447]
- 1860 – La descente de la Courtille aux enfers, 18e tableau de Sans queue ni tête, revue de MM. Cogniard et Clairville, décor de M. Georges, estampe de Jules Worms[448]
- 1861 – La mariée du Mardi-gras – Estampe illustrant le vaudeville homonyme d'Eugène Grangé et Lambert-Thiboust[449]
- 1861 – Le Bal masqué à l'Opéra – Série de 6 petites gravures en long de Gustave Doré illustrant ses différentes étapes à partir de minuit jusqu'à cinq heures du matin[450]
- 1861 – Promenade du Bœuf Gras, à Paris. – Illustration pleine page d'Edmond Morin, parue dans Le Monde illustré[451]
- 1863 – Bal costumé au palais des Tuileries le 9 février 1863. La danse des Abeilles. – Estampe d'après un croquis de M. Moulin[452]
- 1865 – Le passage de l'Opéra à quatre heures du matin le mercredi des Cendres – Gravure de Gustave Doré[453]
- 1865 – Le mois comique – Une pleine page réalisée par Edmond Morin et Zed avec 12 dessins comiques illustrant le Carnaval de Paris, dont les 2 premiers le cortège parisien du Bœuf Gras[454]
- 1867 – Bal costumé au palais des Tuileries – Peinture de Jean-Baptiste Carpeaux[455]
- 1867 – Bal masqué aux Tuileries – Peinture de Jean-Baptiste Carpeaux[456]
- 1867 – Le bal de l'Opéra – Illustration pleine page de A. Grévin pour Le Journal amusant[457]
- 1868 – La Mi-Carême - Au bal de l'Opéra - Vivent les Flambards ! - Gravure d'Honoré Daumier[414]
- 1869 – La splendeur et la misère du bœuf gras provenant du Cotentin pendant le Carnaval de Paris – Gravure de Roevens[458]
- 1873 – Bal masqué à l'opéra – Tableau de Édouard Manet[459]
- 1873 – Le bal de l'Opéra – Aquarelle de Édouard Manet[460]
- 1873 – Carnaval boulevard des Capucines – Tableau de Claude Monet[461]
- 1874 – La fête des blanchisseuses dans un lavoir du quartier de Plaisance – Dessin de Vierge, gravé par F. Moller[462]
- 1878 – Gravure représentant la troupe de l'Estudiantina Espagnola venue d'Espagne participer au Carnaval à Paris en 1878[127]
- 1880 – Le dernier bal travesti chez la princesse de Sagan – Dessin de E. Morin, xylographie d'Auguste Lepère[463]
- 1885 – Le bal d'enfants du mardi gras, à l'opéra de Paris – Gravure de Gillot[464]
- 1890 – Bal des folles à la Salpêtrière – Gravure de José Belon[465],[441]
- 1893 – La Mi-Carême, les étudiants brulant le Bonhomme Carnaval sur la place du Panthéon – Xylographie de Gérardin[466]
- 1893 – Programme officiel du cortège de la Mi-Carême 1893 – Dessin de Gillsaer, pleine page couleurs du journal La Patrie[467]
- 1894 – Paris pittoresque - Le Mardi Gras - Les boulevards à Paris – Dessin en double page de M. Stanislaw Rejchan[44]
- 1894 – Au Quartier Latin – Fascicule sorti par les étudiants à l'occasion de la Mi-Carême, avec une couverture de Jules Chéret et des illustrations d'Henri Pille, Paul Merwart, Félix Régamey, Ferdinand Bac, Guillaume, Henriot, Mars, Draner et Berthère
- 1894 – La cavalcade de la mi-carême à Paris – Imagerie d'Épinal. No 307, estampe[468]
- 1895 – Trois illustrations du Carnaval de Paris par Auguste Lepère pour un livre de Georges Montorgueil[469]
- 1895 – La Mi-Carême – Tableau de Alexandre-Jacques Chantron[470]
- 1895 – Au Quartier Latin – Couverture illustrée en couleurs du journal des étudiants parisiens sorti à l'occasion de la Mi-Carême
- 1895 – Paris, Mi-Carême, La corrida sur la place de l'hôtel de ville – Dessin de M. Parys, gravé pour Le Monde illustré[471]
- 1896 – La Vachalcade – Peinture de Fernand Pelez[472]
- 1896 – Passé la Mi-Carême, – Pas d'danger qu'à présent un étudiant vienne nous aider ! – Dessin de Steinlen[473]
- 1897 – Boulevard Montmartre - Mardi Gras – Peinture de Camille Pissarro
- 1897 – Boulevard Montmartre, Mardi Gras, au coucher du soleil – Peinture de Camille Pissarro
- 1897 –  La Mi-Carême sur les Boulevards – Peinture de Camille Pissarro
- XIXe – Bal à Paris au grand Opéra – Peinture de Jean-Louis Forain
- XIXe – Le Carnaval de Paris – Planche en couleurs de l'imprimerie Gangel[474]
- XIXe – Le bal de l'opéra – Lithographie aquarellée de Charles François Guérard[475]
- XIXe – Au bal de l'Opéra. – Lithographie de Cham[476]
- XIXe – Bal masqué à l'opéra (au Polichinelle) – Tableau de Édouard Manet[477]
- XIXe – Le carnaval à Paris, bal masqué à l'Opéra – Gravure aquarellée[478]
- XIXe – Le Carnaval à Paris, masques attendant l'ouverture du bal de l'Opéra – Gravure de Belon[479]
- XIXe – La mi-carême à Paris – Lithographie de Camille Pissarro[417]
- XIXe – La Descente de la Courtille – Tableau de Célestin Nanteuil[480]
- XIXe – Bal de l'Opéra – Lithographie en camaïeu de A. Provost[481]
- XIXe – Figures du carnaval au temps de Balzac. – 110 dessins et gravures de Paul Gavarni, s.d[482]
- XIXe – Ombres chinoises. — Le Grand Carnaval de Paris[415]. no 7 – Planche, fabrique de Pellerin et Cie, Imprimeur-Libraire à Épinal
- XIXe – Pas d'infanterie – Lithographie de Charles Vernier[483]
- XIXe – Le mardi gras à Paris – Lithographie de Simon Blocquel[484]
- XIXe – Mardi gras Boulevard des Italiens, les Masques, le Bœuf Gras... – Gravure en couleurs de George Emanuel Opitz[485]
- XIXe – Scène de bal masqué – Dessin de Paul Gavarni[486]
- XIXe – Scène de carnaval : dans une calèche divers personnages costumés – Aquarelle de Eugène Lami[487]
- XIXe – Un premier début au bal de l'Opéra – Lithographie de Numa et Bettannier, frères[488]
- XIXe – Le Bœuf gras et son compagnon – Deux illustrations d'Auguste Vimar pour la fable de Pierre Lachambeaudie[489]
- XIXe – Passée la Mi-Carême, Pas d'danger qu'à présent un étudiant vienne nous aider ! – Lithographie de Théophile-Alexandre Steinlen[490]
- XIXe – Pendule dite : « du Bœuf gras » – Pendule portée par une représentation sculptée du Bœuf Gras en bronze doré, époque Premier Empire[491]
- XXe siècle – Le Bœuf Gras – Carte réclame en couleurs, premier quart du XXe siècle[492]
- 1900 – Le faux-nez, Farce de Carnaval – Planche de dessins de Benjamin Rabier[493]
- 1907 – Mi-Carême – Peinture de Paul Chocarne-Moreau[494]
- 1907 – Mi-carême, Paris– Peinture de Tavik František Šimon[495]
- 1909 – Char du Bœuf Gras – Célèbre char du Carnaval de La Nouvelle-Orléans. Il sort toujours chaque année
- 1912 – Publicité pour l'oxygénée Cusenier montrant la Promenade du Bœuf Gras. – Dessin anonyme paru dans Le Journal amusant[496]
- 1921 – Le cinéma éducateur du peuple – Dessin en couleurs de Joe Bridge pour le char qui porte ce nom dans le cortège de la Mi-Carême 1921[497]
- 1922 – Bal de la Mi-Carême – Peinture de Fermel[498]
- 1998 – Le Géant-Bœuf – Géant de Rafaël Estève
- 2003 – Le Carnaval – Tableau de André Desbordes[499]
- 2004 – Grosses têtes d'animaux[500] costumes et masques de Catherine Poulain créées pour le Carnaval de Paris depuis 1993
- 2005 – Performance Bûtoplastic de Catherine Poulain[501]
- 2006 – Babybœuf volant géant[502] sculpture géante de Catherine Poulain, conduite sur le toit d'une voiture
- 2007 – Boeuf géant avec Pimprenelle et Nicolas sur un tapis volant[502]sculpture géante de Catherine Poulain, sur charriot poussé
- 2010 – La vache et son roi amoureux[503] sculpture géante de Catherine Poulain, conduite sur un quad
- 2012 – L'autel de la marine[504] et L'arche de Noé des enfants[505] sculptures roulantes de Catherine Poulain
- 2017 – Bœuf Gras géant – Marionnette géante du Théâtre aux mains nues

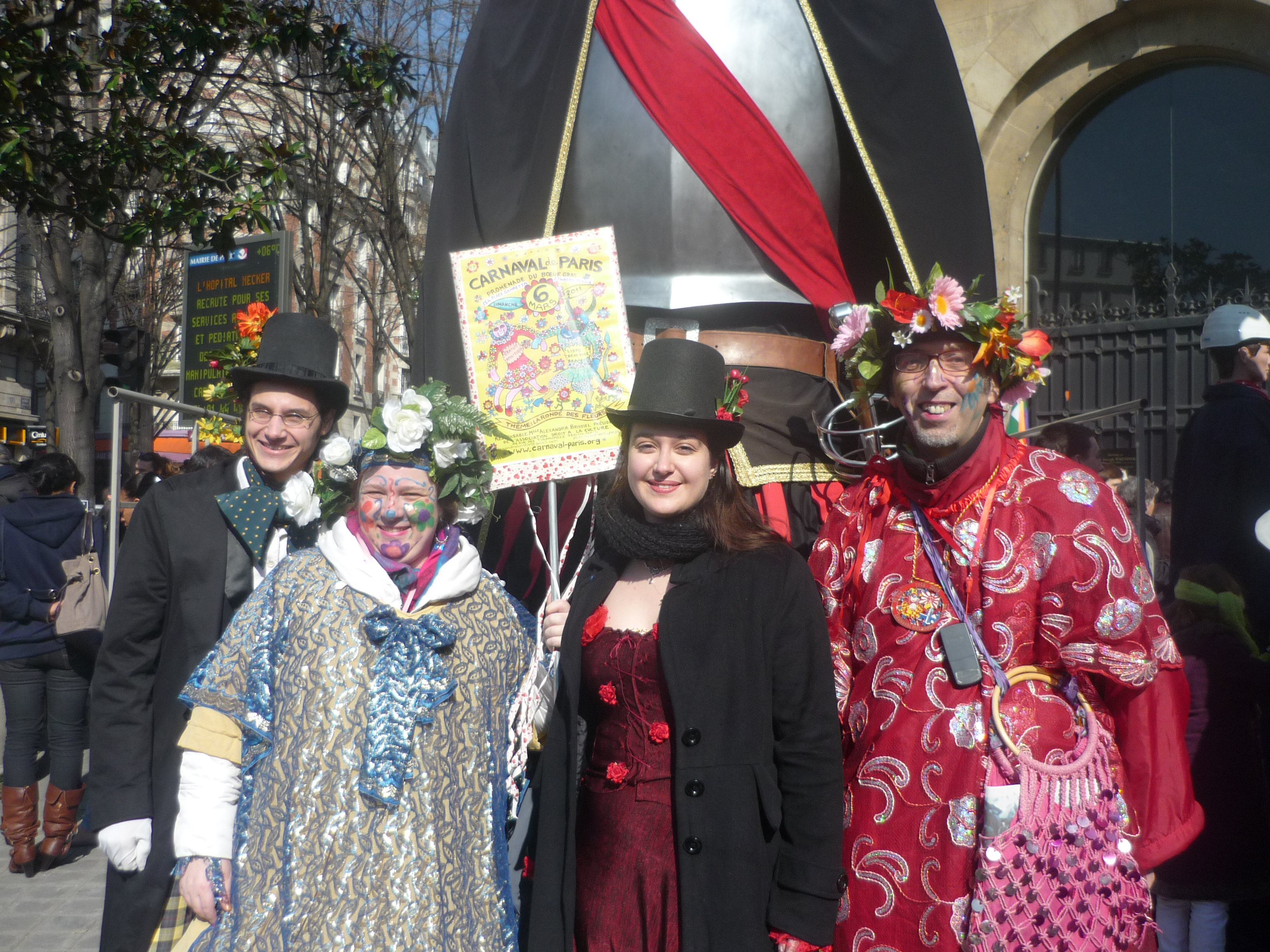
Au Carnaval de Paris 2011, place Gambetta, un groupe pose au pied d'un géant venu de Belgique.

### Personnages typiques du Carnaval de Paris
Comme dans d'autres carnavals, il existait traditionnellement des personnages typiques du Carnaval de Paris. Un certain nombre d'entre eux nous sont connus par la documentation conservée.

### Photographies anciennes
Liste non exhaustive :

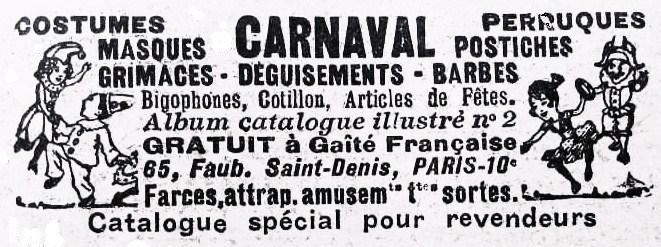
Publicité d'un magasin parisien vers 1930.

- 1852 – Le Bœuf gras, place Vendôme, photo de Hippolyte Bayard[506], collections du Musée d'Orsay, Paris.
- 1863 – Vue instantanée du Carnaval de 1863, no 152 Char du Bœuf Gras sortant de l'abattoir, vue stéréoscopique[507].
- 1864 – Charmant Bœuf gras 1200 kilos – Cliché photographique réalisé par l'atelier Moulin, montrant un des 6 bœufs gras de 1864.
- 1894 – 6 photos du cortège de la Mi-Carême[508].
- Vers 1900 – La Mi-Carême à Paris : la bataille de confetti sur les boulevards, photo de Paul Géniaux (né en 1873)[509], collections du Musée d'Orsay, Paris.
- Vers 1900 – La foule sur les boulevards le jour de la Mi-Carême, photo de Paul Géniaux[510], collections du Musée d'Orsay, Paris. Cinq autres photos de Paul Géniaux illustrant la Mi-Carême vers 1900 font partie des collections du Musée d'Orsay[511].
- 1903 – Deux photos de Jules Beau prises à l'occasion de la Mi-Carême[512] :
- Le char automobile électrique de la Reine des Reines de la rive droite Marie Missiaux.
- Un autre véhicule automobile du cortège.
- 1904 – Manifestation du bœuf gras dans les rues de Paris – Photo stéréoscopique[513].
- 1908 – Photo de Dunois 1er Bœuf Gras 1908[514].
- 3 mars 1910 – La foule s’écoulant sur le parvis Notre-Dame après le passage du cortège de la mi-carême, photo de Léon Gimpel[515], collections du Musée d'Orsay, Paris.
- 1911 – Scène du Carnaval de Paris 1911, cliché Agence Rol[516].
- 20 février 1912 – 5 photos prises à Paris par l'Agence Rol le jour du Mardi Gras, collections de la BNF[517].
- Avant 1914 – La Mi-Carême à Paris, aspect des boulevards. Photo de Paul Géniaux avant 1914, où on voit bien les serpentins géants accrochés aux balcons des immeubles[518].
- 24 février 1914 – Un reportage de l'Agence Rol, fait de 6 vues sur la préparation des confetti le jour du Mardi Gras, collections de la BNF[519].

### Photographies de presse de la Mi-Carême

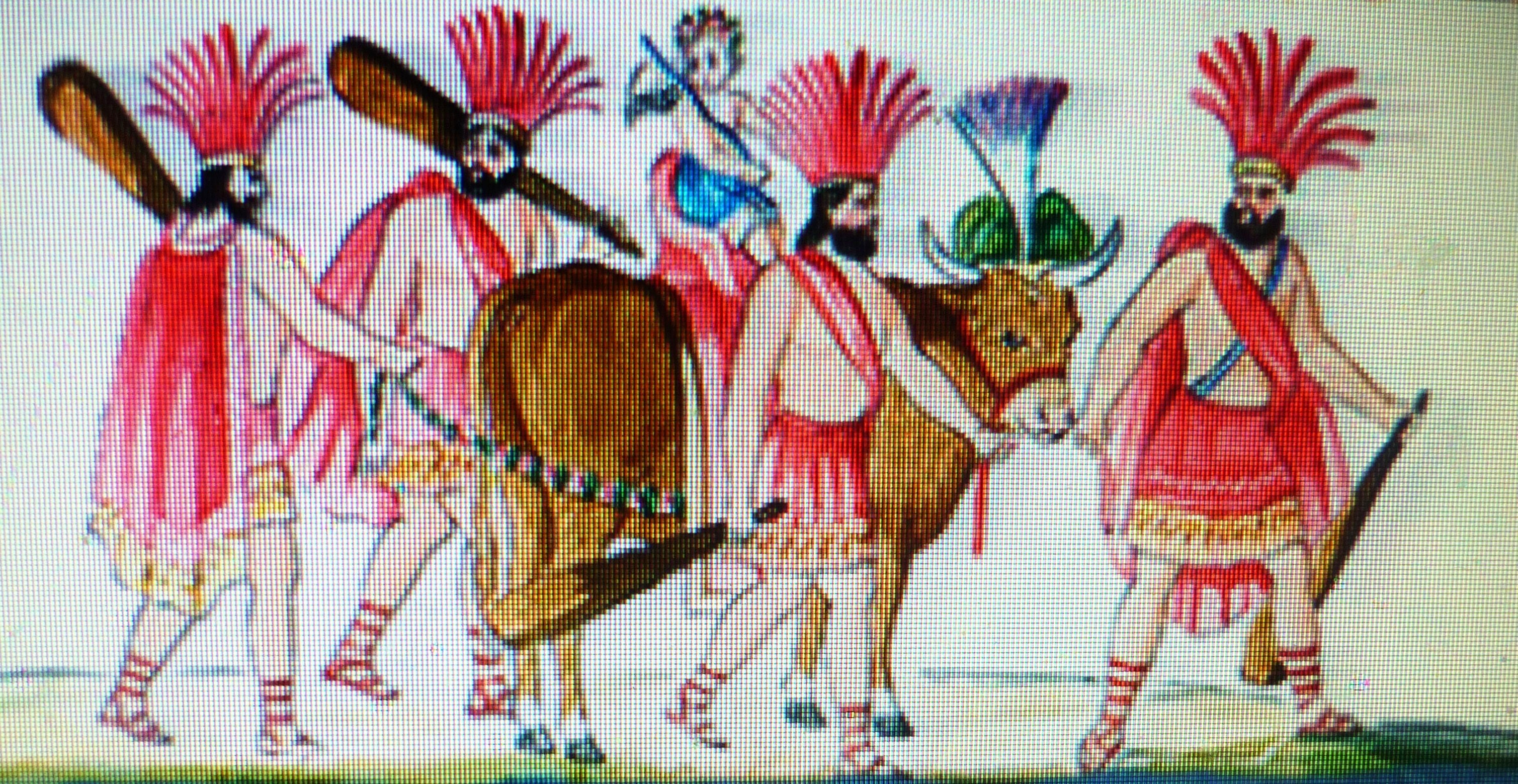
Le Bœuf Gras du Carnaval de Paris vers 1850, dessin d'Auguste Lapierre, détail d'une plaque de verre pour lanterne magique.

Au moins 176 photos de presse de la Mi-Carême prises entre 1908 et 1934 sont consultables sur site Gallica de la BNF.

### Plaques de verre pour lanterne magique
Dessinées par Auguste Lapierre vers 1850, huit plaques de verre coloriées pour lanterne magique conservées à la Cinémathèque française à Paris représentent le cortège de la Promenade du Bœuf Gras. Sur l'une figure le Bœuf Gras, et sur les sept autres divers éléments de son cortège.

### Publicités avec le Bœuf Gras

Images publicitaires avec le Bœuf Gras
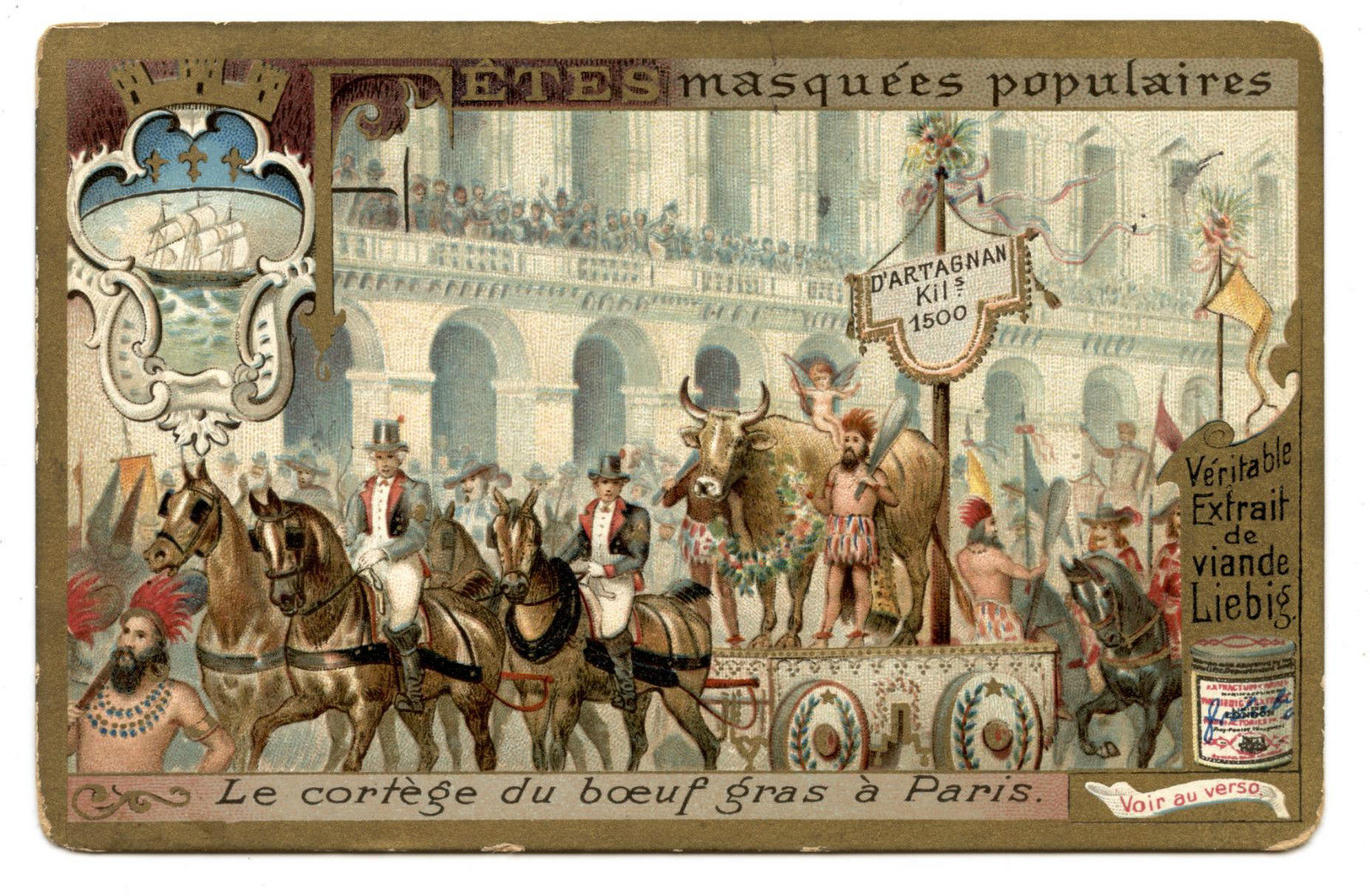
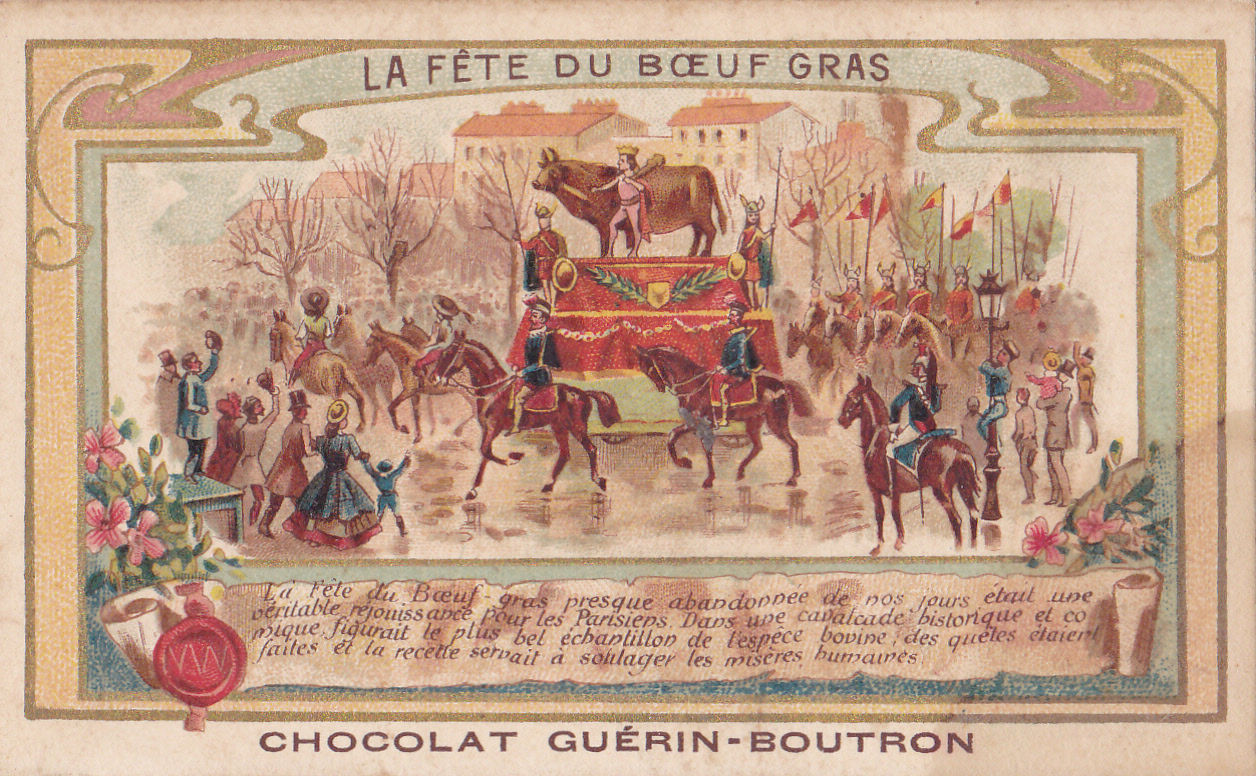
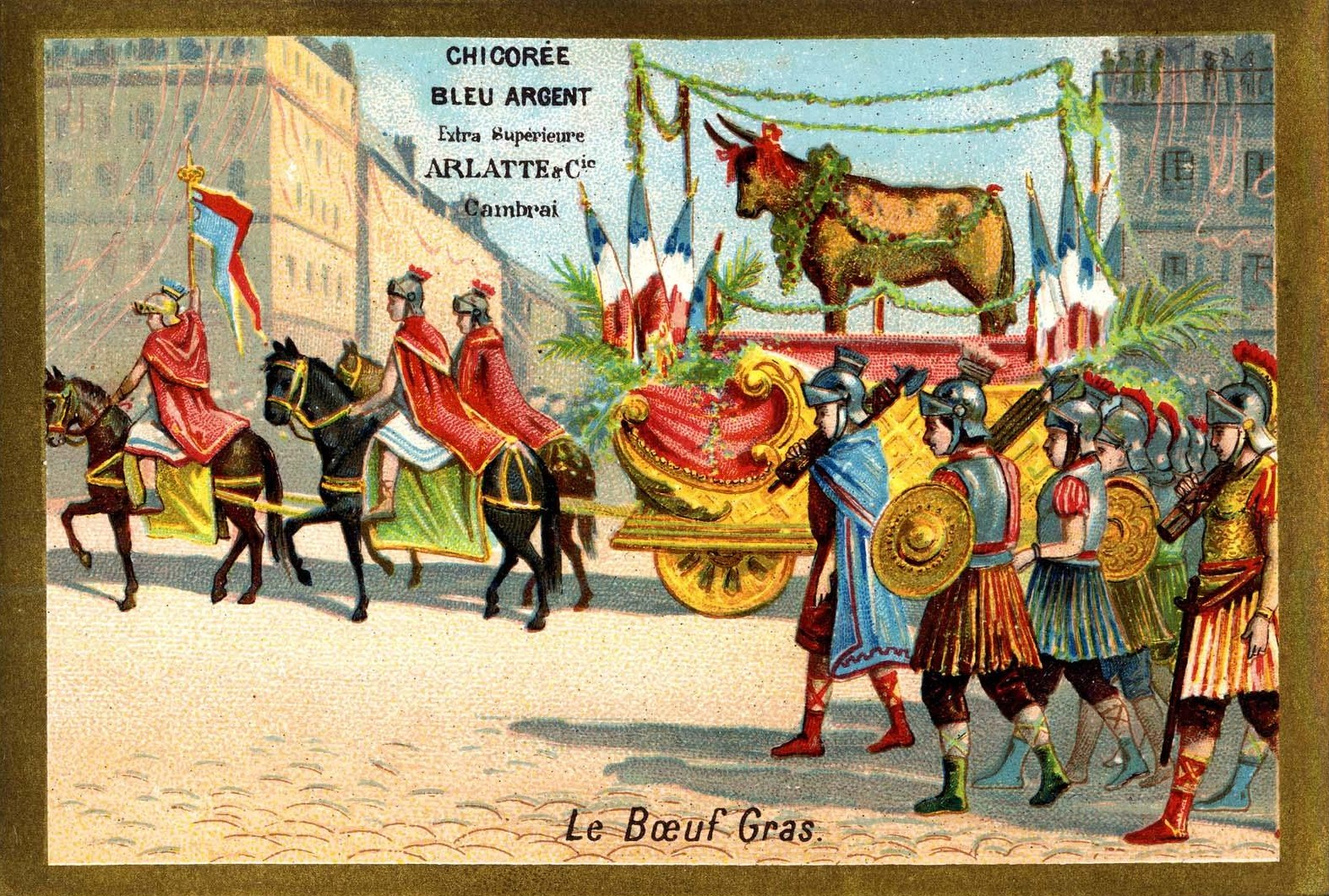
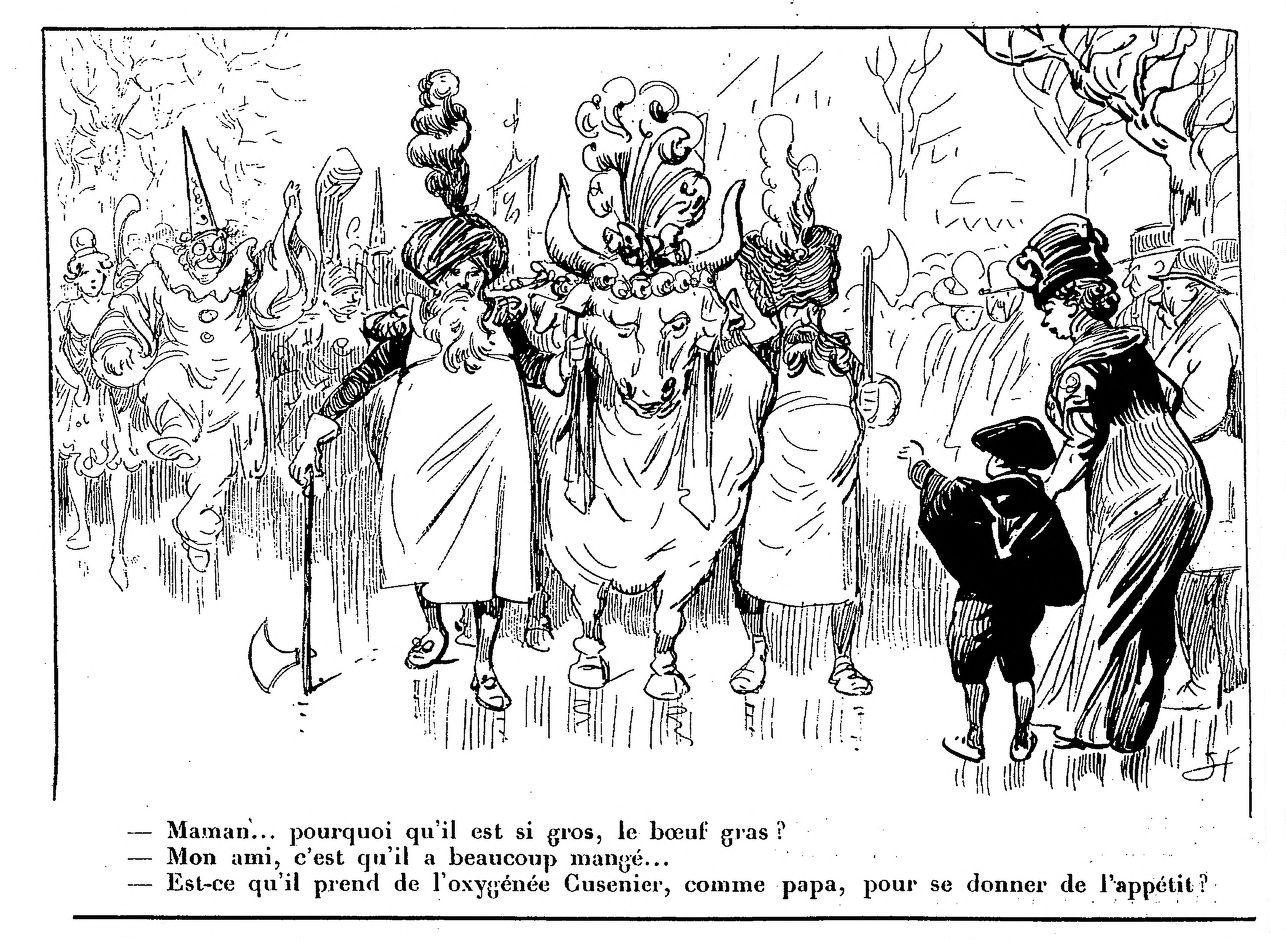

### Réglementation du Carnaval de Paris
Jadis parait chaque année une ordonnance de police règlementant le Carnaval de Paris. Pour une part, elle dresse a contrario un tableau intéressant d'un certain nombre de choses qui se font, ou qu'on est tenté de faire, au Carnaval de Paris. Et que les autorités éprouvent le besoin de réprimer ou tenter de réprimer.
En janvier 1842, voici ce que dit à propos de l'ordonnance règlementant le Carnaval de Paris la  Revue municipale, contenant toutes les matières de droit commun :
CARNAVAL. — Le pouvoir municipal a des devoirs à remplir en cette circonstance, tant dans l'intérêt des mœurs que de la sûreté publique; il est convenable que MM. les maires fassent, à cette époque, publier dans leurs communes des arrêtés sur les mascarades, suivant les besoins et l'importance de leurs localités.
Voici l'ordonnance de police qui se publie tous les ans à Paris ; elle pourra les aider à dresser l'arrêté qui conviendra dans leur municipalité.
Nous, etc. — Vu la loi du 16-24 août 1790, titre 9 ; les art. 86, 287, 330, 471, n° 11 et 15, et l'art. 479, n° 8, du Code pénal, les art. 1 et 8 de la loi du 17 mai 1819, et ceux de la loi des 29 novembre 1830 et 9 septembre 1835 ;
Voulant prévenir tout accident et tout désordre pendant les divertissements du carnaval....
Art. 1er. Toute personne qui pendant le temps du carnaval se montrera dans les rues, passages, galeries, boulevards, places, promenades et lieux publics, masquée, déguisée ou travestie, ne pourra porter ni arme ni bâton.
2. Personne ne pourra paraître sous le masque dans aucun lieu public avant dix heures du matin et après sept heures du soir.
3. Aucun individu ne pourra prendre de déguisements qui seraient de nature à troubler l'ordre public, ni qui pourraient blesser la décence et les mœurs.
4. Il est défendu à toutes personnes masquées, déguisées ou travesties, d'insulter qui que ce soit, par des invectives, des mots grossiers ou des provocations injurieuses.
5. Elles ne pourront également s'arrêter sur la voie publique pour y tenir des discours indécents, ou y provoquer les passants par des gestes ou paroles contraires à la morale publique.
6. Il est pareillement défendu à tout individu, masqué ou non masqué, de jeter dans les maisons, dans les voitures et sur les personnes, aucun objet ou substance qui puisse blesser, endommager ou salir les passants.
7. Toute personne masquée, déguisée ou travestie, invitée, par un officier de police, ou par un agent de la force publique, à le suivre, doit se rendre sur-le-champ au bureau de police le plus voisin, pour y donner les explications qui peuvent lui être demandées.
8. Les contrevenants aux dispositions ci-dessus seront arrêtés et conduits à la préfecture de police pour y être interrogés, et pour qu'il soit pris à leur égard telle mesure qu'il appartiendra, sans préjudice des poursuites à exercer devant les tribunaux, tant contre eux que contre les personnes civilement responsables d'après la loi.

### Sociétés festives parisiennes
Organisant la festivité et intervenant dans son Carnaval, Paris a compté des centaines de sociétés festives et carnavalesques.
L'article Liste de goguettes répertorie 710 Goguettes de Paris, des barrières et de la banlieue de Paris. L'article Liste de sociétés bigophoniques répertorie 197 goguettes organisées en sociétés bigophoniques.
Ces deux listes ne prennent pas en compte les autres genres de sociétés festives et carnavalesques parisiennes. Certaines, qui intervenaient dans le cadre du Carnaval de Paris, existent toujours, comme la société festive traditionnelle étudiante de la Faluche.

### Spécialités culinaires

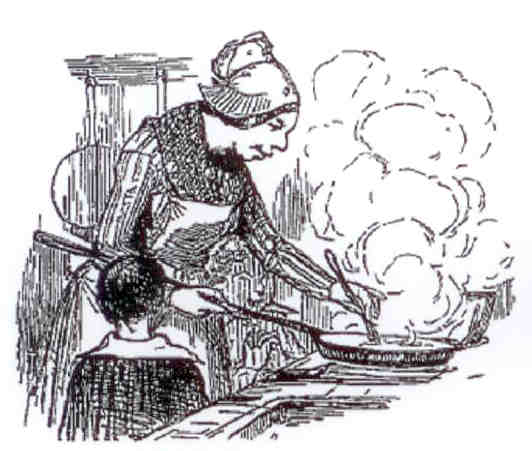

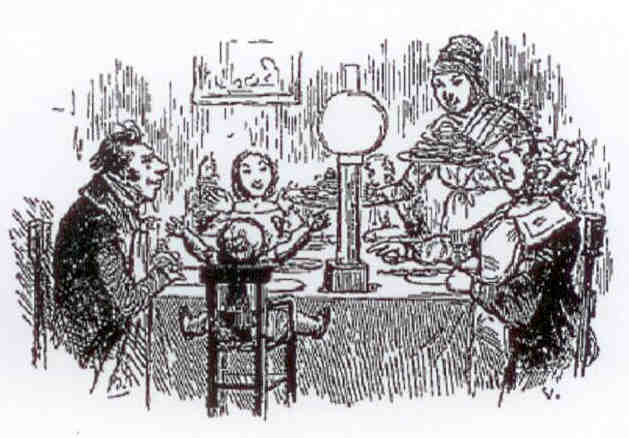
Les crêpes au Carnaval de Paris vers 1845.

- Il arrive au Carnaval de Paris que des traiteurs sans scrupules en profitent. Désaugiers vers 1800-1825, en parle dans sa chanson V'là c' que c'est que l' carnaval :

Profitant aussi des jours gras,

Le traiteur déguise ses plats,

Nous offre vinaigre en bouteille,

Ragoût de la veille,

Daube encor plus vieille.

Nous payons bien, nous soupons mal...

V'là c' que c'est que l' carnaval.
- Mais le Carnaval de Paris est surtout une occasion de bien manger, comme le dit en 1825 Jouslin de la Salle dans sa chanson Le Carnaval :

De cette saison fortunée

J'aime surtout les bons repas,

Homme, femme fraîche ou fanée,

Chacun fait bombance aux jours gras.

Même alors, plus d'une grand-mère

Se prépare un petit régal,

Et trouve le moyen de faire

Son carnaval.
Parlant du Carnaval, La Revue illustrée, qui paraît à Paris, écrit en 1906 :
Voici venir mars et les joyeux jours gras avec tout leur cortège des charmantes réunions de famille et des très gais repas.
- Une tradition du Carnaval de Paris, très longtemps pratiquée, est de faire et manger des crêpes, notamment au moment de la Mi-Carême.
- Une autre est de faire et manger des beignets. Comme l'écrit en 1842 un carnavaleux parisien anonyme :

« On saura s'amuser tout comme un autre, a dit le bourgeois : et Dieu sait comment il s'y prend ! Pendant le carnaval, c'est-à-dire du jeudi-gras au mercredi des cendres, ses plus chères voluptés sont celles qui le sont le moins. En première ligne, nous trouvons les beignets ; et quels beignets, grand Dieu ! (Plus loin, cet ouvrage parle des crêpes). »

- Créé vers 1892, a existé un gâteau portant comme décoration une spirale et baptisé spirale-opéra. Ce nom a été utilisé pour désigner une variété de serpentin. Le serpentin fut lui-même lancé au Carnaval de Paris en 1892 (il était alors également appelé spirale tout court ou serpentin).

### Toponymie: une rue Carême-Prenant à Paris
Une rue de Paris était jadis nommée en l'honneur du Carnaval. Ce fait est attesté en 1652, sur le plan de Gomboust, où elle porte le nom de rue Carême-Prenant. À la même époque, le plan de Jaillot l'appelle ruelle de l'Héritier. Carême-Prenant est un synonyme du mot Carnaval largement utilisé en France jusqu'au XIXe siècle. C'est rue Carême-Prenant que se trouvait l'entrée de l'hôpital Saint-Louis, qui se dirigeait vers les Récollets.
Sur le plan de Delagrive de 1728, la rue Carême-Prenant est devenue la ruelle des Vinaigriers. C'est à présent la rue des Vinaigriers, amputée en 1946 d'une partie rebaptisée rue Jean-Poulmarch.
En région parisienne existe encore aujourd'hui une rue Carême Prenant à Argenteuil, une impasse Carême Prenant à La Courneuve et une rue du Carnaval à Crosne.